# Perpinyà
Perpinyà ([pəɾpi'ɲa]; en francès, Perpignan [pɛʁpiɲɑ̃]) és la ciutat capital del Rosselló i de la Catalunya del Nord. Històricament es pot considerar que és la capital del comtat del Rosselló, del regne de Mallorca i de la comarca del Rosselló.
La població, el 2013, era de 120.959 habitants. El 2011, la mancomunitat de municipis de Perpinyà Mediterrani tenia una població total de més de 310.000 habitants.
L'eslògan de la ciutat fins al 2021 fou Perpignan la Catalane/Perpinyà la Catalana, posteriorment subsituït per «Perpignan la Rayonnante». L'any 2008 la ciutat va ésser distingida com a Capital de la Cultura Catalana.
L'11 de juny del 2010 el ple municipal aprovà, per unanimitat, la Carta municipal per a la llengua catalana, que estableix el català com a llengua oficial de Perpinyà, juntament amb el francès.

## Geografia[calcitació]

### Localització i característiques generals del terme
El terme comunal de Perpinyà, d'una extensió de 680.700 hectàrees (és el segon terme comunal més extens del Rosselló), és al centre de la comarca i plana del Rosselló, malgrat que part del terme pot ésser considerat com a part de les subcomarques adjacents del Riberal de la Tet i la Salanca. El travessa la Tet, a més d'altres corrents d'aigua com la Bassa, procedent dels Aspres.
El terme comunal de Perpinyà s'estén a banda i banda de la Tet, en una zona bàsicament al·luvial, però que inclou les terrasses altes de l'esquerra del riu, on, per exemple, es troba l'Aeroport de la Llavanera i algunes zones comercials i industrials, en part compartides amb els termes veïns de Ribesaltes i Pià. També inclou alguns turons i serrats, que amb prou feines pugen uns cinquanta metres per damunt de la plana; alguns d'aquests turons foren aprofitats, en èpoques diverses, amb finalitat militar, de defensa, com la Ciutadella de Perpinyà, el Puig de Sant Jaume i el Fort del Serrat d'en Vaquer, principalment.
El terme de Perpinyà, inicialment molt més petit, s'anà engrandint amb el pas del temps amb la incorporació dels pobles del Vernet, Castell Rosselló, Malloles, Sant Galderic i Orla, a més de l'antiga comanda templera de Bajoles, que tenia terme propi.
Municipis limítrofs: 
| Paretstortes                     | Ribesaltes / Pià             | Bonpàs / Vilallonga de la Salanca |
| Sant Esteve del Monestir Toluges |                              | Canet de Rosselló Cabestany       |
| Cànoes                           | Pollestres / Vilanova de Raó | Salelles Tesà                     |

.

### La ciutat de Perpinyà
El poblament humà més antic trobat, en forma de ciutat, al Rosselló no és la ciutat de Perpinyà pròpiament dita, sinó l'actual jaciment de Ruscino, situat a tocar del poble de Castell Rosselló, a l'extrem oriental del terme comunal perpinyanenc. Del seu nom procedeix, precisament, el topònim Rosselló.
La vila, després ciutat, de Perpinyà es formà a l'entorn de dos turons, el del Puig i el de la Real, a part del turó on es dreça el castell-palau dit dels Reis de Mallorca, anomenat Puig del Rei. Enmig d'una plana fèrtil, idònia per al desenvolupament de l'agricultura, la funció de mercat que exercí des del primer moment la vila de Perpinyà feu que ja des de l'edat mitjana fos un centre de comunicacions i d'intercanvi mercantil. El creixement urbanístic ha fet que progressivament s'anés ocupant tota la part de la plana al·luvial de la dreta de la Tet, amb els seus afluents de la Bassa i el Ganganell, i, més modernament, les terrasses altes de l'esquerra de la Tet, en direcció a Ribesaltes, d'una banda, i les de llevant, a la dreta del riu, en direcció a Cabestany i Canet de Rosselló.

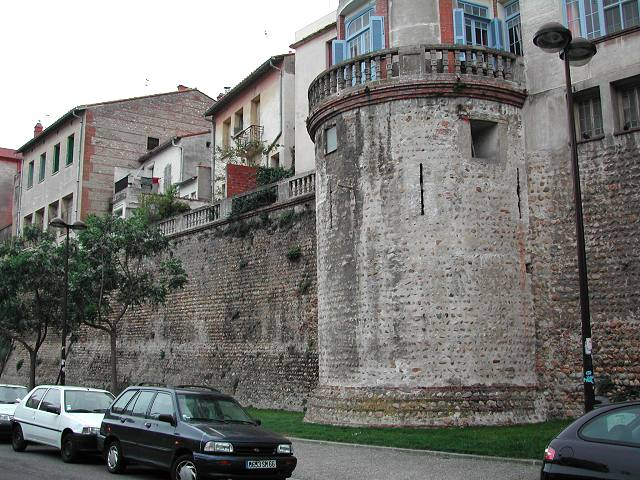
Fragment de muralla conservada

En un moment inicial, fou la cellera formada a l'entorn de l'església parroquial de Sant Joan Baptista la que definia la primera Perpinyà medieval; el seu espai era l'ocupat actualment pels edificis dels entorns de l'actual catedral (el traçat de la vella muralla encara es pot observar en bona part en el traçat dels carrers); era un recinte murallat, el primer dels diversos que tingué Perpinyà al llarg dels segles. S'hi afegí, a proposta de Jaume I el Conqueridor el barri de Sant Jaume, inicialment fora muralles, en el puig que dominava la vila de Perpinyà pel costat de llevant. Ja en el segle xiii s'amplià el recinte murallat, alhora que l'antic castell que dominava la vila des del sud es convertia en el Palau dels Reis de Mallorca. L'evolució del creixement urbanístic està descrit a continuació. El 1300 es creaven, encara, dins del recinte de la vila murada, les parròquies i subsegüents barris de Santa Maria - més endavant coneguda com la Real, que el 6 d'octubre del 1381 acollia els canonges augustinians de Santa Maria d'Espirà de l'Aglí, i de Sant Mateu. Cadascuna d'aquestes tres noves esglésies coronaven un dels quatre turons existents al voltant de la vila primigènia (al quart hi havia el castell després convertit en Palau dels Reis de Mallorca, al voltant del qual es construí, ja al XVII, la Ciutadella de Perpinyà.
La vila murada, en bona part desapareguda, però àmpliament documentada, trigà un segle i mig a completar-se. El segon recinte existent, després del de la cellera primigènia, protegia només l'actual barri de Sant Joan. Partint de darrere de l'església, on hi havia el Portal de l'Eixugador, resseguia els actuals carrers del Bastió de Sant Domènec, de na Mànega, de la Botiga de l'Oli (ara, de Foy), arribava a la plaça de Rigau, on hi havia la Porta d'Elna, continuava pels carrers de la Fusteria i de les Peixateries, fins al carrer de la Porta d'Assalt, on hi havia la primera Porta de Malloles, s'adreçava al Pont d'en Vestit, trencava cap a l'actual plaça de Francesc Aragó, on hi havia el Portal del Turó o Toró, i anava seguint la Bassa fins al Castellet, que era la Porta del Vernet o de Nostra Senyora. A més de les esmentades, hi havia també el Portal de Mataturó. No queda res d'aquesta muralla, que consta que era molt gruixuda, estava protegida per torres semicirculars i tenia un poderós fossat, assortit amb l'aigua que duia des de Malloles el Rec del Comte d'una banda, i de la Bassa i el Rec del Vernet de l'altra. Tampoc no queda res més que la capella de Sant Joan Vell de les edificacions que contenia.
Una primera ampliació es donà en temps del Regne de Mallorca, o Mallorques, com consta sovint documentalment. En aquest moment la vila murada de Perpinyà arribà a tenir, entre portals majors i poternes, fins a tretze obertures: Portal de les Comes, Portal de Sant Martí, Portal de la Trilla, o de la Blanqueria, Portalet de la Trilla, Portal del Turó o del Pes, Portalet del Turó d'en Ribesaltes, Portal del Vernet, de Ribesaltes o d'Albenxa, Portal de l'Eixugador, o dels Banys, Portal del Solatge, o dels Jueus, Portal d'en Ballester, de la Miranda o del Puig, Portal de Canet, Portal d'Elna i Portal de Bages.

#### Barris de Perpinyà

##### Barris històrics
L'estructura del Perpinyà medieval mostra una organització urbana a l'entorn de les seves parròquies primigènies: Sant Joan, més tard esdevinguda catedral i les inicialment fora muralles, Sant Jaume, que incloïa els carrers de l'antic Call jueu de Perpinyà, la Real i Sant Mateu. A dins del recinte de les muralles de la vila també hi havia els barris de la Moneda i de l'Àngel.
Aquest recinte, desaparegut el 1904, es reconeix perquè en el lloc de les muralles es van obrir els bulevards actuals: de Wilson, de Joan Bourrat, d'Aristide Briand, de Poincaré i de Mercader. Té una forma de mitja lluna al peu del Castell de Perpinyà. El primer eixamplament de la ciutat, aleshores encara vila, es va donar fora muralles i a la riba esquerra de la Bassa: eren el Faubourg de les Blanqueries i la Vila Nova, que amb el pas del temps ha quedat fixat com a la Vilanova. Cal dir que bona part dels antics ravals, formats fora vila a ran de les muralles, van desaparèixer amb l'enderroc de les muralles, els primers anys del segle xx, i la urbanització de l'espai que quedava lliure.
El gran creixement de Perpinyà no es donà fins al segle xix, poc abans d'enderrocar, el 1904, la muralla medieval de la vila, i només se`n conserva la Ciutadella, que conté el Palau dels Reis de Mallorca. En aquell moment es formen els barris de les Muralles (les Remparts i les dues Lluneta, la de Canet i la del Rec, o d'Elna, tots ells a redós dels elements defensius conservats i desapareguts, així com els barris de l'Estació (la Gara), que unia la vila vella amb l'Estació de Perpinyà i del Mercat, ran de la riba dreta de la Tet, alhora que es començava a desenvolupar l'antic poble de Sant Aciscle en direcció també a l'estació, per acabar unint-se, a darreries del XIX, a Perpinyà.
Ja en el segle xx la ciutat continuà estenent-se pels barris de les Teuleries (antigues bòbiles), el Camp del Rei, el Camp de Mart, el Velòdrom, els Quatre Casals, els nous barris del Vernet: el Pont de Pedra, el Pont Roig, el Baix Vernet, el Vernet Mitjà i l'Alt Vernet, nascuts de l'antic poble del Vernet i l'extensió del de Sant Aciscle cap a ponent, amb el sector residencial de la Garrigola. Alhora, naixien al llarg de les carreteres de sortida de la ciutat els barris de la Ruta de Prada, la Ruta de Bonpàs i la Ruta de Tuïr.
El creixement accelerat del darrer terç del segle xx i primer anys del XXI ha vist com s'anaven consolidant nous barris: a Sant Aciscle, els de la Ciutat dels Castors i la de les Alberes, la urbanització del Mas Pradal entre la Garrigola i la Ruta de Prada, i els nous barris fruit de l'urbanisme de blocs de pisos d'aquells anys: el Sagrat Cor, al Vernet Mitjà, Sant Martí, les Balears, el Molí de Vent, la Universitat, el Camí de la Passió Vella, la Passejada, Sant Vicenç, les Coves i el Balcó. Alhora, l'antic poble d'Orla quedava unit a la trama urbana, principalment a través dels seus carrers amples característics de les zones industrials.

###### Sant Joan

Vista panoràmica de la Plaça de la República, antigament Plaça del Mercat, al barri de Sant Joan

El barri de Sant Joan és el més antic de la vila vella de Perpinyà, el primer a formar-se. Està situat a la part més baixa i plana, propera a la Tet. Conté bona part dels edificis històrics: la catedral de Sant Joan, la Llotja de Mar, el Palau de la Diputació, la Casa de la Ciutat, els tres darrers a l'entorn de la Plaça de la Llotja, antigament anomenada de Plaça dels Rics Hòmens, o del Consolat de Mar. La catedral és a prop, una mica més a l'est, i lleugerament al nord, en el lloc on es creà la cellera primigènia de la vila. Els comunica el carrer de Sant Joan i la plaça de les Armes, actualment denominada de Léon Gambetta. La majoria dels carrers d'aquest barri reflecteixen la història menestral i comercial de l'antiga vila de Perpinyà: carrer dels Marxants, de l'Argenteria, dels Abeuradors, de l'Incendi, de la Font Freda, de les Parairies Grans, de les Parairies Cobertes, de les Parairies d'en Nebot, de la Mà de Ferro, dels Orfebres, del Temple, de la Fusteria Nova (actualment, simplement de la Fusteria), dels Agustins, de la Campana d'Or, de les Cases Cremades... Era el barri, també dels paraires, dels comerciants i dels artesans.
A l'extrem nord del barri de Sant Joan es troba el Castellet, l'antic portal del Vernet de les muralles, amb la Porta de Nostra Dona, posterior respecte de l'edifici principal. Altres edificis notables d'aquest barri són la Casa Julià, dels segles xiv i xv, al carrer de les Parairies d'en Nebot, la Casa de Bernat Xanxo, al de la Mà de Ferro, del XVI, l'antic Palau de les Corts, a la plaça dels Orfebres, actual seu de la Creu Roja, entre d'altres. Al carrer d'Émile Zola hi ha la Casa Pams, notable edifici modernista que acull la Biblioteca Municipal, l'antiga Universitat de Perpinyà, i el Museu Rigau, a la Casa Lazerme, del carrer de l'Àngel, i el Teatre Municipal, a la plaça de la República, que s'alça en el solar de l'antic col·legi dels jesuïtes. El carrer de la Barra, a migdia del Palau de la Diputació i de la Casa de la Vila, conserva les arcades del temps que era un dels llocs del mercat de la vila. Part defora del barri, al lloc que ocupaven les muralles, al nord-oest, hi ha la Prefectura i l'Hôtel de département.

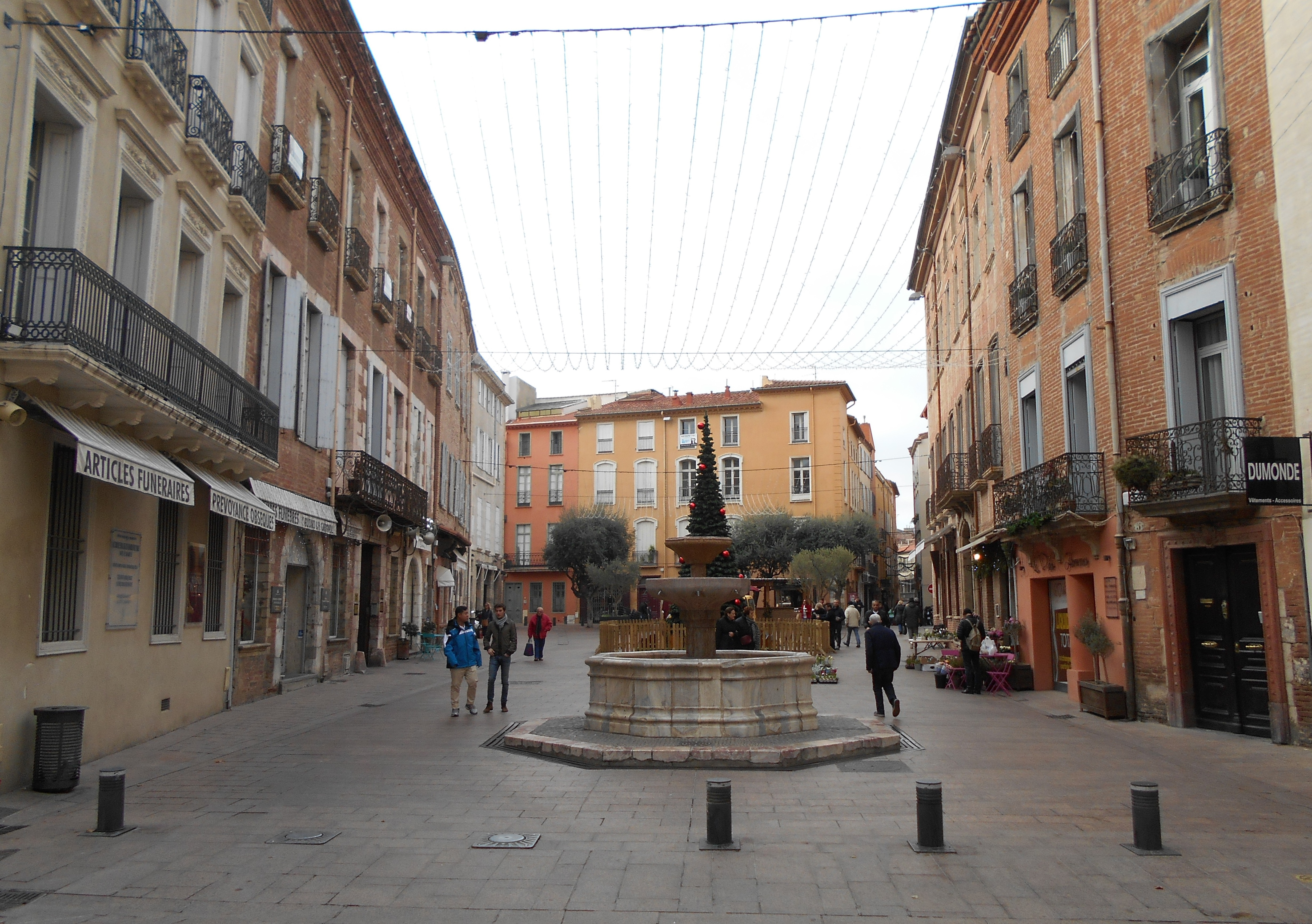
Antiga plaça de la Llana, davant de la catedral

També cal tenir en compte els edificis històrics desapareguts: el primer palau dels comtes de Rosselló era en un lloc proper a l'església de Sant Joan, possiblement al nord de l'actual catedral, ran de muralles (possiblement la capçalera de l'església de Sant Joan Baptista del segle xv s'aixecà en part damunt de les restes del vell palau); al seu costat oest, just al nord de Sant Joan el Vell devia haver-hi la casa seu dels Hospitalers a Perpinyà: foren ells qui crearen l'Hospital de Sant Joan, que ocupava l'espai on a principis del segle xx es bastí la Cîté Bartissol. Aquest hospital fou fundat el 1116 pels comtes de Rosselló i encomanat als monjos - soldats de Sant Joan (orde creada el 1050 per tal de servir un hospital a Jerusalem). Inicialment fora del recinte dels murs de la cellera, fou aviat inclòs en el recinte determinat per la muralla medieval de Perpinyà.
Un tercer edifici desaparegut era la Casa del Temple, vertader castellet emmurallat dins de la vila, amb un petit recinte fortificat, anomenat Coronell, amb la casa de l'orde, l'església de Santa Maria, desapareguda, i algunes cases al seu entorn, pertanyent als templers. Es tractava de la segona comanda en importància del Rosselló. Era situat en el sector sud-oest de la vila closa, dins de muralles. El seu lloc no ha estat encara del tot definitivament delimitat, però devia ser a llevant del carrer del Temple (no l'actual carrer del Temple, sinó l'antic: l'actualment denominat de Mailly). Dos emplaçaments han estat suggerits pels historiadors: pràcticament a la cantonada de l'antic carrer del Temple amb el carrer Tapat d'en Ribesaltes (ara d'Alsàcia i Lorena) i la plaça de (ara, de Jean Jaurès), a l'angle sud-est; el segon emplaçament és una mica més al sud-oest, just al nord del carreró del Cavallet, al lloc on ara es troba el Palau de Lazerme, amb el Museu d'Art Jacint Rigau i on hi hagué l'estatge del Bisbat d'Elna i Perpinyà fins fa pocs anys. Un altre orde instal·lat al barri de Sant Joan, posteriorment als esmentats fins ara, fou el de les monges cistercenques de Fontfreda, arribades el 1244 a la vila de Perpinyà, i que tingueren el seu estatge, del qual no queda res, al carrer de Fontfreda (modernitzat en carrer de la Font Freda), prop de la cantonada amb el dels Tres Reis (actualment, de les Tres Jornades). L'orde del Temple fou suprimit el 1307, i una part important de les seves possessions passaren als hospitalers. Durant un llarg període la Casa del Temple fou seu de l'Arxiu Reial dels reis de Mallorca.
La Companyia de Jesús fou un dels ordes religiosos importants a la història de Perpinyà. S'hi havien establert l'any 1600, i els primers anys visqueren en una pobresa extrema, després de comprar una casa a Rafael Alarigues. Ara bé, aviat es feren amb uns terrenys de força amplitud, que corresponen a l'actual Teatre Municipal i part de l'actual plaça de la República, on hi havia el convent, l'església de Sant Llorenç, un cementiri i un jardí. Aquestes dependències s'obrien al carrer de la Fruiteria, o de la Tapineria, i al carrer d'en Bou (carrers suprimits en eixamplar-se la plaça del Mercat per tal d'esdevenir plaça dels Jesuïtes, després de la República. A partir del 1662 els jesuïtes començaren a impartir classes, en alguns casos rivalitzant amb la universitat, on no eren ben vistos, sobretot perquè adquiriren els drets d'ensenyament de retòrica, humanitats i gramàtica, tradicionalment privilegi de les universitats. Els locals del col·legi dels jesuïtes ocupaven el lloc on ara es troba el teatre (el pati corresponia al lloc on ara es troben l'escenari i el fossar de l'orquestra). La resta de dependències corresponien al que ara és el terç meridional de la plaça. Els jesuïtes foren expulsats el 1762, amb la qual cosa la universitat recuperà tots els seus drets.
Un altre dels ordes religiosos presents al barri de Sant Joan era el dels Pares Agustins descalços, que hi tenien la capella de Santa Mònica, actualment en part conservada a l'interior d'un bar de nit situat al fons del carreró de davant de la porta de darrere del Palau de la Diputació. Foren cridats a Perpinyà el 1642 pel rei Lluís XIII per tal de servir en els hospitals, aquarteraments i a l'exèrcit. El 1649 reberen l'autorització reial per al seu establiment definitiu. Estaven establerts en el carrer de l'Eula (ara, de la Barra), amb una entrada en el carrer de les Costureres (ara, de la Campana d'Or). La major part dels seus locals corresponen als de l'antiga escola anomenada de la Campana d'Or.
Al límit amb els barris de la Real i de Sant Jaume, a la plaça del Blat, actualment de Jacint Rigau, hi havia hagut el priorat benedictí, després cistercenc, de Sant Guillem, depenent de Santa Maria de Vallbona. Era en un carrer antigament anomenat de Sant Guillem, en els entorns de l'actual plaça de Jacint Rigau, probablement en el lloc on més tard hi hagué el Temple Protestant i la Borsa de Treball. Hi consta també un hospital, depenent de Sant Guillem, on s'integraren els monjos de Vallbona durant un cert període. L'Hostal de la Creu es trobava rere la capella d'aquest priorat. En l'actualitat no en queda res.
Un altre convent situat en aquest barri és el de Santa Maria de l'Eula. Les monges cistercenques d'aquell monestir procedien del Santa Maria de l'Eula, al terme del Soler, d'on fugiren a ran de l'atac i destrucció parcial del monestir del Soler feta pels francesos el 1285. Un oop abandonat el primer estatge, s'establiren a Perpinyà a la capella de Sant Narcís, al lloc avui dia anomenat carrer de l'Eula, entre ell i el de la Fruiteria (ara, de Mirabeau). El 1567 el monestir fou cedit a religiosos cistercencs, després de col·locar en altres convents les darreres tres monges que hi quedaven. No hi queda cap resta del monestir de l'Eula perpinyanenc, ja que va ser destruït a ran de la Revolució Francesa.
La Vila Nova i el Pont de Pedra
Ja des d'època medieval es formaren dos petits ravals dins de la parròquia de Sant Joan, però fora de muralles, inicialment. S'hi establiren les indústries que representaven una molèstia, habitualment per les seves olors, a la població. Així, davant de la vila, al nord-oest i a l'altre costat de la Bassa es va crear el barri de les adoberies, i al cap de pont sud del Pont de Pedra, el dels tintorers. Resseguien el camí del Vernet, de Salses i, a la llarga, de Narbona i Montpeller. El cap de pont sud del Pont de Pedra era un petit barri amb l'església, ja desapareguda, de la Mare de Déu del Pont, que exercia de sufragània per a aquests dos barris. Durant uns anys, de la segona meitat del segle xiv fins al darrer terç del XVI, el barri de la Mare de Déu del Pont acollí també el convent dels Grans Agustins. Posteriorment, el 1580, s'instal·laren prop de la Mare de Déu del Pont, a la riba dreta de la Tet, el convent del Caputxins, que en desaparegué el 1639 a causa de l'ampliació de les defenses de la vila, que afectaren el barri de la Mare de Déu del Pont. El seu emplaçament devia ser pels entorns de l'avinguda del General Leclerc i de l'actual estació d'autobusos.

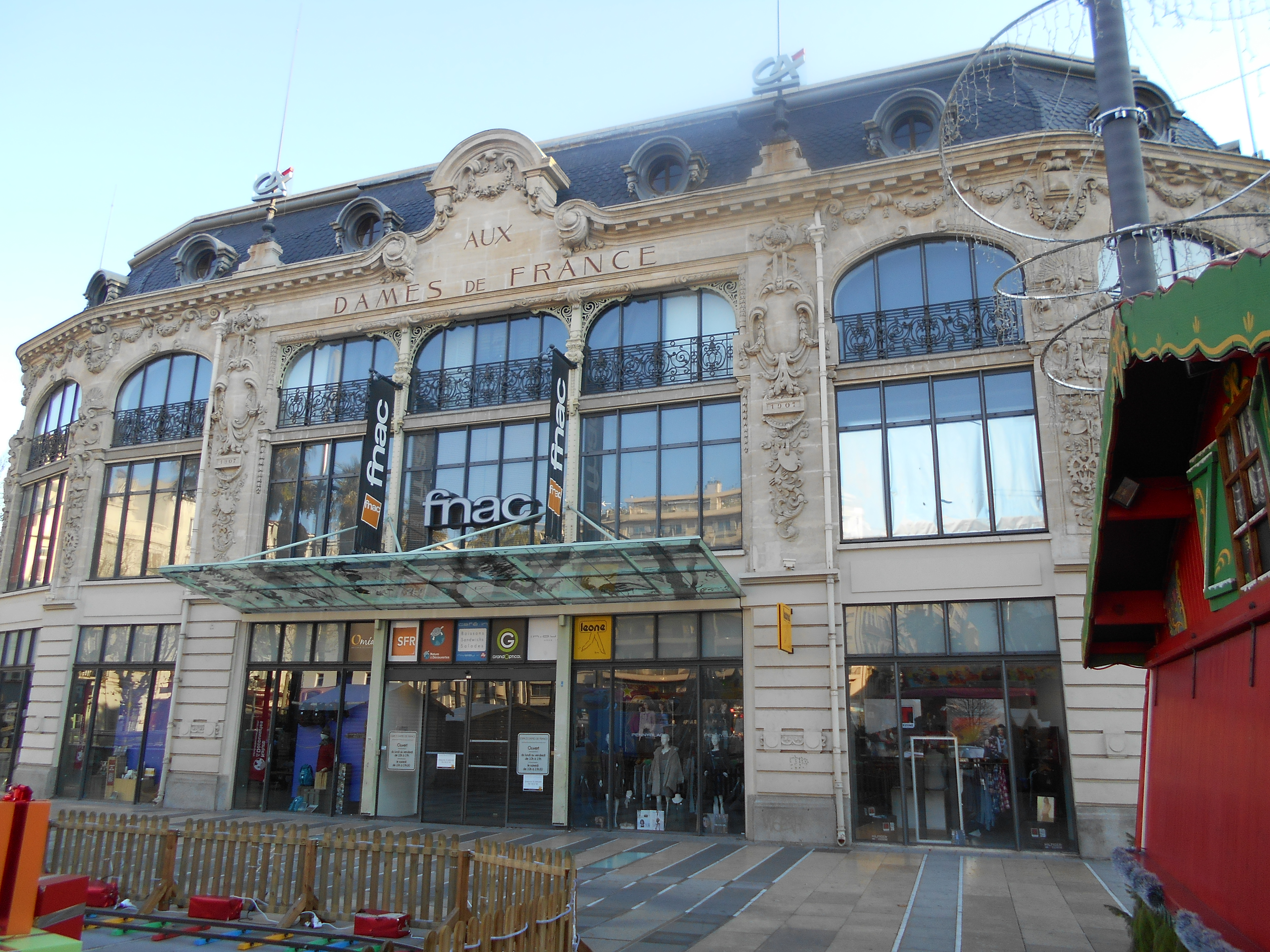
L'emblemàtic edifici dAux Dames de France, a la Plaça de Catalunya

En aquest lloc se situà, vers 1575, el quart i darrer estatge del llatzeret perpinyanenc. Tots dos barris foren inclosos en les muralles de Vauban, del segle xvii, reforçant així el tram de muralla medieval entre el Castellet i el Bastió dels Burgesos (l'actual plaça d'Aragó) amb una fortificació atenallada de l'estil de les de Vauban, que tenia com a funció mantenir el possible atacant de Perpinyà a la dreta del Tet, allunyant-lo de la Bassa.
El fet que el barri de les adoberies fos relativament petit i, en canvi, l'obra planificada per Vauban tingués una extensió considerable feu que durant molt anys bona part de la Vila Nova disposés d'amples jardins urbanitzats seguint l'estil del jardí francès. Actualment el barri està quasi del tot urbanitzat, però a l'extrem sud-oest subsisteix un ample espai obert, just al límit del lloc que ocupaven les muralles de la Vila Nova, on actualment es troba la plaça de Catalunya, amb un dels edificis més emblemàtics de Perpinyà: els antics magatzems d'Aux Dames de France, actualment ocupat per una gran empresa de venda de llibres i mitjans audiovisuals. A prop d'aquest edifici, a la plaça de Jean Payra, hi ha la Llibreria Catalana, un dels focus de promoció de la cultura catalana a la Catalunya Nord.

###### La Real, o Sant Salvador
Al sud del barri de Sant Joan, ja de pujada cap al castell, es troba l'antic barri de Sant Salvador, o de la Real, entorn de l'antiga parròquia de Santa Maria de la Real, que acollí els canonges augustinians de Santa Maria d'Espirà de l'Aglí quan aquests abandonaren el seu convent en aquell poble, el 1381. Havia estat fundada el 1300 com a parròquia del Castell Reial, amb el rang de canònica augustiniana: per això acollí els canonges d'Espirà de l'Aglí al cap d'uns anys. Al segle xvii aquesta església fou desposseïda del porxo i del portal, que foren duts a l'església de Sant Jaume. Dins d'aquesta parròquia hi ha el Museu d'Història Natural, ara a la Casa Sagarriga, al carrer de la Font Nova. També acull l'antiga Presó de Perpinyà, antigament convent de Santa Clara, situada just a cavall dels barris de la Real i de Sant Mateu.

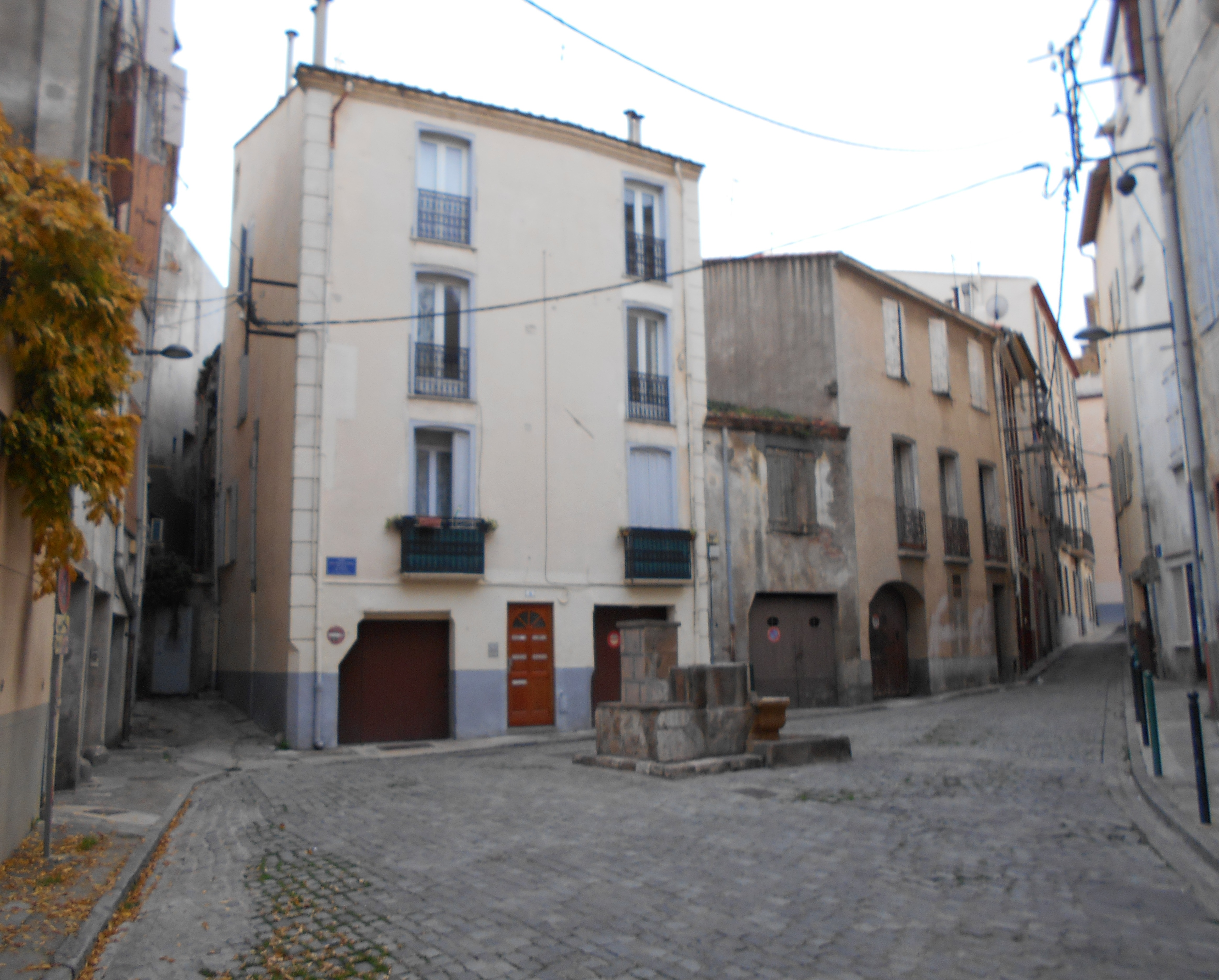
La vella Plaça de l'Oli, ara de Louis-Auguste Blanqui, al barri de la Real, de Perpinyà

Hi ha poca documentació sobre els pobladors primigenis d'aquest barri, però sembla que una part important eren d'origen agrícola, tot i que s'hi instal·laren també alguns dels oficis del teixit menestral perpinyanenc, com hi testimonien els noms d'alguns dels carrers (per exemple, el nom antic del carrer Gran de la Real era carrer de la Freneria). El mateix barri tenia algunes masies conservades fins molt tardanament, com el Mas d'en Lluna (el nom del qual perviu deformat en carrer de la Lluna) i el Mas d'en Capeller. En el que fou després barri de la Real hi havia instal·lada des del 1259 l'orde dels Frares de la Penitència de Jesucrist. L'orde fou dissolta el 1274, en el Segon Concili de Lió, però els frares es mantingueren a Perpinyà fins al 1299. El 1301 el rei Jaume II de Mallorca en comprà els edificis i el terreny, que fou cedit a la vila per a construir-hi la nova parròquia de la Real, que deu aquest nom, precisament, a la intervenció reial en la seva creació.
A l'extrem nord-oest del barri, a tocar del de Sant Mateu, havia existit el convent de Santa Caterina de Siena. Es trobava al carrer de n'Avellanet, poc després ja denominat de Santa Caterina. Es va establir a Perpinyà el 1612, però dugué una existència precària al llarg de tota la seva existència. Era un establiment de caritat i d'instrucció, ja que es dedicà a tasques de pensionat femení. La capella era dedicada, com el convent, a Santa Caterina de Siena.

###### Sant Jaume del Puig
El barri de Sant Jaume és a llevant, tant respecte de Sant Joan com de la Real. Barri inicialment fora muralles, amb els carrers de l'antic call jueu. El barri és en els vessants del Puig dels Teixidors o dels Hortolans (oficis molt estesos en aquell lloc: totes dues denominacions apareixen en documents medievals). A més de molts dels integrants d'aquests dos gremis, en el vessant nord-oest del puig s'establí el call jueu, creat el 1243 per Jaume I el Conqueridor: encara avui dia ho recorda el carrer del Call, principal carrer actual d'aquell sector. Aquest puig, tanmateix, és més conegut com a Puig de Sant Jaume, per la seva església parroquial, Sant Jaume, que és situada en el punt més elevat del barri. Fou construïda a partir del 1244, per desig de Jaume I, en una maniobra encapçalada pel rei mateix per tal de fer créixer la vila de Perpinyà. El mateix traçat de molts dels carrers, més rectilinis i formant una xarxa més regular, demostra una actitud preconcebuda per a urbanitzar aquell espai. Sense que consti documentalment, sens dubte el nom de la parròquia i del barri es deuen al rei que en fou el principal promotor.

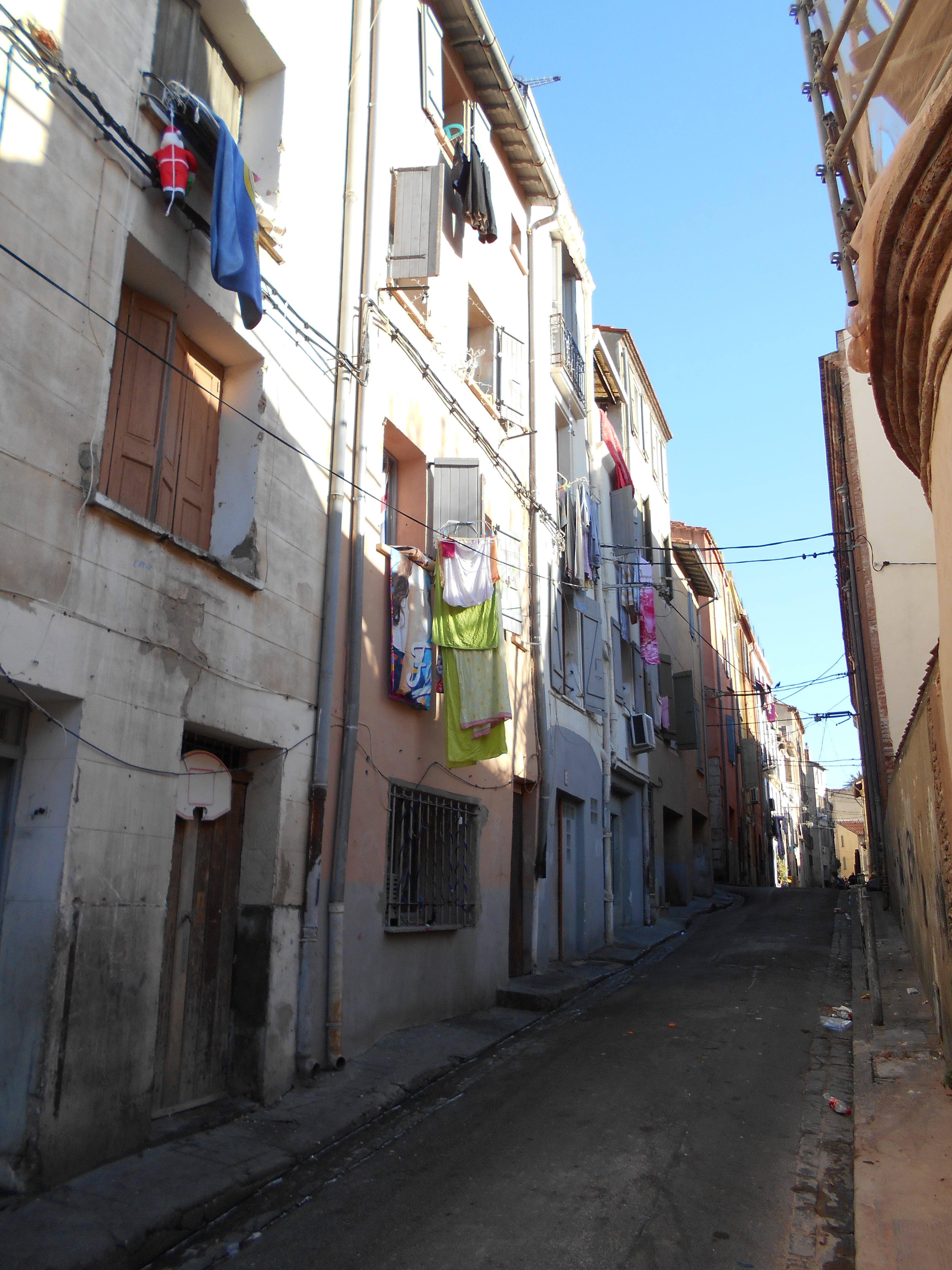
Carrer del Forn de Sant Jaume, al costat meridional de l'antic call

Afectada l'església de Sant Jaume diverses vegades per les guerres i setges soferts a la ciutat, el seu campanar gòtic fou destruït pels francesos el 1545; l'actual data del 1846, i fou construït respectant el gòtic original. Un dels portals de l'església procedeix de Santa Maria de la Real. Al costat de ponent de l'església, al seu mateix nivell (el cim del Puig de Sant Jaume, dels Teixidors o dels Leprosos) es construí, a l'època de la reforma de les muralles de Perpinyà duta a terme per Vauban, una imponent caserna militar, la Caserna de Sant Jaume, que encara es conserva avui dia, però convertida en habitatges socials.
A la zona de contacte amb el barri de la Real, però dins del de Sant Jaume, hi havia també el convent de canongesses de Sant Salvador. Encara, entre Sant Jaume i Sant Domènec s'hi havien instal·lat encara altres ordes monàstics, com els Mínims (monjos de l'orde fundat per Sant Francesc de Paula) i els Carmelites Descalços. L'extrem meridional del barri resultà molt afectat per la construcció de la Ciutadella de Perpinyà, en el segle xvii. D'altra banda, amb la desamortització dels béns eclesiàstics fruit de la Revolució Francesa tots aquests conjunts monàstics esdevingueren casernes militars, que s'hi han mantingut fins a la segona meitat del segle xx, moment en què van ser abandonats per l'exèrcit i passaren a mans de l'ajuntament, llevat dels situats dins del recte de la Ciutadella, que encara avui dia tenen caràcter militar.

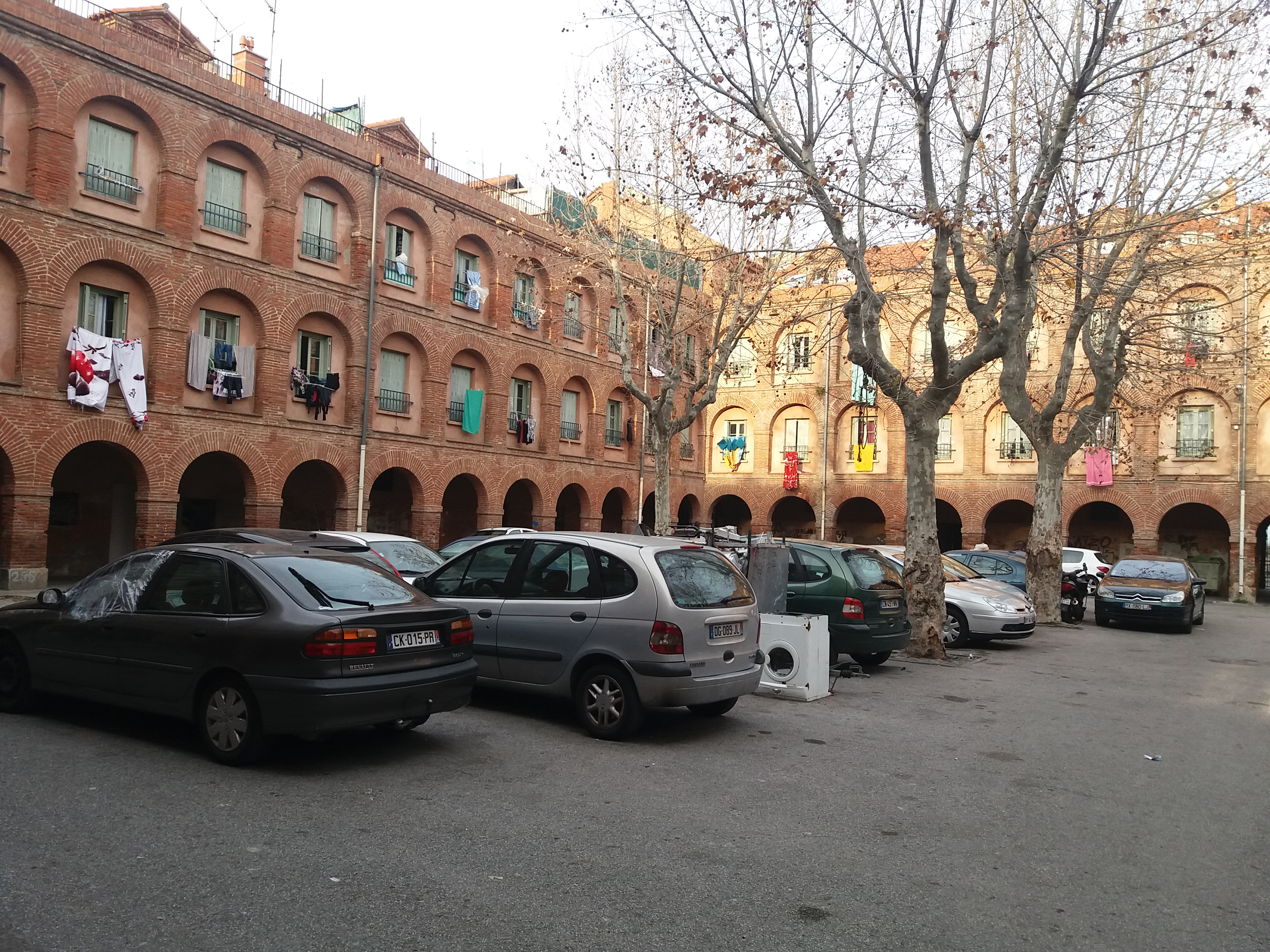
Antiga Caserna de Sant Jaume, ara bloc d'habitatges socials

A part de l'hospital de Sant Joan, esmentat en l'apartat anterior, Perpinyà comptà en època medieval amb un llatzeret o leproseria, menat pels frares Hospitalers de Sant Llàtzer, que fou posat sota la regla de Sant Agustí el segle xii. Per la malaltia, proscrita per la societat medieval, els llatzerets havien d'estar situats fora vila. El primer hospital de leprosos era situat on ara hi ha el convent de Sant Domènec; en instal·lar-s'hi els dominics, la leproseria passà a un espai fora del nou recinte de muralles que es construí aleshores, prop de Sant Jaume, a l'espai aproximadament de l'actual plaça de Josep Cassanyes, on ara té lloc el mercat de Sant Jaume. S'hi estigué fins poc abans del 1285. Aquesta presència dels leprosos prop del Puig de Sant Jaume feu que en alguns documents s'esmenti el turó on es troba l'església parroquial com a Puig dels leprosos. Un altre hospital havia existit, a Sant Jaume: el dels teixidors, amb la capella de la Mare de Déu dels Desemparats. Era situat a l'extrem nord-oest de la Plaça del Puig, a la cantonada de la plaça amb el carrer d'en Calce. Al capdamunt d'aquest carrer, prop de la cantonada, encara hi ha una pedra esculpida amb la imatge d'aquesta Mare de Déu, que en recorda l'emplaçament.
El convent dels dominics fou creat a Perpinyà a partir de la compra, feta pel mateix Jaume I el Conqueridor, de l'antiga leproseria, ja traslladada a l'altre extrem del barri de Sant Jaume. Els edificis foren cedits a Ponç de l'Esparra el 1243, i els dominics hi consten ja poc després. Fou un convent amb amples espais en el seu entorn, per la qual cosa era un lloc magnífic per a l'exèrcit francès que el va reutilitzar a partir de la Revolució Francesa per a situar-hi casernes, centres de reclutament, arsenal per a l'artilleria, etcètera. Cal tenir en compte que el proper convent dels Mínims, també esdevingut d'ús militar, feu que bona part del barri de Sant Jaume esdevingués caserna.
A l'altre extrem del barri, a la frontera amb el barri de la Real, s'havia instal·lat vers 1269 l'Orde dels Carmelites Calçats, coneguts com a els Grans Carmes. El 1272 ja consta com a construït el claustre, en el moment que el perpinyanenc Bernat Seba, del cercle proper a l'Infant Jaume, futur rei Joan II de Mallorca, demana ser-hi enterrat. Les clarisses tingueren també presència en el barri, però fora de muralles, al nord-est, en els seus quart i cinquè estatges perpinyanencs. Encara un altre orde situà en aquest barri el seu convent: es tracta d'una escissió dels franciscans, coneguda com a Frares Menors de l'Observança regular franciscana, o observantins. Després d'un pas per un espai fora vila, al lloc encara conegut com a la Passió Vella, convent que fou destruït el 1462 durant la invasió de Lluís XI de França. Una butlla papal del 1467 feu que es construís un nou convent a la Colomina del Bisbe, darrere del Convent dels Carmes, prop de la Porta d'Elna i del Pou dels Ollers. A finals d'aquell mateix segle, però, els frares observantins perpinyanencs es reintegraren a la disciplina franciscana. Els observantins es reintegraren en els Frares Menors Conventuals (els Franciscans clàssics) vers 1496 o 1504, segons els autors.
En l'actualitat el barri acull una població principalment formada per una barreja de gitanos de parla catalana i magrebins. Tot i ser molt proper a zones comercials i turístiques ben concorregudes com el barri de Sant Joan, té en general unes condicions d'edificació i espai públic molt deficients d'acord amb els estàndards europeus, i ha estat catalogat com un dels «guetos» de l'Estat francès, pendent de rebre fortes inversions de l'Agència estatal de renovació urbana (ANRU).

###### Sant Mateu
El barri de Sant Mateu tanca pel costat de ponent el recinte antic de la vila de Perpinyà. Fou construït, com també el barri de la Real, en terres pertanyents a la Colomina d'en Pere Comte, de Salses, a la Plana dels Templers, un extens territori que havia format part de la comanderia templera de Fontcoberta, situat a ponent i a migdia de la vila i castell de Perpinyà. Els Templers, que tenien una casa fortificada, de la qual no sembla haver quedat res, però que era dins vila, a prop del que seria després el barri de Sant Mateu, participaren activament en la promoció urbanística que generà el barri. La parròquia de Sant Mateu fou erigida al mateix temps que la veïna de la Real, però la seva situació estratègica, en un turó a ponent de la vila i a la part baixa, feu que fos destruïda el 1639 i reconstruïda poc després. Aquesta destrucció fou compartida per un bon nombre de cases dels entorns de l'església, que constituïen el seu sector meridional i més elevat, geogràficament parlant.
No hi ha gaire documentació sobre aquest barri, però sembla que era un barri d'extracció social baixa, amb una major part de població jornalera, tant dels oficis de ciutat com del camp dels entorns de Perpinyà. També hi havia hortolans de la zona d'horta entre la vila i Malloles. Els antecedents del barri foren dos convents establerts successivament en el mateix lloc, a la part alta del barri actual: el de Sant Martí, situat a prop de la porta d'aquest mateix nom, que pertanyia a l'orde benedictí i era un priorat depenent de Sant Miquel de Cuixà, dedicat a administrar els béns dels benedictins a la Plana del Rosselló, que el 1266 va ser adquirit pels frares mercedaris, que hi situaren el seu convent de la Mercè. El mateix fundador de l'orde religiós, sant Pere Nolasc, havia fundat la casa de la Mercè a Perpinyà el 1227, a partir d'una donació de Pere Comte de Sales a la Colomina. En queden algunes restes al carrer del Convent de la Mercè, just al damunt -sud- de la plaça dels Mateuets. A partir del 1286 consta al costat del convent de la Mercè el llatzeret de Perpinyà, en el seu tercer estatge a la vila. La por de la població envers la malaltia de la lepra anava empenyent l'hospital cap a la perifèria. Es mantingué en aquest indret fins al darrer terç del segle xvi, quan es traslladà prop del Pont de Pedra.

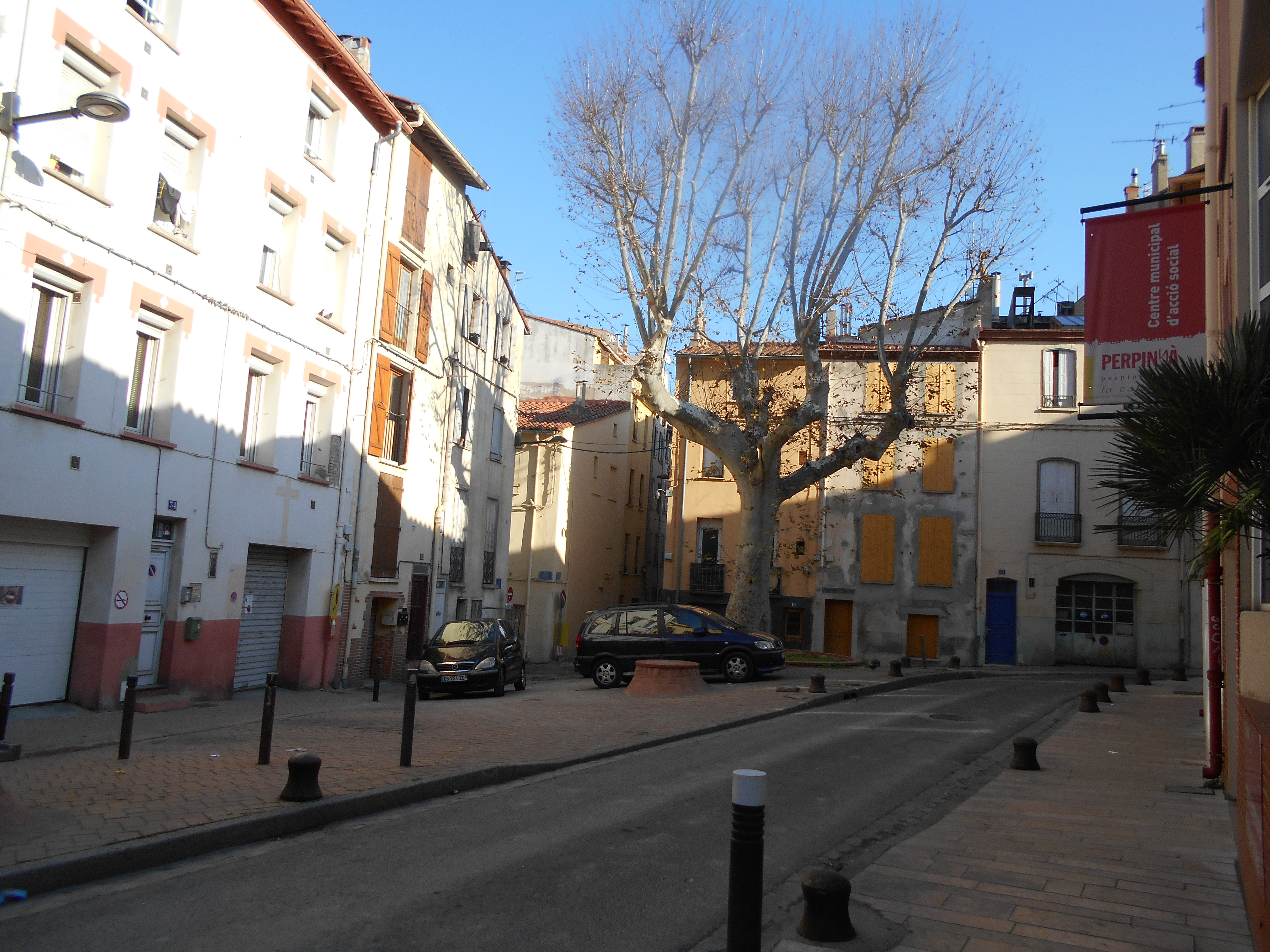
Plaça del Cerer, a la part alta del barri, prop del convent de la Mercè

Un altre convent present en el barri de Sant Mateu des d'antic fou el de Santa Maria Magdalena, documentat des del 1298. Com l'advocació indica, es tractava d'un priorat benedictí femení destinat a acollir principalment prostitutes penedides. Fou fundat per la generositat d'Esclarmonda de Foix, muller de Jaume II de Mallorca. Aquest convent recollí els darrers anys del segle xiii nombroses llegues destinades de primer a dones pobres per casar i més tard a dones penedides. L'església, pràcticament del tot desapareguda, està documentada des del 1319. Actualment es conserva el carrer de Santa Magdalena, antigament de les Repenedides, on es trobava aquest convent, a la cantonada amb el carrer dels Agustins. En queden restes ben escadusseres. La comunitat fou dissolta el 1543; el 1502 consta que ja només hi quedaven quatre monges, i durant uns anys acollí les clarisses, en un dels seus emplaçaments a Perpinyà. El convent es convertí en hospital, de tipus caritatiu, però sense lligam amb cap orde religiós.
Encara, el 1387 es fundà a Perpinyà l'Hospital de Sant Antoni, per tal d'acollir malalts, pobres i estrangers. Tal vegada per això es bastí a l'extrem de ponent del barri de Sant Mateu, a tocar de la Porta de Malloles. Era menat pels frares de l'orde francesa de Sant Antoni de Viena, agustiniana, també anomenada dels hospitalers antonians, que havia estat fundada el 1050 a la regió del Delfinat i s'instal·là a Perpinyà l'any 1387, tot i que consten donacions als malalts o l'hospital de Sant Antoni des del 1279. La casa de l'Hospital de Sant Antoni, que funcionà els segles xiv i xv, era a l'extrem de ponent de la vila, ran i part defora de la Porta de Malloles, on ara hi ha l'illa de cases delimitada pel carrer de Sant Francesc (actualment, del Mariscal Foch), el bulevard dels Pirineus i els carrers del Capcir i de Pierre Cartelet. Darrere d'aquest convent hi havia el safranar dels jueus. El monestir antonià fou suprimit definitivament el 1777, i els seus béns foren transferits a l'Orde de Malta.

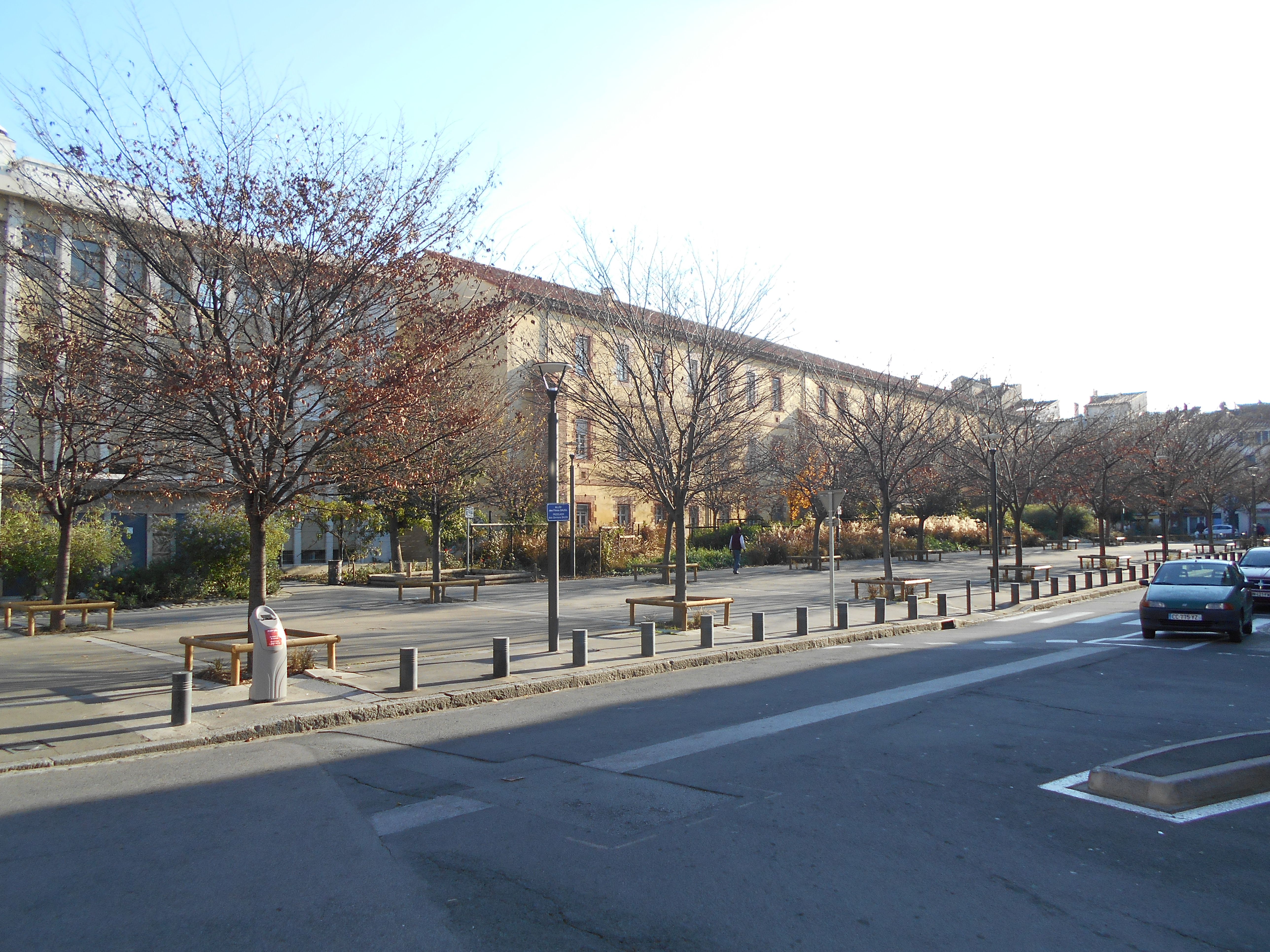
Antic hospital militar, al Bastió de Sant Francesc

La casa perpinyanenca dels Franciscans, també anomenats Frares Menors, està documentada des del 1235, tot i que la llegenda diu que va ser fundada anys abans pel mateix sant Francesc d'Assís, en la visita que suposadament feu a Perpinyà el 1211. La data de la fundació ha estat sempre molt controvertida, entre els estudiosos del tema (s'han proposat diversos anys, entre 1218 i 1249, com a dates extremes). A l'inici éra fora vila, al peu d'un camí important, el de Malloles i Tuïr. Abans d'un segle després, però, ja era dins del recinte murat de la vila, a ran de la creació del nous barris, entre ells el de Sant Mateu. El convent dels frares menors fou afectat per la desamortització consegüent de la Revolució Francesa, i la major part es convertí en gran hospital militar. Havia existit en aquest convent l'església de Sant Francesc d'Assís, ara desapareguda.
Els Agustins foren un altre orde present al barri de Sant Mateu, en el seu primer i quart estatges (entremig estigueren al Vernet i al Pont de Pedra). El convent dels agustins havia estat creat els darrers anys del segle xiii a la Colomina de Pere Comte de Salses, prop d'on hi hagué la primera església de Sant Mateu (a la zona de la cruïlla del carrer Gran de Sant Mateu, actualment de Dugommier, amb el carrer Estret. Retornat al barri el 1542, s'instal·là a l'antic convent de les Repenedides (de Santa Magdalena), del qual s'ha parlat en el paràgraf anterior. L'actual carrer dels Agustins recorda llur presència en aquest lloc entre 1542 i 1790. El agustins engrandiren l'antic convent de Santa Maria Magdalena, i hi construïren l'església de la Mare de Déu de Gràcia, tot respectant la vella església de Santa Magdalena. La nova església dels agustins, de la qual no en queda a penes res, era a l'illa de cases delimitada pels carrers dels Agustins, de Santa Magdalena, de Dom Brial i, sense arribar-hi, de Sant Mateu.

##### Castell o Ciutadella de Perpinyà, o Palau dels Reis de Mallorca
L'antic Castell de Perpinyà, una part del qual fou transformada el segle xiii en Palau dels Reis de Mallorca, i el conjunt fou reformat i transformat en Ciutadella de Perpinyà els segles xvi i xvii, per obra de Vauban. És en el turó que domina la vila, ara ciutat, de Perpinyà des del sud. El castell medieval, que fou convertit en Palau Reial, és l'edifici quadrat que corona el conjunt; la caserna militar era formada pel conjunt d'edificis situats al seu costat est, i la ciutadella, obra de Vauban, el conjunt de fortificacions en forma d'estrella que envolten castell i caserna.

#### Divisió administrativa municipal
Des del punt de vista administratiu municipal, Perpinyà està dividida en cinc sectors, cadascun sota la presidència d'un membre de l'equip de govern municipal. Tots tenen, a més, diverses delegacions de les oficines administratives municipals.
- Barri del Centre Històric. Comprèn oficialment els barris de Clémenceau, Sant Mateu, Sant Jaume, la Real i Sant Joan, que a més també compta els barris, sense que hi constin oficialment, de les Balears, Puig Joan, la Pépinière, el Mercat, on hi ha el Teatre de l'Arxipèlag, la Passejada, la Vilanova, l'Horta i le Square, on hi ha el Palau de Congressos de Perpinyà. L'ajuntament del Barri Centre Històric és a la plaça de la Carola, al barri de Sant Joan. L'adjunt al batlle que té a càrrec seu aquest sector és Caroline Sirere-Ferriere (2015-2020).
- Sector est. S'hi inclouen el poble de Castell Rosselló i els barris de les Coves, la Chaumière, el Clos Benet, o d'en Benet, el Mas Llaró, Sabardell, Sant Galderic, els Alts de Sant Galderic, Les Jardins (els Horts de Sant Jaume), en part urbanitzats, amb un important Centre Eqüestre i una residència de jubilats, i els Platanes. Sense que hi consti oficialment el nom, també hi són els barris de Sant Vicenç, el Mas Vermell, els Alts del Mas Vermell, el Mas Roca, el Mas Codina, el Mas Ramon, així com les partides de Bajoles, la Joncassa, el Mas Gafard, la Colomina d'Oms, les Graves, les Pelades, les Montinyes, la Colomina, la Corregada, Camp Bossut, la Cadireta, el Mas del Pas, el Mas Miraflor, Vilarnau, Vilarnau de Dalt, la Salanca de Canet, el Pas de la Barca, la Colomina, l'Oliveta, el Mas Bell-lloc, les Figueres, Santa Tecla, els Abricoters, el Contorn, el Llenyar, Mas Milhasson, les Lloberes, el Camp del Pou, els Pins, el Mas Llaró, la Marinada i el Mas de la Magdalena. Compta amb un sol edifici d'ajuntament de barri, denominat del Barri Est, situat al carrer de les Caranques, al barri de les Coves. L'adjunt al batlle que té a càrrec seu aquest sector és Joëlle Anglade (2015-2020).
- Sector nord. En formen part els tres barris de l'antic poble del Vernet (Baix Vernet, Vernet Mitjà i Alt Vernet, de sud a nord). Inclou, encara que no hi consten oficialment els barris de l'Hospital, la Poudrière, Sant Cristòfol, els Vivers (un HML, Habitatges de lloguer moderat), el Viver Gros, el Viver, els Horts Baranda, el Pont Roig, la Ruta de Bonpàs, on hi ha el Parc de les Exposicions, la Travessa de Pià, els Horts de Sant Esteve, el Camp de Mart, Santa Clara, els Horts de Negabous, el Camí de Negabous, el Sagrat Cor, el Camí del Sagrat Cor, les Oiseaux, el Mas Donat, la Travessa de Sant Esteve, Sant Lluís, la Ruta de Narbona, la Zona Industrial Nord i els Gorgs, a més de part de l'Aeroport de la Llavanera. També inclou les partides rurals, alguns semiurbanitzades, de la Jaça, la Llavanera, el Mas de Sant Josep, la Bergerie, el Mas Quilles, el Còrrec del Siure, Torremilà, la Garriga, el Còrrec, el Mas Romeu, Negabous, els Cinc Ponts, el Camí de Pesillà, el Mas Donat, el Fumaràs, els Horts d'en Cassany, la Colomina d'Oms, el Mas Bearn, el Camp del Viver, els Horts d'en Roig, el Mas del Pinyer, els Quatre Camins, els Formigons i Sant Genís de Tanyeres. Compta amb l'Ajuntament del Barri Nord - Alt Vernet, situat a l'avinguda del Llenguadoc, i el del Barri Nord - Al Sol, de l'avinguda del Mariscal Joffre. L'adjunt al batlle que té a càrrec seu aquest sector és Richard Puly-Belli (2015-2020).
- Sector oest. Comprèn els barris de la Gara (l'Estació), el Clos de les Arcades, Sant Martí, Sant Aciscle, Malloles, Pascot, Parc Ducup i Mas Bedós. Sense que hi constin oficialment hi ha també els barris del Mas Depere, Sant Josep, on hi ha l'Alberg de Joventut de Perpinyà, la Ribera, la Ruta de Prada, el Camí de Conflent, la Garrigola, els Castors, el Molí d'en Vinyals, la Bassa, la Ruta de Tuïr, les Carletes, les Haras, prop d'on hi havia hagut la Usina del Gas i la Teuleria de Malloles, la Zona Industrial Sud, les Teuleries, a més de les partides del Mas Bruno, les Fontetes, el Pas de la Palla, la Zona Industrial de la Garrigola, Sant Carles, el Mas Goze, la Travessa, el Camí de Cànoes, el Camí de la Sal, el Mas Coma-serra, les Passeres Roges, la Carrerassa, Santa Bàrbara i la Vallauria, a més de l'antic poble d'Orla. l'ajuntament del Barri Oest és a l'avinguda de Belfort, al Mas Depere. L'adjunt al batlle que té a càrrec seu aquest sector és Chantal Gombert (2015-2020).
- Sector sud. Inclou els barris de les Remparts (les Muralles), la Lluneta del Rec, el Camp del Rei i el Balcó (oficialment, Kennedy), Les Universitats i Ciutat Universitària (oficialment, Universitats), Molí de Vent, Vertefeuille, abans Mas Vertefeuille, on hi ha els Arxius Departamentals, Tecnosud, Porta d'Espanya i Catalunya, llistat que inclou, sense esmentar-los, els barris del Mas Comte Ros, la Misericòrdia, el Serrat d'en Vaquer, el Mas Bresson, el Mas Cassanya, Mas Costa, el Pontet de Bages, el Gibra-sang, el Mas Sant Joan, el Mas Fontcoberta i el Mas Balanda, amb les partides encara agrícoles o parcialment urbanitzades del Mas Eixena Gran, el Mas Pelegrí, convertit en Centre Eqüestre, el Reart, el Mas Santa Teresa i el Mas Boneta, el Serrat de Caraig, la Creu de Montoliu, el Serrat de la Garriga dels Frares, el Pas del Siure, el Pont Trencat i Sant Miquel. Compta amb oficines municipals a Porta d'Espanya i la Lluneta. L'ajuntament del Barri Sud es troba a la Plaça de la Sardana. L'adjunt al batlle que té a càrrec seu aquest sector és Isabelle De Noell Marchesan (2015-2020).

#### Divisió cantonal electoral

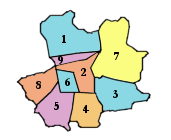
Mapa dels cantons de Perpinyà fins al 2015

Fins a les eleccions departamentals del 2015, la ciutat de Perpinyà estava dividida en 7 cantons, tal com mostra el mapa adjunt. A partir d'aquell any es va cercar una reformulació dels cantons, que d'una banda els reduís, i de l'altre els igualés el més possible quant al nombre dels votants de cadascun. En canvi, no s'ha respectat en aquesta remodelació la divisió tradicional en barris.
Els cinc sectors en què s'ha dividit Perpinyà des del punt de vista organitzatiu de la Casa del Comú, exposats en el punt anterior, no tenen relació directa amb els cantons electorals. Així, els cantons prenen com a límit, dins de Perpinyà, carrers i avingudes, de manera que una banda i l'altra dels assenyalats com a límits de cantó veuen que les cases d'un costat de carrer pertanyen a un cantó diferent de les de l'altre costat, malgrat pertànyer al mateix barri. Els cantons perpinyanencs són els següents:
- El Cantó de Perpinyà-1 coincideix quasi del tot amb el Barri Nord abans esmentat. Comprèn els grans barris de l'Alt i Baix Vernet, el Vernet Mitjà, l'Hospital i el Polígon Nord (l'antic poble del Vernet). Els seus consellers departamentals són Annabelle Brunet,[17] consellera municipal de Perpinyà, i Richard Puly-Belli,[18] adjunt al batlle de Perpinyà pel Barri Nord, precisament.

- El Cantó de Perpinyà-2 agrupa bona part del sector semirural del nord-est, al voltant del Mas Santa Coloma, amb els pobles de Bonpàs, Vilallonga de la Salanca i Santa Maria la Mar. Els seus consellers departamentals són Joëlle Anglade,[19] adjunta al batlle de Perpinyà pel Barri Est, i Jean Sol,[20] conseller municipal de Bonpàs.

- El Cantó de Perpinyà-3 està format per part del Centre Històric (barris de Sant Joan i de Sant Jaume), part del Barri Est (amb Sant Galderic i Sant Vicenç) i el poble de Castell Rosselló, pràcticament envoltant tot l'extrem oest del terme de Cabestany, i el terme d'aquest darrer poble. Els seus consellers departamentals són Françoise Fiter,[21] Vicepresident del Consell Departamental, i Jean Vila,[22] batlle de Cabestany.

- El Cantó de Perpinyà-4 inclou bona part del Barri Sud de la ciutat, des del límit amb Salelles fins al límit amb Pollestres, passant pel centre de Perpinyà; inclou els barris de la Real i de Sant Mateu, així com el del Molí de Vent i el de la Porta d'Espanya, entre d'altres. En són consellers departamentals Isabelle De Noell-Marchesan, Adjunta al batlle de Perpinyà pel Barri Sud, i Romain Grau, conseller municipal de Perpinyà.

- El Cantó de Perpinyà-5 està format per bona part del Barri Oest de Perpinyà, amb els de Sant Martí i Catalunya, l'antic poble de Malloles i el poble de Cànoes. És una zona bastant industrialitzada, amb l'antiga comanda templera d'Orla. Els seus consellers departamentals són Toussainte Calabrèse[23] i Jean-Louis Chambon,[24] batlle de Cànoes.

- El Cantó de Perpinyà-6 comprèn el sector més proper a la Tet del Barri Oest de Perpinyà (inclosos els barris de l'Estació -la Gara-, de Sant Aciscle i de la Garrigola), amb una part important de zona industrial i importants vies de comunicació, més el poble de Toluges. En són consellers departamentals Hermeline Malherbe,[25] President del Consell Departamental i Senadora a París, i Jean Roque,[26] batlle de Toluges.

- Cantó 1. El Vernet: barris del nord i nord-oest
- Cantó 2. Barris del nord-est, Bonpàs, Santa Maria la Mar i Vilallonga de la Salanca
- Cantó 3. Barris del centre, est i sud-est, amb Cabestany
- Cantó 4. Barris del centre-sud i sud
- Cantó 5. Barris del sud-oest, amb Sant Martí i Malloles, i Cànoes
- Cantó 6. Barris de l'oest i Toluges

#### Els centres de culte de la ciutat de Perpinyà

##### Església catòlica
El terme de Perpinyà, amb unes quantes parròquies dels pobles dels voltants, està dividit en cinc comunitats de parròquies, o arxiprestats:
- Sant Joan Baptista. Agrupa les parròquies de Sant Joan Baptista, amb les capelles romàniques de Sant Joan Vell, Sant Miquel i Santa Maria dels Còrrecs, Santa Maria de la Real, amb les antigues capelles de Sant Joan del Claustre i Santa Clara, Sant Jaume del Puig, amb, en el seu interior, l'antiga capella de Mare de Déu de l'Esperança i les capelles del Sant Sagrament, de Santa Maria de la Victòria, del Convent dels Mínims i les diverses capelles del complex del convent de Sant Domènec (Santa Maria del Convent de Sant Domènec, sala - capella capitular, Santa Maria de Perpinyà, capella del Tercer Orde de Sant Domènec, Sant Jordi de Perpinyà, capella de la noblesa rossellonesa), Sant Mateu, amb els antics convent de la Mercè, convent de Santa Maria Magdalena i convent de Santa Caterina de Siena i la capella de la Santa Maria dels Àngels, dels frares Terciaris de Sant Francesc, en el seu districte, Santa Teresa del Nen Jesús, del barri de les muralles, i la capella de Nostra Senyora de Lurdes, del barri de la Vilanova, mentre que les quatre primeres estan situades en el barri que porta el nom de del sant patró de la parròquia. En el territori d'aquesta comunitat de parròquies hi ha les antigues esglésies, ara desafectades, de la Santa Maria del Mont Carmel, també anomenada Mare de Déu de la Concepció i els Grans Carmes, Santa Maria, capella de les Germanes Terciàries, Sant Domènec, antic convent dels frares predicadors, o dominics, amb la capella capitular de Santa Maria, i Sant Francesc de Paula, del Convent dels Mínims i Sant Salvador, capella del convent de canongesses de sant Agustí i la del Devot Crist, a més de l'església de la Mare de Déu de l'Esperança. També s'inclouen en aquest districte parroquial les capelles del Palau dels Reis de Mallorca: Santa Maria Magdalena i la del Sant Crist o la Santa Creu, així com la capella de la Trinitat de la Llotja de Mar. Extramurs, dins del mateix sector, hi havia hagut l'església de Santa Maria d'Agulló, desapareguda, del monestir de frares agustins, la capella de Santa Caterina, a l'antic convent de les Germanes Filles de la Caritat i la de Sant Joan Evangelista de la Salle. També s'hi compta la capella de la Mare de Déu de Lurdes de la Clínica dels Plàtans.
- Nostra Senyora de la Bona Nova. Agrupa les parròquies de ponent de la ciutat vella: Sant Aciscle, Sant Martí i Sant Josep. S'inclou en aquesta agrupació la capella de l'Hospital de la Misericòrdia, la Mare de Déu de la Misericòrdia de Perpinyà, l'església de la Mare de Déu del Bon Socors, del col·legi homònim, la capella de Santa Joana d'Arc del col·legi catòlic privat del mateix nom i la capella de la Immaculada de la Clínica de Sant Roc, de la clínica privada d'aquest nom.
- La Sagrada Família. Situada al sector nord de Perpinyà, inclou les parròquies de Sant Vicenç de Baó, Sant Esteve de Bonpàs, Sant Quirc i Santa Julita de Pià, Sant Esteve del Monestir, Nostra Senyora del Cenacle, amb la cripta de Santa Bernadeta, també de Sant Esteve del Monestir, i les parròquies perpinyanenques de Sant Cristòfol del Vernet (que conserva l'església vella) i de Sant Francesc d'Assís, amb l'església de Sant Antoni del Vernet i la de Sant Lluís Gonzaga, de la institució educativa d'aquest nom. També inclou la capella nova de Santa Caterina de les Germanes Filles de la Caritat, la de Sant Josep, la de Sant Cristòfol de la Clínica de Sant Cristòfol, la de Santa Clara, la de Crist Rei, la del Bon Pastor i la de la Mare de Déu del Carme de la Clínica la Rossellonesa.
- Sant Jeroni. Abraça l'est i el sud-est de la ciutat, i inclou les parròquies de Santa Maria de Cabestany, Sant Nazari, Salelles, Sant Pere de Tesà, i les perpinyanenques de Santa Maria i Sant Pere de Castell Rosselló i Sant Galderic (que també conserva a prop l'església vella). També s'hi troba la capella de la Mare de Déu de l'Esperança de la clínica del mateix nom, la capella de Sant Joan Evangelista de Puig Otrer, aquesta darrera a l'extrem de llevant del terme, a prop de Castell Rosselló, i l'antiga capella de Sant Vicenç de Bajoles, de la comanda templera d'aquest nom.
- Sant Joan Bosco, o Perpinyà Sud. Comprèn la parròquia de creació recent de Sant Pau del Molí de Vent. Dins del seu territori hi ha l'oratori de Santa Bàrbara i la capella de la Mare de Déu Jove, del col·legi privat Cours Maintenon, de les Germanes de la Sagrada Família de Bordeus.

La seu del Bisbat de Perpinyà
El Bisbat de Perpinyà, o d'Elna i Perpinyà, creat a l'edat mitjana a la ciutat rossellonesa d'Elna, fou traslladat definitivament a Perpinyà el 1601. Diversos han estat els estatges de les oficines administratives del bisbat, juntament amb la residència del bisbe: el vell Palau Comtal, rere la catedral de Sant Joan Baptista, l'antic bisbat del carrer de l'Acadèmia, al barri de Sant Jaume, el més modern al centre de la vila, al carrer de Mailly, on s'ha instal·lat la darrera seu del Museu d'Art Jacint Rigau. Des del 2013 la seu del bisbat és el Mas Ducup, a ponent de la ciutat, just al nord del Mercat Internacional de Sant Carles. Duu el nom de Casa Diocesana Sant Joan Pau II. També conté la capella de Sant Joan Pau II.

##### Església ortodoxa
A Perpinyà hi ha tres parròquies ortodoxes: la grega, la romanesa i la russa. La grega hi té la parròquia de Sant Pere i Sant Pau, a l'extrem nord-oest del barri de Sant Jaume, exactament en un local del número 7 de l'avinguda del Reart, al barri del Molí de Vent. La parròquia de Sant Espiridió de la romanesa és en el número 35 del carrer de Frédéric Bartholdy, al barri de Torcatis, a l'extrem de ponent del Baix Vernet. La russa té a Perpinyà la parròquia del Sant Esperit, situada a la zona est de l'Alt Vernet. Pertany a la diòcesi del Quersonès, que depèn del Patriarcat de Moscou.

##### Esglésies evangèliques

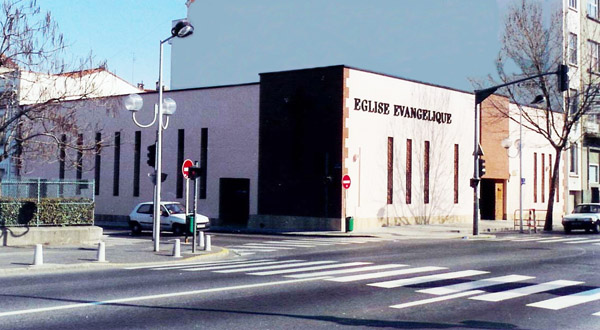
L'església evangèlica de les Assemblees de Déu, al centre de Perpinyà

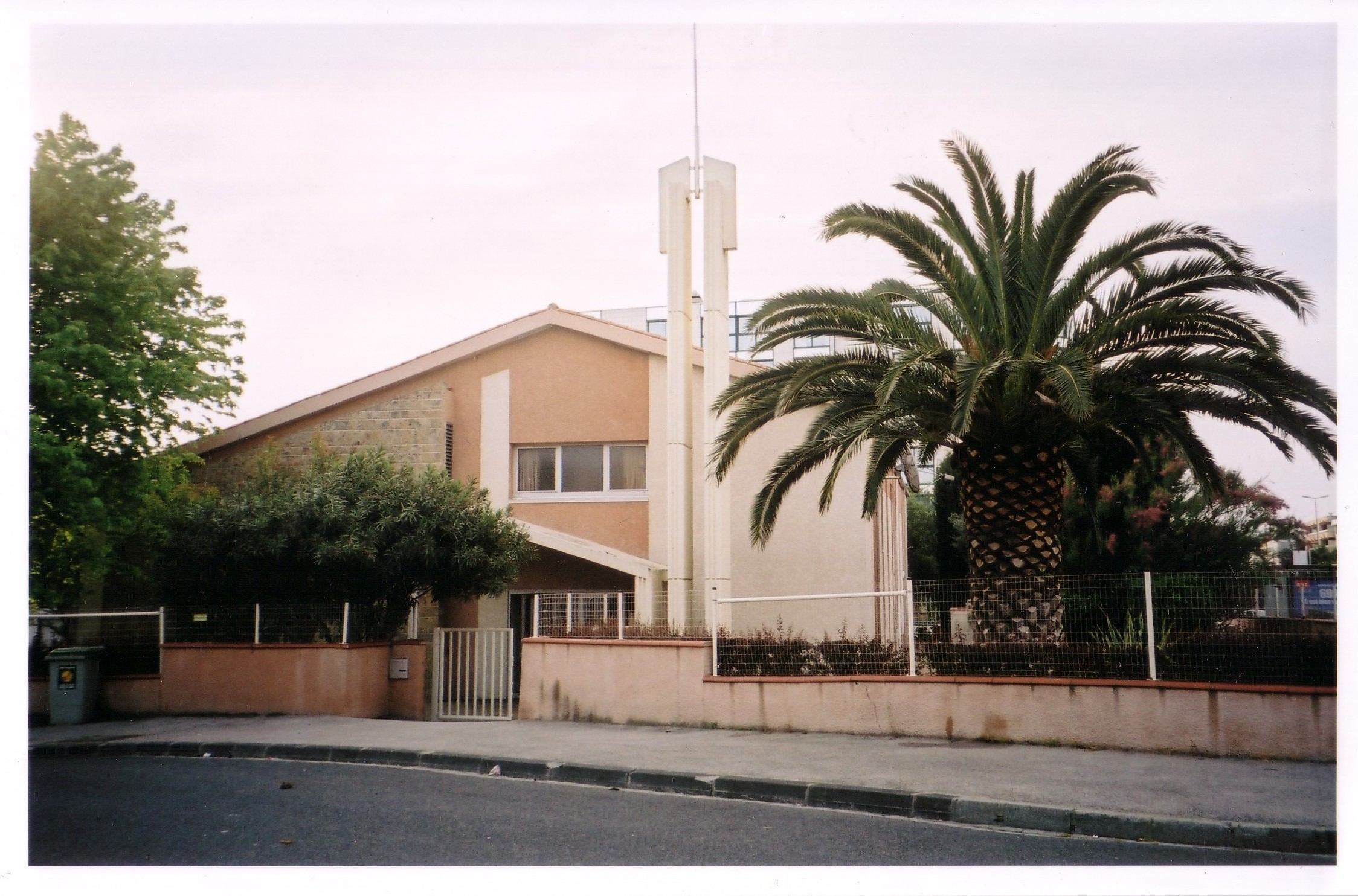
L'església dels Sants dels Últims Dies de Perpinyà

L'Església Luterana i Reformada és present a Perpinyà, a part dels pobles dels Banys d'Arles i Cotlliure, amb un temple al barri de la Lluneta, a prop del de les Muralles i bastant a prop del centre de la ciutat.
A part de l'anterior, diverses congregacions religioses evangèliques, popularment protestants, estan arrelades a la ciutat de Perpinyà. La més nombrosa és la gitana, que compta amb set centres de culte, pertanyents a la Missió Evangèlica dels Gitanos de França «Vida i Llum», repartides pels barris de les Muralles, el Baix Vernet, tres a l'Alt Vernet i dues al de Sant Jaume. A més, hi ha dues esglésies baptistes, una a les Coves i l'altra al centre, al barri de Sant Joan; una de les Assemblees de Déu, situada al barri de Sant Mateu; una de la Missió Timoteu, situada al Mas dels Olivers, al camí de Torremilà (nord-oest del terme); una altra de la Comunió de les Esglésies de l'Espai Francòfon, situada en el Vernet Mitjà, i l'Assemblea Cristiana Nova vida, pertanyent a la Federació de les Esglésies del Ple Evangeli a la Francofonia. També un temple de l'Església Adventista dels Sants dels Últims Dies, i un dels Mormons.

##### Sinagogues
Perpinyà compta amb una sinagoga, situada en el barri de Sant Mateu, en una zona on hi ha molts edificis governamentals. És l'única de tota la Catalunya Nord, i ha esdevingut fins i tot lloc de reunió i de culte per als jueus de la Catalunya Sud més propers al Rosselló.

##### Mesquites
La Gran Mesquita de Perpinyà és l'únic centre de culte musulmà que disposa d'edifici propi a Perpinyà. Es va inaugurar el 8 de desembre del 2006; està situada a l'antic camí de Ribesaltes, al sector nord del terme comunal, al nord-oest de l'Alt Vernet. És a tocar de la carretera D - 900 i de l'autopista la Catalana, a prop al nord del Mas Sant Roc.
A més, hi ha la Mesquita de Perpinyà, a Malloles, la de l'Edifici Salam, al barri de Sant Martí, la del Camp de Mart, a les Coves, la d'En-Nour, a Sant Aciscle, la d'Annour, a Sant Jaume, la del Baix Vernet, en el barri d'aquest nom, la d'Al-Hidaya, al Vernet Mitjà, la Sala de Pregària de l'Alt Vernet, la Mesquita El-Fath, al Baix Vernet occidental, l'Es-Salam, al barri de les Balears, dues més al barri de Sant Jaume, una altra al Vernet Mitjà, una altra al barri de Sant Martí, i tres més.

##### Budistes
Dos són els centres de formació, escoles budistes, que té aquesta creença a Perpinyà; una, al barri de l'Estació i l'altra al Baix Vernet.

### Els antics pobles independents actualment units a Perpinyà

#### El Vernet
El Vernet és un antic poble i terme rural independent unit a Perpinyà des de fa segles. El seu terme ocupava tot el marge esquerre de la Tet, davant i al nord del de Perpinyà. Es tractava d'un poble d'hàbitat dispers, amb un petit centre a l'entorn de l'antiga església parroquial de Sant Cristòfol, a l'actual Alt Vernet. El seu desenvolupament al llarg del segle xx ha fet del Vernet una veritable ciutat a dins de la ciutat de Perpinyà. Al Vernet hi ha una de les dues escoles catalanes de la Bressola de Perpinyà.

#### Castell Rosselló
El petit poble de Castell Rosselló, situat on hi havia hagut la capital antiga del Rosselló, la colònia romana de Iulia Ruscino, està situat al límit de llevant del terme comunal, ran del terme de Canet de Rosselló. Hi havia hagut el castell, del qual roman dempeus l'altíssima torre de l'homenatge. L'església del poble, de Santa Maria i Sant Pere, es conserva en bon estat.

#### Malloles
El poble de Malloles, citat el segle X i que arribà a tenir recinte fortificat, es despoblà molt el segle xiv, quan bona part de la població l'abandonà per anar a Perpinyà. Havia estat un poble important, fins al punt que l'any 1241 Jaume I hi feu publicar les Constitucions de Pau i Treva per al Rosselló. Es mantingué, tanmateix, com a petit poble de pagès, fins que a darreries del segle xii ha estat del tot absorbit per la conurbació de la ciutat rossellonesa. Està situat al sud-oest de Perpinyà. Pràcticament tot el poble actual és de nova creació. No queden a penes restes de la població medieval. Tanmateix, prospeccions arqueològiques dels anys 80 del segle xx van treure a la llum les restes de Santa Maria de Malloles, romànica, i de dues altres esglésies anteriors. En la part més propera a Perpinyà, a llevant de la via del tren, entre 1939 i 1948 hi hagué un camp de concentració, denominat les Haras, de refugiats procedents de l'exili de la Guerra Civil.

#### Orla
El petit nucli d'Orla, convertit modernament en una zona residencial, havia estat el centre d'una comanda templera, més tard hospitalera. Està situat a l'extrem occidental del terme perpinyanenc, just al sud del gran Sant Carles Internacional. A Orla hi ha l'antiga fàbrica de xocolata coneguda, precisament, com la Xocolateria. Conserva la petita església de Sant Esteve d'Orla.

#### Sant Galderic
Antic llogaret de pagès del terme comunal de Perpinyà (el mateix nom del poble està relacionat amb l'antic patró de la pagesia catalana), Sant Galderic està situat al sud-est del nucli urbà perpinyanenc, a mig camí del poble de Cabestany. A Sant Galderic es troba el Mas Sant Vicenç, on es va instal·lar un obrador de ceràmica que ha esdevingut un centre d'art, amb exposicions freqüents, sobretot de ceràmica i de tapissos i també una de les dues escoles catalanes de la Bressola de la ciutat de Perpinyà. Aquest antic poble conserva, transformada en estatge d'empreses relacionades amb el medi ambient, l'antiga església de Sant Galderic; en canvi, l'església nova de la mateixa advocació és a la perifèria del barri de Sant Galderic.

#### Sant Aciscle
Format des del començament com a barri de Perpinyà, la part vella de Sant Aciscle ha adquirit l'aspecte urbanístic d'un vilatge independent, tot i que mai no ho ha estat; l'església parroquial d'aquest barri és la de Sant Aciscle. Té una part nova a prop de la Bassa, al sud-est del vell Sant Aciscle i al sud de la Garrigola, la Ciutat de les Alberes, mostra del nou model d'urbanisme del darrer terç del segle xx. El nom del barri prové de l'antic priorat benedictí de Sant Aciscle, o Iscle, que hi havia hagut en aquest lloc. Aquest monestir fou suprimit el 1452 i unit al capítol de canonges agustinians de Sant Joan Baptista de Perpinyà.

### Sant Genís de Tanyeres
La capella de Sant Genís de Tanyeres era situada a prop de l'extrem nord-est del terme perpinyanenc, a prop i al sud-est del Mas Tisseira, també a prop, a ponent de la Travessa de Bonpàs.

### Sant Josep de Torremilà
Sant Josep de Torremilà és una capella aïllada, en les antigues terres de Torremilà, on també hi ha el Mas de Sant Josep, situades a l'extrem nord-oest del terme perpinyanenc. És accessible des de la carretera de Sant Esteve del Monestir a Paretstortes.

### Fort del Serrat d'en Vaquer
El Fort del Serrat d'en Vaquer és un fort militar d'època moderna situat en una de les poques elevacions del terme de Perpinyà, al sud de la vila, just al nord del barri de Catalunya.

### Els masos del terme
Perpinyà conserva un bon nombre dels seus masos històrics, tot i que alguns ja absorbits, o en part, pel creixement urbanístic de la ciutat. S'hi troben el Clos de Sant Lluís, o Mas d'en Quadrat, el Mas Amiel, l'Arlabosse, l'Aulàs-Costa, el Balanda, el Baus, el Bearn, el Bedós, el Bell-lloc, el Bresson, o Mas Gran dels Frares, o Mas dels Jesuïtes, el Mas Cadena, el Canta-sol, el Carcassona, abans Girarda, el Casotes, el Comte, abans Mas del Comte de Ros, el Mas Comte, el de la Boneta, el de l'Alegrí, el de l'Alzina, el de la Magdalena, abans Mas de la Roda o Delran, el Mas de la Misericòrdia, anomenat habitualment la Misericòrdia, el Mas de l'Anglada, o Comanda de Bajoles, el del Camp del Viver, el de l{'}Empereur, el de les Platanes, ara reconvertit en Centre Tècnic Municipal, el de l'Esteve (dos amb aquest nom), el de l{'}Ibergai, el de l'Irles, el de l'Ors, el del Pinyer, el dels Abricoters, el dels Carmes, el d'en Xabrí, o d'en Xabres, abans Mas Jaume, el d'en Balcells (dos, un d'ells antigament anomenat d'en Jorba), el d'en Barata, el d'en Blanc, el d'en Bonet, el d'en Cabaner, abans d'en Sarina, el d'en Cava-ribera, els dos anomenats d'en Calló, propers entre ells, els dos anomenats d'en Canal, el d'en Carreres, el d'en Castany, un altre Mas d'en Castany, abans d'en Cargolès, el Mas d'en Cirac, el d'en Coll, els dos masos d'en Crivellet, els dos d'en Daniel, el d'en Delhoste, abans d'en Betriu, el d'en Denís, el d'en Farines, els dos masos anomenats d'en Figueres, el d'en Forcada, el d'en Gabiani, el d'en Gratacós, abans Mas Saltralla, el Mas d'en Grava, abans d'en Baranda, el d'en Gual, el d'en Guerres, el d'en Jan Sales, els dos masos d'en Llantià, el d'en Llec, abans d'en Mercadier, el d'en Llibotrí, o de l{'}Ibergat, abans Mas d'en Margall, el Mas d'en Llució, el d'en Malgrat, el d'en Malgrat fill, el d'en Manent, el d'en Marcenac, el d'en Massa, el d'en Massot, abans Mas Figueres, un altre Mas d'en Massot, el d'en Pagnon, el d'en Perella, el d'en Pla, el d'en Pomès, un altre d'en Pomès, abans d'en Llantià o d'en Godall, els dos masos d'en Rajaut, el d'en Ribera, els cinc masos anomenats d'en Ribes, els cinc anomenats d'en Riera, un d'ells abans d'en Sarís, i un altre, d'en Motes, el Mas d'en Rofà, els dos d'en Roig, el d'en Romero, el d'en Sabineu, o d'en Sales, els dos masos d'en Sabiró, el d'en Sales, el d'en Salgado, el d'en Salvat, el d'en Santuja, el d'en Sarís, el d'en Serra, el d'en Sinyola, el d'en Solà, els quatre anomenats d'en Tallada, els tres d'en Taner, el d'en Tastú, el d'en Vidal, el Mas Depere, o d'en Xabrí, els dos masos de Sant Josep, el Mas Donat, el Ducup, l'Eixena Gran, o Ribes, l'Esteve, abans Coll, el Fontcoberta, o Mas de l'Hospital, o Mas Delfau, el Mas Gafard, el Goi, el Guitard, el Guiter, l'Ibergai-Sarís, el Joanola, el Jobert, el Llaró, el Llec-Pascot, el Milhasson, el Miraflor, o Esteve, l'Orlina, el Pelegrí, abans Grenier, el Péguignot, el Petit Bresson, o Mas dels Frares, abans Cortal dels Jesuïtes, el Petit Clos, el Mas Petit de Miraflor, el Petit Ducup, el Picàs, abans Llambí, el Pomona, el Pradal, el Puig Otrer, el Roca, el Rocamada, el Rodon, el Roig, el Romà, o Mas dels Capellans, el Mas Ros, el Sabardell, el Santa Bàrbara, el Santa Coloma, el Santa Teresa, el Sant Joan, el Sant Miquel, els dos masos Sant Roc, el Sant Salvador, el Tisseira, la Torre del Mas Bresson, el Turó-Canal, el Valmorange, el Mas Vell, o Petit d'Anglada i el Mas Vermell. Completen la llista els antics molins: Molí de l'Oli, Molí de Sant Martí, Molí d'Orla i Molí Vell de Coma-Serra.
Són noms antics, ja en desús, el Mas Arnau, el de l'Arrès, el de l'Engel, el de l'Escofet, els dos masos d'en Barrera, el d'en Betriu, el d'en Blanc (diferent de l'anteriorment esmentat), el d'en Cargolès, el d'en Coll (també diferent de l'anterior), el d'en Colom, el d'en Cortí, el d'en Defès, el d'en Dors, el d'en Llanes, el d'en Planet, el d'en Reiners, el d'en Sabartès, el d'en Subiela, el d'en Tastú, també diferent de l'anterior, el d'en Trasserres, abans d'en Riols, el Mas Sant Hilari,. I són desapareguts el Mas Bruno, el Mas Costa, el Mas de la Joncassa, el Mas Grau, el Mas Suïssa,

### Els cursos d'aigua
Com els altres termes del Rosselló, principalment els dels sectors més plans, el terme de Perpinyà té tota una xarxa de recs i canals de drenatge i d'irrigació. La major part són d'irrigació: Agulla de Bajoles, la de la Joncassa, la de la Pépinière, la del Camí del Mas Bresson, la de les Monges, la del Garrofer, la del Malprat, la del Mas d'Amanric, o de l'Horta, la del Mas Ducup, la del Mas d'en Farines, la del Mas Goze, dita de Santa Eugènia a Toluges, la del Mas Grau, la del Mas Guiter, la del Mas Llambí, continuació de la de Bajoles, la del Massot, la del Petit Escorridor, la del Poll Blanc, anomenada del Molí del Poll a Sant Esteve del Monestir, la del Sender dek Gas, la dels Formigons, la dels Horts d'en Grill, la dels Quatre Polls, o del Molí del Poll, la dels Predicadors, les dues agulles anomenades del Soc, la de l'Ull de Blanes, la de l'Ull de Chavigny, la de l'Ull de l'Església, la de l'Ull de Malloles, la de l'Ull d'en Batlle, la de l'Ull d'en Vassalls, la de l'Ull de Pedrers, la de l'Ull de Puig Joan, la de la USAP, la de Martellís, la de Na Bolanger, o Na Bolangera, la de Na Juliana, la d'en d'Auleta, la de Santa Anna, la de Sant Aciscle, la de Sant Mamet, o del Malprat, la de Tots Sants, la de Vallauria, o de Magny-Gelis, les Agulles dels Ulls d'en Passamà, la Descàrrega de Bajoles, la Descàrrega del Mas Bearn, la Descàrrega de l'Ull de Sant Roc (del Rec de les Canals), l'Eixau, o Ull d'en Valls, el Parador, el Rec de Cabestany, el de la Cava, o de Sant Galderic, el de la Misericòrdia, el de la Molinera, el de les Aigües Vives, el de les Canals, o de les Quatre Canals, o Rec de Perpinyà o de la Vila, el Rec de les Carletes, o Agulla de Malloles, el del Molí de Bonpàs, el del Molí de Canet, el del Molí d'Orla, el del Molí Draper, o Agulla del Molí de Vinyals, o Rec del Molí de la Misericòrdia, el Rec dels Horts de Sant Jaume, o dels Hortolans, el dels Quatre Canals, el del Vernet i de Pià o Rec Gros, el del Viver Gros, o, simplement, el Viver Gros, el del Viver Petit, o, simplement, el Viver Petit, el de Negabous, el de Pià (darrer tram del de Vernet i Pià, un cop superat el Vernet), el de Vilallonga, el d'Orla, l'Ull de Bajoles, l'Ull de Blanes, l'Ull de Boquet, o d'en Serra (ara ja nom antic), l'Ull de Cabestany, l'Ull de Chavigny, o d'en Jaume, l'Ull de la Ciutadella, al Rec de les Canals, ara ja desaparegut, l'Ull del Castanyer, o del Mas Bresson, l'Ull de les Carletes, l'Ull de l'Església, l'Ull del Molí d'en Serra (nom antic), l'Ull dels Hortolans, al Rec de les Canals (desaparegut), quatre d'anomenats Ull dels Jesuïtes, propers entre ells, l'Ull dels Predicadors, l'Ull del Toll, l'Ull de Malloles, abans de les Carletes, l'Ull de Na Bolanger, o Bolangera, l'Ull de Na Juliana, l'Ull d'en Batlle, abans de Barba, l'Ull d'en Cairó, o de Puig Joan, l'Ull d'en Guisset, abans de Cosme, l'Ull d'en Jaume, l'Ull d'en Massot, abans de Calt, l'Ull d'en Ros, l'Ull d'en Selva, al Rec de les Canals, ara ja desaparegut,, l'Ull de Pedrers, abans de Carles, l'Ull de Ros, abans del Comte de Ros, l'Ull de Rotllan, l'Ull de Sant Roc, l'Ull de Tots Sants, l'Ull de Vallauria, l'Ull de Xaupí (nom antic), l'Ull Nou de Cabestany, abans de Tornies, l'Ull de Fra Antoni (nom antic), els Ulls d'en Passamà, abans d'en Serra i els Ulls d'en Serra, o Ulls Bresson.
Els cursos d'aigua naturals de Perpinyà són la Tet, que recull la resta de cursos d'aigua del terme, al qual aflueixen, de ponent a llevant, la Desviació de la Bassa, que recull el Còrrec de Sant Carles, la Bassa Vella, la Bassa, la Desviació del Ganganell, que aporta el Còrrec de Cànoes, la Bassa (les aigües no desviades anteriorment), que hi aporta el Ganganell (també amb el cabal no desviat) i el Còrrec dels Frares, la Corregada, i el Còrrec del Mas Suïssa. Al límit de llevant hi ha també la Corregada de Castell Rosselló, o de l'Home Mort. Els únics rius que es desmarquen d'aquest conjunt són la Llavanera, al límit nord del terme de Perpinyà, que va directament a mar a través del Bordigol, ja fora del terme del cap i casal de la Catalunya Nord, els dos Còrrec de les Lloberes, a llevant de la ciutat, que se'n van d'aquest terme comunal cap al de Canet de Rosselló. També hi ha algun còrrec que s'integra en el clavegueram de Perpinyà, com el del Parc dels Esports i el de les Aigües Vives, i el de les Passeres Roges, que s'integra en l'Agulla de Fontcoberta.
Tanmateix n'hi ha alguna de drenatge, com l'Agulla Cabdal, la de la Colomina del Mas Vermell, la de la Fossella, la de la Magdalena, la de les Lloberes, la de Vilarnau, la Bassa, la Bassa Vella i el Còrrec del Mas Suïssa i el del Parc dels Esports, que també drenen el territori per on travessen, el Ganganell, o Còrrec de Malloles, i, encara, d'altres que són alhora de drenatge i d'irrigació, com l'Agulla de Fontcoberta, la del Mas Bearn, o de la Descàrrega del Mas Bearn, la del Mas d'en Xabres, l'Escorridor i el Rec del Pou de les Colobres.
Cal destacar entre les fonts perpinyanenques les Aigües Vives i la Font de les Bones Dones (a Sant Mateu). També hi destaquen algunes obres relacionades amb les aigües conduïdes del terme, com l'aqüeducte denominat les Arcades, el túnel d'irrigació de les Coves de la Passió, la Resclosa del Rec dels Quatre Casals i la del Rec de Vilallonga, totes dues d'irrigació. Aquest conjunt de cursos d'aigua tenia alguns passos a gual, entre els quals es poden esmentar el Passallís del Camí de Bonpàs, el del Camí del Mas Llaró i el del Camí de Vilanova.

### El relleu
El terme comunal de Perpinyà és essencialment pla, però té unes petites formes de relleu que cal destacar. Al nord-est del terme, per damunt de la riba dreta de la Tet, hi ha una serreta pels peus de la qual discorre el riu, que va des de la mateixa ciutat (el Castell Reial de Perpinyà és a l'extrem d'aquesta serra, on assoleix els 52 m alt, des d'on continua cap a l'est-nord-est, fins a atènyer el poble de Castell Rosselló, i tot seguit emprèn cap a l'est per anar, a poc a poc, inflexionant lleugerament cap al sud-est. Canet de Rosselló i el seu castell són a l'extrem de llevant de la serreta. Aquesta serra és clarament apreciable des de la riba esquerra de la Tet, ja que al llarg del seu curs, es pot veure clarament l'alçada que assoleix respecte del riu.
Els barris del Molí de Vent, que deu el nom al molí existent en aquest lloc, que aprofitava dalt de la serra l'impuls de l'aire per a generar força per a una molins antigament fariner, però que aviat es va aprofitar per a moure màquines i generar energia, i de Sant Martí són altres de les lleugeres elevacions de la Plana de Perpinyà. Aquesta darrera enllaça amb el Serrat del Vaquer, el de la Garriga dels Frares i el del Caraig, més al sud-oest. Totes elles són elevacions de vers els 40 m alt. En aquest terme, la part pla oscil·la entre els 20 i els 30 metres d'altitud, per la qual cosa les elevacions d'entre 45 i 50 metres s'aprecien lleugerament, però no arriben a destacar com muntanyes destacades.
Els únics topònims que indiquen relleu són: la Costa de Serra Joan, el Puig de Sant Jaume, Puig Joan, Puig Otrer, el Serrat de la Garriga dels Frares, o de la Moneda Falsa, el Serrat del Caraig, o Can Marrà, dit els Castanyers a Pollestres i el Serrat d'en Vaquer.

### El terme comunal
Els topònims referents a partides cadastrals i a indrets específics del terme perpinyanenc són els següents: els Abricoters, l'Àrea dels Pavellons, les Arcades, Bajoles, la Bassa, la Bergerie, les Bigues, la Cadireta, Camí de Cànoes, Camí de la Sal, Camí del Conflent, Camí de Pesillà, Camp Bossut, Camp del Pou, Camp del Viver, la Carrerassa, els Cinc Pots, la Colomina (dues de diferents), la Colomina d'en Saisset, la Colomina d'Oms (dues de diferents), el Contorn, el Còrrec, el Còrrec del Siure, la Corregada, la Creu de la Llegua, la Creu de Montoliu, la Devesa de Bajoles, la Diga de l'Orri, les Figueres, Fontcoberta, les Fontetes, el Fumaràs, la Garriga, el Gibra-sang, els Gorgs, les Graves, els Horts d'en Cassany, els Horts de Negabous, els Horts -abans, les Hortes- de Sant Esteve, els Horts de Sant Jaume, els Horts d'en Roig, la Jaça, o el Jaç, la Joncassa, la Llavanera, el Llenyar, les Lloberes, la Marinada, el Mas Balanda, el Mas Bearn, el Mas Bell-lloc, el Mas Bon Secours, el Mas Bresson, el Mas Bruno, el Mas Cassanya, el Mas Codina, el Mas Coma-serra, el Mas Comte Ros, el Mas Costa, el Mas de la Boneta, el Mas de la Magdalena, el Mas de l'Anglada, el Mas de l'Empereur, el Mas del Pas, el Mas d'en Serra, el Mas Depere, el Mas de Sant Josep, el Mas Donat, el Mas Eixena Gran, el Mas Fontcoberta, el Mas Gafard, el Mas Goze, el Mas Llaró, el Mas Milhasson, el Mas Miraflor, el Mas Pelegrí, el Mas Petit Bresson, el Mas Picàs, el Mas Pradal, el Mas Quilles, el Mas Ramon, el Mas Roca, el Mas Romà, el Mas Romeu, el Mas Sales, el Mas Santa Teresa, el Mas Sant Joan, el Mas Vermell, la Misericòrdia, el Molí d'en Vinyals, les Montinyes, la Muntanyeta, Negabous, l'Oliveta, l'Orla, el Parc dels Esports, el Parc Ducup, el Pas de la Barca, el Pas de la Palla, el Pas del Llop, el Pas del Siure, les Passeres Roges (dues de diferents), els Pedrers, les Pelades, els Pins, els Planals de les Basses, el Pont de Negabous, el Pontet de Bages, el Pont Trencat, el Pou de les Colobres, els Quatre Camins (dos llocs diferents amb aquest nom), el Reart, la Salanca de Canet, Santa Anna, Santa Bàrbara, Santa Tecla, Sant Carles, Sant Genís de Tanyeres, Sant Josep de Torremilà, Sant Miquel, Sant Pere, Sant Roc, Terres de Sant Joan, Torremilà, la Travessa, la Vallauria, el Vernet, Vilarnau, Vilarnau de Dalt, la Zona Industrial de la Garrigola, la Zona Industrial Sud i la Zona Industrial Nord, o Espai Polígon.

### L'Aeroport de la Llavanera i l'Aeroclub del Rosselló
L'Aeroport de la Llavanera (nom tradicional) o Aeroport de Perpinyà - Ribesaltes (nom oficial) està repartit en territori de les comunes de Perpinyà, Ribesaltes i Paretstortes, per ordre d'hectàrees ocupades dins de cadascun d'ells. L'accés, l'edifici principal, la torre de control i la meitat meridional de les pistes són dins del de Perpinyà, però la meitat septentrional és a cavall dels termes de Paretstortes i Ribesaltes. La torre de control nord és també dins del de Ribesaltes. Al sud-oest de l'aeroport, compartint en part espai amb l'aeroport, es troba l'Aeroclub del Rosselló.

### Els cementiris de Perpinyà
Desapareguts des del segle xix, almenys, els antics cementiris parroquials situats a l'entorn de les antigues esglésies, els quals han donat pas a places públiques de l'actual trama urbana, Perpinyà començà a situar els seus cementiris a la perifèria de la ciutat. Els més antics han acabat també essent absorbits pel creixement de Perpinyà. Els cementiris actuals són:
- Cementiri de Sant Martí. Situat[42] a prop al sud-oest de la ciutat vella, entre l'avinguda de Marcelin Albert, el carrer del Repòs, el carrer de Paulin Testory i l'avinguda de Gilbert Brutus, on hi ha la porta principal. Havent quedat petit, la seva continuïtat s'afermà a través del Cementiri de l'Oest. Aquest cementiri havia estat obert en tancar-se els de les parròquies de Sant Joan, Santa Maria de la Real i de Sant Mateu de la ciutat vella de Perpinyà.
- Cementiri de Sant Jaume. Situat[43] al nord-est de la ciutat vella de Perpinyà, a prop del barri de Sant Jaume, aquest cementiri substituí el de la parròquia del barri esmentat. Està situat entre els carrers de Paul Rubens, on hi ha l'entrada principal, de la Riba, de les Coves i d'Ernest Messonier, amb un petit annex a prop de l'angle sud-oest, entre els carrers de Paul Rubens, d'Ernest Messonier, de Joseph Erre i d'Octave Mengel.
- Cementiri del Nord, o de l'Alt Vernet. Situat[44] a l'Alt Vernet, al nord de l'Hospital. És el cementiri que substituí el de la parròquia de Sant Cristòfol del Vernet. És entre l'avinguda del Llenguadoc, el carrer de Diego Velázquez (al giratori on es troben aquestes dues vies hi ha l'entrada principal del cementiri), l'avinguda de la Indústria i el carrer de Rembrandt, on hi ha una entrada al recinte del cementiri per a vehicles.
- Cementiri de l'Oest. Situat[45] al sud de la ciutat vella de Perpinyà i també al sud del Cementiri de Sant Martí, del qual representà la continuïtat, aquest cementiri està delimitat pel bulevard de Nungesser et Coli, l'Allée del Record i el carrer de Claude de St-Simon, està situat en el Puig Joan, una de les muntanyes del territori de Perpinyà.
- Cementiri del Sud. Es tracta del més modern dels cementiris perpinyanencs. És el que està situat[46] a més distància al sud-oest de la ciutat, a ponent del barri de Catalunya i entre els masos Bresson, Petit Bresson, Grau, Joanola i Guiter. És al Camí del Mas Bresson, on hi ha l'entrada principal i una parada d'autobús urbà, i la resta de límits del cementiri són terrenys encara sense urbanitzar.

## Clima
Perpinyà gaudeix d'un clima mediterrani septentrional amb els hiverns dos o tres graus per sota respecte de Barcelona o València i els estius al voltant d'un grau menys càlids. La precipitació anual és similar a la de Barcelona, però amb els hiverns més humits. La tardor no és tan plujosa.
| Dades climàtiques a Perpinyà       | Dades climàtiques a Perpinyà | Dades climàtiques a Perpinyà | Dades climàtiques a Perpinyà | Dades climàtiques a Perpinyà | Dades climàtiques a Perpinyà | Dades climàtiques a Perpinyà | Dades climàtiques a Perpinyà | Dades climàtiques a Perpinyà | Dades climàtiques a Perpinyà | Dades climàtiques a Perpinyà | Dades climàtiques a Perpinyà | Dades climàtiques a Perpinyà | Dades climàtiques a Perpinyà |
| Mes                                | gen                          | febr                         | març                         | abr                          | maig                         | juny                         | jul                          | ag                           | set                          | oct                          | nov                          | des                          | anual                        |
| ---------------------------------- | ---------------------------- | ---------------------------- | ---------------------------- | ---------------------------- | ---------------------------- | ---------------------------- | ---------------------------- | ---------------------------- | ---------------------------- | ---------------------------- | ---------------------------- | ---------------------------- | ---------------------------- |
| Màxima rècord °C (°F)              | 25.0 (77)                    | 26.5 (79.7)                  | 28.0 (82.4)                  | 32.4 (90.3)                  | 34.4 (93.9)                  | 36.8 (98.2)                  | 40.5 (104.9)                 | 38.7 (101.7)                 | 36.8 (98.2)                  | 34.2 (93.6)                  | 28.1 (82.6)                  | 26.7 (80.1)                  | 40.5 (104.9)                 |
| Màxima mitjana °C (°F)             | 12.4 (54.3)                  | 13.2 (55.8)                  | 16.0 (60.8)                  | 18.2 (64.8)                  | 21.8 (71.2)                  | 26.2 (79.2)                  | 29.2 (84.6)                  | 28.9 (84)                    | 25.4 (77.7)                  | 21.0 (69.8)                  | 15.9 (60.6)                  | 13.1 (55.6)                  | 20.1 (68.2)                  |
| Mitjana diària °C (°F)             | 8.3 (46.9)                   | 9.0 (48.2)                   | 11.5 (52.7)                  | 13.7 (56.7)                  | 17.0 (62.6)                  | 21.4 (70.5)                  | 24.1 (75.4)                  | 23.9 (75)                    | 20.5 (68.9)                  | 16.7 (62.1)                  | 12.0 (53.6)                  | 9.1 (48.4)                   | 15.6 (60.1)                  |
| Mínima mitjana °C (°F)             | 4.4 (39.9)                   | 4.9 (40.8)                   | 7.4 (45.3)                   | 9.4 (48.9)                   | 12.9 (55.2)                  | 16.8 (62.2)                  | 19.4 (66.9)                  | 19.3 (66.7)                  | 16.0 (60.8)                  | 12.6 (54.7)                  | 8.1 (46.6)                   | 5.1 (41.2)                   | 11.4 (52.5)                  |
| Mínima rècord °C (°F)              | −8.2 (17.2)                  | −11.0 (12.2)                 | −5.9 (21.4)                  | 0.2 (32.4)                   | 2.4 (36.3)                   | 7.4 (45.3)                   | 11.2 (52.2)                  | 10.4 (50.7)                  | 5.0 (41)                     | −1.2 (29.8)                  | −5.7 (21.7)                  | −6.2 (20.8)                  | −11.0 (12.2)                 |
| Precipitació mitjana mm (polzades) | 66.2 (2.606)                 | 50.5 (1.988)                 | 42.6 (1.677)                 | 58.9 (2.319)                 | 51.2 (2.016)                 | 24.9 (0.98)                  | 12.8 (0.504)                 | 25.9 (1.02)                  | 41.3 (1.626)                 | 75.0 (2.953)                 | 61.1 (2.406)                 | 59.5 (2.343)                 | 569.9 (22.437)               |
| Mitjana de dies de pluja           | 5.2                          | 4.7                          | 4.5                          | 5.9                          | 5.5                          | 4.1                          | 3.0                          | 3.9                          | 4.2                          | 5.1                          | 5.1                          | 5.3                          | 56.5                         |
| Mitjana mensual d'hores de sol     | 147.5                        | 153.2                        | 206.2                        | 214.2                        | 240.1                        | 270.6                        | 313.9                        | 270.7                        | 217.7                        | 182.3                        | 147.7                        | 141.9                        | 2.506                        |
| Font: Météo France                 |                              |                              |                              |                              |                              |                              |                              |                              |                              |                              |                              |                              |                              |

## Transports i comunicacions

### Vies antigues de comunicació
Travessava el terme actual de Perpinyà la Via Domitia, coneguda popularment al Rosselló com a Camí de Carlemany. El seu pas per Perpinyà s'iniciava, procedent de Cabestany, a prop i al nord-est del mas de les Finestres, a llevant del poble de Cabestany, i anava cap al nord, lleument decantat cap a llevant, a buscar la baixada cap a la Tet davant, a l'est, de Castell Rosselló. Davant i al nord d'aquest poble i castell travessava a gual el riu, i entrava en terme de Bonpàs per on ara hi ha el Mas Santa Coloma. Era aquest, molt possiblement, el mal pas que donà nom al poble que més endavant canvià el seu nom per l'actual de Bonpàs. En l'obertura de les carreteres D - 617 i D - 617a, en les proximitats de Castell Rosselló, així com en algunes prospeccions aïllades, han estat trobades restes diverses d'aquesta via.
Un segon camí antic ha estat trobat a la mateixa zona: cap al sud-oest sortia un camí que s'adreçava al jaciment romà i medieval de Santa Tecla, on ara hi ha un gran centre comercial, després cap a l'actual Cabestany, per anar a trobar el Reart. Probablement era la via que anava cap al Pertús. Aquests dos camins, amplament confirmats per restes diverses trobades arreu de la Plana del Rosselló, devien estar complementats per altres dels quals s'han trobat algunes restes: el Pont de Pedra de Perpinyà (l'actual Pont Joffre) conté a la base vestigis d'un pont romà; així mateix, a la Bassa, al lloc conegut com els Quatre Casals, una mica més amunt d'on hi havia els molins d'aquest indret, es van trobar també els vestigis d'un altre pont romà.

### Carreteres
Perpinyà és lloc de pas i punt de partença de moltes de les carreteres de la Catalunya Nord. L'autopista A9, La Catalana, és la primera de la relació. És un tram de l'E15, neix a Aurenja i recorre la costa mediterrània fins a Salses amb el sobrenom de la llanguedoccienne (la llenguadociana). De Salses al Pertús, rep el nom de "la catalana". Té dues sortides, amb peatge, anomenades Perpinyà, però només la Sud és dins del terme perpinyanenc. La nord és dins del terme de Ribesaltes. Aquesta autopista travessa el terme de Perpinyà a ponent de la ciutat, a prop del límit oest del terme comunal.
- Paral·lela a la Catalana discorre l'antiga N - 9, actualment denominada D-900 (Salses - el Pertús) en el tram català (continua cap al nord, en el departament de l'Aude en la carretera D - 6009), que dins del terme de Perpinyà es desdobla en la D-900a (variant de l'anterior per l'interior de la ciutat, entre l'Alt Vernet, la riba dreta de la Tet i Sant Aciscle i Malloles, on torna a integrar-se en la D - 900).
- Una altra carretera important és la N-116 (Perpinyà - la Guingueta d'Ix), que fins al límit del terme d'Illa té format d'autovia, i és de construcció recent. Conserva l'antic traçat, ara denominat D-916 (Perpinyà - N - 116, a Illa), que passa per l'interior de les poblacions que l'autovia esquiva (el Soler, Sant Feliu d'Avall, Sant Feliu d'Amunt, Millars, Nefiac i Illa.
- Cap a llevant, com a continuïtat de l'anterior, amb format d'autovia i enllaços ràpids -llevat de les hores de congestió de trànsit a la capital nord-catalana- dins de la ciutat de Perpinyà, es troba la carretera D-617 (D - 900a, a Perpinyà - Canet Platja, que enllaça a través de les seves sortides amb les poblacions de Cabestany i Canet de Rosselló, pel costat sud (riba dreta de la Tet), i Bonpàs i les poblacions de tota la Salanca, cap al nord (riba esquerra de la Tet). Aquesta carretera, just al límit de llevant del terme, té la variant D-617a (D-617, a Perpinyà / Canet de Rosselló - Perpinyà), que també permet enllaçar amb les poblacions de la Salanca est i la D-617b (D-617, a Perpinyà / Canet de Rosselló - Vilallonga de la Salanca). Aquestes dues variants són una continuïtat de l'altra.

- La carretera D - 1 (Estagell - D - 117, a Perpinyà), que uneix les poblacions d'Estagell, Pesillà de la Ribera, Vilanova de la Ribera, Baó, els polígons industrials i comercials del nord-oest de Perpinyà i la D - 117 en terme de Perpinyà.
- La carretera D - 5 (Límit del departament, a Òpol i Perellós - D - 117, a Perpinyà), uneix Òpol, Paretstortes, Ribesaltes i els polígons industrials del nord de Perpinyà.
- La D - 5g (D - 5 /D - 5f, a Paretstortes - D - 1 / D - 117, a Perpinyà), que uneix la carretera anterior amb Perpinyà passant pel costat occidental de l'aeroport.
- La D - 12 (D - 31, a Bonpàs - D - 9, a Vingrau) és una carretera que, sense passar per quasi cap nucli de població, enllaça el poble de Bonpàs amb Ribesaltes i Vingrau, mitjançant altres carreteres amb les quals té cruïlles, i a través d'aquests poblacions, amb el Riberal i les Corberes.
- La D - 22 (D - 617, a Perpinyà - D-81/D-81a, a Sant Cebrià de Rosselló). Prové de Perpinyà, a prop del barri del Mas Vermell, passa per Cabestany, i tot seguit s'adreça a Salelles, Alenyà, Sant Cebrià de Rosselló i Sant Cebrià Platja.
- La D - 22c (D - 22, a Perpinyà - Perpinyà, a la Ruta d'Elna). Prové també del barri del Mas Vermell, fa la volta pel nord-oest del terme de Cabestany, passant ran de la Zona Comercial del Mas Gueridó, i va a buscar la Ruta d'Elna a la zona meridional del barri del Molí de Vent.
- La D - 31 (Perpinyà - Torrelles de la Salanca), uneix Torrelles de la Salanca amb el cap i casal de la Catalunya Nord passant per Bonpàs. Aquest poble és a 6 quilòmetres tant de Torrelles com de Perpinyà.
- La D - 76 (El Vernet, Perpinyà - Pià) uneix Pià amb la capital del Rosselló, en el seu barri del Vernet, concretament a l'Alt Vernet, en 2 quilòmetres i mig.
- La D - 82 (Perpinyà - D - 900, a Perpinyà), que passa pel Vernet i discorre pel nord del nucli urbà perpinyanenc.
- La D - 88 i D - 88a (D - 900 / D - 88a, a Perpinyà - Perpinyà), que uneixen la carretera general amb el centre de la ciutat de Perpinyà.
- La D - 91 (Perpinyà - D - 39, a Vilanova de Raó), que discorre a l'extrem meridional del terme de Perpinyà.
- La D - 117 (Límit dels Països Catalans, a Talteüll - Perpinyà), que uneix el terme de Talteüll amb Estagell, Cases de Pena, Espirà de l'Aglí, Paretstortes i Ribesaltes i, finalment Perpinyà, a l'Alt Vernet.
- La D - 612a (D - 900, a Perpinyà - D - 612, a Tuïr), que pertany a la xarxa de carreteres del sud-oest de Perpinyà.
- La D - 616 (D - 614, a Vilanova de la Ribera - D - 900 i D - 900a, a Perpinyà), que no passa per cap població, sinó que serveix d'enllaça dins de la xarxa de carreteres del nord-oest de Perpinyà.
- La D - 616a (D - 916, a Perpinyà - D - 616, a Baó), que enllaça amb Baó i Sant Esteve del Monestir, al nord-oest de la capital de la Catalunya Nord.
- la D - 914 (D - 900, a Perpinyà - Coll dels Belitres, a Cervera de la Marenda), que mena a tota la zona sud-est del Rosselló i enllaça amb l'Alt Empordà.

També hi ha diverses carreteres locals, sense nomenclatura departamental que relliguen la xarxa de carreteres generals i els polígons industrials i comercials dels entorns.

### Autobusos
La ciutat disposa d'una sèrie de línies d'autobusos urbans - alguns gratuïts - i interurbans a més de l'Estació d'Autocars de Perpinyà. Els interurbans són operats per les operadores de tranports públics de la regió, la Companyia de Transports Perpinyà Mediterrani i el servei departamental de Le bus à 1 €. El TER Llenguadoc Rosselló, amb el logotip del transport express régional; i el Departament, amb el logotip de la bandera catalana.
Le bus à 1 € ofereix a Perpinyà les línies següents:
- La línia 100 (Perpinyà - Quilhan), que enllaça la capital del Rosselló amb Cases de Pena i Estagell, abans de sortir cap a la Fenolleda. Ofereix set serveis diaris en cada direcció de dilluns a dissabte.

- La línia 135 (Perpinyà - Salses), que comunica Perpinyà amb Pià, Clairà i Salses. Hi ha onze serveis diaris en cada direcció, tot i que alguns no fan el trajecte complet, de dilluns a dissabte.

- La línia 150 (Perpinyà - Lançac), que dins de Catalunya només uneix Perpinyà amb Estagell, i després surt cap a la Fenolleda. Ofereix dos serveis diaris en cada direcció, de dilluns a dissabte.

- La línia 200 (Perpinyà - Prada de Conflent), que discorre per totes les poblacions de la riba dreta de la Tet: el Soler, Sant Feliu d'Avall, Sant Feliu d'Amunt, Millars, Nefiac, Illa, Bulaternera, Rodès, Vinçà, Marqueixanes, Eus i Prada de Conflent. Vuit serveis diaris, a més, arriben, i surten, més enllà de Prada, de Vernet. Ofereix una vintena de serveis diaris, tot i que alguns no fan el trajecte sencer, de dilluns a dissabte. El diumenge hi ha dos serveis.

- La línia 210 (Perpinyà - Millars), uneix Perpinyà amb Cornellà de la Ribera i Millars. Té cinc serveis diaris en cada direcció de dilluns a dissabte, dos d'ells només entre Perpinyà i Cornellà de la Ribera.

- La línia 220 (Perpinyà - Corbera), discorre per la riba dreta de la Tet, des de Perpinyà, passant pel Soler, Sant Feliu d'Avall, Sant Feliu d'Amunt, Millars, Nefiac, Illa, Corbera la Cabana i arribant a Corbera. Ofereix set serveis diaris en cada direcció de dilluns a dissabte.

- La línia 221 (Perpinyà - Rebolhet), que se'n va cap a la Fenolleda passant per Illa, on va directament des de Perpinyà. Té tres serveis diaris en cada direcció de dilluns a dissabte.

- La línia 240 (Perpinyà - Vernet), que des de Perpinyà s'adreça directament a Prada, per després anar a Rià, Vilafranca de Conflent, Cornellà de Conflent, Vernet i, en un sol servei diari, Castell de Vernet. Existeixen nou serveis diaris (un només fins a Prada) en cada direcció, de dilluns a dissabte.

- La línia 260 (Perpinyà - Portè), que travessa part del Rosselló, tot el Conflent i tota la Cerdanya amb quatre serveix diaris en cada direcció, de dilluns a dissabte, amb dos serveix el diumenge. Des de Perpinyà va directament a Prada de Conflent, continua cap a Rià i Vilafranca de Conflent, i després té parada a Serdinyà, Oleta, Toès, Fontpedrosa, Fetges, Montlluís, Bolquera, Font-romeu, Èguet, Targasona, Angostrina, Vilanova de les Escaldes, Ur, Enveig, la Tor de Querol, la Cabanassa, Sallagosa, Er, Naüja, Osseja, la Guingueta d'Ix, altre cop Ur, Enveig i la Tor de Querol, Porta i Portè i Pimorent. Cal dir que és la combinació de dos trajectes, un d'especial per al bucle intern de la Cerdanya. Quatre serveis diaris en cada direcció de dilluns a dissabte són els que ofereix aquest servei.

- Les línies 300, 340, 341 i 342 (Perpinyà - Arles) ofereixen unes combinacions de serveis que enllacen Perpinyà amb Pollestres, Vilamulaca, Banyuls dels Aspres, el Voló, Sant Joan Pla de Corts, Morellàs, Ceret, Reiners, els Banys d'Arles i Arles amb setze serveis diaris (alguns d'ells de parcials) en cada direcció, de dilluns a dissabte, i només quatre el diumenge i dies de festa.

- La línia 301 (Perpinyà - el Pertús), uneix Perpinyà amb el Voló, les Cluses i el Pertús amb quatre serveis diaris en cada direcció de dilluns a dissabte.

- La línia 341 (Perpinyà - la Presta) ressegueix tot el Vallespir: des de Perpinyà, va cap a Ceret directament, des d'on surt cap a Reiners, els Banys d'Arles, Arles, Montferrer, altre cop Arles, el Tec, Prats de Molló i la Presta. Hi ha set serveis diaris en cada direcció de dilluns a dissabte, i tres més el diumenge i dies festius.

- La línia 342 (Perpinyà - Costoja) uneix la capital rossellonesa amb els pobles de Pollestres, Vilamulaca, Banyuls dels Aspres, el Voló, Sant Joan Pla de Corts, Ceret, Reiners, els Banys d'Arles, Arles, Montferrer, Arles altre cop, Sant Llorenç de Cerdans i Costoja amb tres serveis diaris de dilluns a dissabte i un de sol el diumenge i dies de festa.

- La línia 370 (Perpinyà - Banyuls dels Aspres), que uneix la capital rossellonesa amb Montescot, Brullà, Sant Joan la Cella i Banyuls dels Aspres. Dona quatre serveix diaris en cada direcció de dilluns a dissabte.

- La línia 380 (Perpinyà - Paçà), que des de Perpinyà va cap a Tuïr, Trullars, Vilamulaca, Trasserra i Paçà amb set serveis diaris en cada direcció de dilluns a dissabte.

- La línia 390 (Perpinyà - Forques uneix la capital de la Catalunya Nord amb el poble de Forques passant per Toluges, Tuïr, Santa Coloma de Tuïr, Terrats i Forques amb deu serveis diaris en cada direcció, més un altre que es queda a Tuïr, de dilluns a dissabte.

- La línia 400 (Perpinyà - Cervera de la Marenda, que des de Perpinyà va cap Elna directament, Argelers de la Marenda, Argelers Platja, Cotlliure, Portvendres, Banyuls de la Marenda i Cervera de la Marenda. Compta amb setze serveis diaris (bastants d'ells que no fan el trajecte complet), de dilluns a dissabte i un sol servei el diumenge i els dies de festa.

- La línia 411 (Perpinyà - Montesquiu d'Albera), que uneix aquestes dues poblacions passant només pel Voló. Ofereix sis serveis diaris en cada direcció de dilluns a dissabte.

- La línia 412 (Perpinyà - Sant Genís de Fontanes), passant per Elna, Argelers de la Marenda i Palau del Vidre amb sis serveis diaris en cada direcció de dilluns a dissabte.

- La línia 413 (Perpinyà - Vilallonga dels Monts), passant per Elna, Argelers de la Marenda, Palau del Vidre, Sant Andreu de Sureda, Sureda, la Roca d'Albera i Vilallonga dels Monts, amb cinc serveis diaris en cada direcció de dilluns a dissabte.

- La línia 420 (Perpinyà - Sant Cebrià Platja), que passa per Cabestany, Alenyà, Sant Cebrià de Rosselló i Sant Cebrià Platja, amb vuit serveis diaris en cada direcció de dilluns a dissabte.

- La línia 430 (Perpinyà - la Torre d'Elna), passant per Tesà, Cornellà del Bercol, Elna i la Torre d'Elna amb quatre serveis diaris en cada direcció de dilluns a dissabte.

- La línia 460 (Perpinyà - Brullà), passant per Pollestres, Bages de Rosselló, Ortafà i Brullà amb quatre serveis diaris en cada direcció de dilluns a dissabte.

D'altra banda, hi ha la Companyia de Transports Perpinyà - Mediterrània, que ofereix tot de línies que recorren tant la ciutat de Perpinyà com la Plana del Rosselló, enllaçant la ciutat amb molts dels pobles de la comarca:
- Les línies 2 i 4, anomenades estructurals, que, passant pel centre de la ciutat, uneixen l'est i l'oest i el nord i el sud, respectivament.

- Les línies 3, 5, 6, 8 i 11, anomenades majors, que uneixen els diversos barris de Perpinyà i, en el cas de la 6, s'estén als diversos sectors del terme de Canet de Rosselló: la vila, Canet Platja i Canet Sud.

- Les línies 7, 9, 9B, 10, 12, 13, 14, 15, 16, 17, 18 i 20, anomenades mitjanes, que enllacen Perpinyà amb els barris més allunyats del centre, com la 9B i la 18, i amb els principals pobles dels entorns de la ciutat, sovint travessant de punta a punta Perpinyà; moltes passen per l'Estació de Perpinyà: Paretstortes, l'Aeroport de la Llavanera i Cabestany (línia 7); Santa Maria la Mar, Vilallonga de la Salanca, i Bonpàs (línia 9); Baixàs, les clíniques del nord de la ciutat i Salelles (línia 10); Vingrau, Talteüll, Estagell, Cases de Pena, Espirà de l'Aglí i Ribesaltes (línia 12); el Barcarès, Sant Llorenç de la Salanca i Sant Hipòlit de la Salanca (línies 13 i 14, tot i que la 14 no arriba al Baarcarès); Torrelles de la Salanca, des del barri de la Platja, Bonpàs, Toluges i Cànoes (línia 15); el Vernet i Vilanova de Raó (línia 16); Pesillà de la Ribera, Vilanova de la Ribera, Baó, Sant Esteve del Monestir, el Soler i Sant Feliu d'Avall (línia 17); Pollestres (línia 20).

- Les línies 21, 27 i NSC, anomenades de proximitat, que van fins a poblacions més allunyades, com les zones industrials i comercials del nord de Perpinyà i Ribesaltes (línia 21); Llupià i la zona comercial del sud de la ciutat (línia 27), i la NSC, que duu als cementiris de la perifèria i al Centre penitenciari. Les línies 23, 24, 25, 26 i 32 no trepitgen el terme comunal de Perpinyà.

- Les línies 31, 34 i NitBus, anomenades especials, que enllacen polígons de la perifèria, a més de Cànoes i Toluges la 34 o la Ciutat universitària, en el cas de la nocturna.

- Les línies 32été i 36été, anomenades estivals, duen a Canet Platja i Cabestany (Médipole) els mesos estiuencs, en el cas de la primera, i al Barcarès i Sant Llorenç de la Salanca.

Finalment, a Perpinyà, a més, hi ha la línia d'autobusos-llançadora anomenats Ptit'bus, que discorren per l'interior del nucli urbà de la ciutat de Perpinyà.

### Ferrocarril

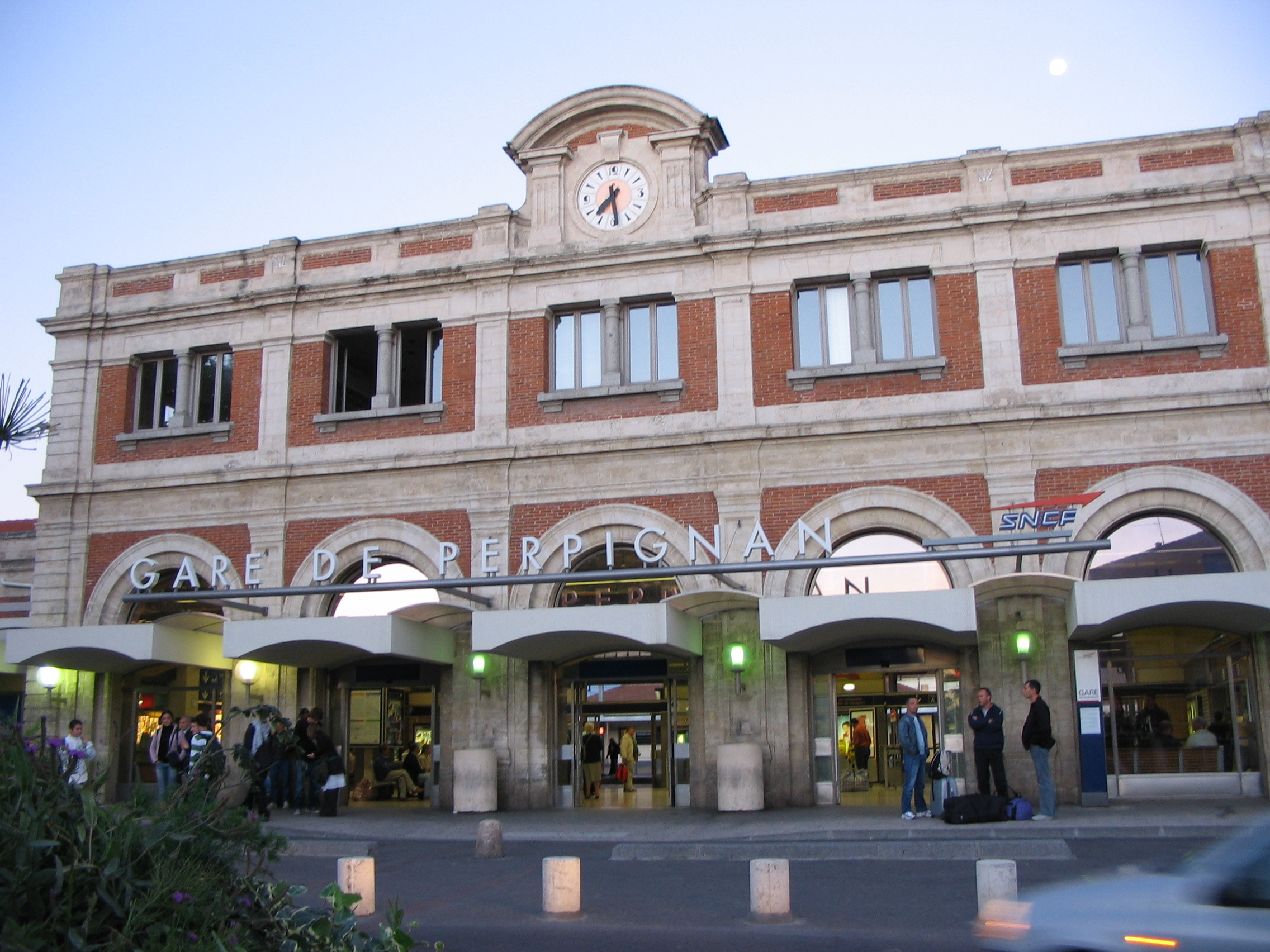
Estació de tren de Perpinyà

L'estació de Perpinyà és un nexe ferroviari que connecta totes les línies de tren de la Catalunya Nord, amb l'excepció del Tren Càtar de Ribesaltes. Concretament, l'Estació de Perpinyà, l'única estació ferroviària a la ciutat, serveix les línies següents: la línia 1, direcció Montpeller, Marsella i Avinyó; la línia 2, direcció Tolosa de Llenguadoc i Portbou; la línia 12, direcció Vilafranca de Conflent —i, per extensió, el Tren Groc. A més a més hi havien circulat els trens de llarg recorregut com el Talgo a Barcelona, València, Alacant i Cartagena; el Trenhotel entre Barcelona, Zúric i Milà; i els trens Corail amb destinacions a París, Estrasburg i Metz. Igualment disposa d'una línia de mercaderies fins a Tuïr. A més a més, ja compta amb la línia LAV Perpinyà-Figueres, amb la qual s'enllaça amb Barcelona a Alta Velocitat, així com també circulen els TGV a París i Brussel·les.

### Aire
A través de l'Aeroport, situat a Ribesaltes, al nord de Perpinyà, la ciutat connecta amb vols regulars amb Agadir, Birmingham, Brussel·les, Dublín, Leeds-Bradford, Lille, Londres, Marràqueix, Nantes i París-Orly.

### Altres
Perpinyà disposa d'un servei de bicicletes públiques (BIP).

### Els camins del terme
En el cas de Perpinyà, molts dels antics camins han estat parcialment, o total, afectats pel creixement urbà i per la construcció de la gran xarxa de carreteres que envolta el terme. Hi ha camins interns del terme comunal perpinyanenc, com ara el Camí de Bajoles, el de Castell Rosselló, el de Coma-serra, ja desaparegut, el de Fran Antoni, el de la Bassa Vella, el de la Colomina, el de la Creu de Montoliu, el de la Fossella, el de la Passió Vella, abans del Comte Ros, el del Mas del Comte, el de la Ribera (n'hi havia dos, però el de Castell Rosselló és desaparegut), el de la Torre dels Rocs, el del Cementiri Vell, el de les Arcades, el de les Carletes, el de les Costes, el de les Lloberes, el de les Passeres Roges, el de les Vinyes, el del Jaç, el del Mas Aragó, el del Mas Balanda, el del Mas Bresson, o del Mas dels Frares, el del Mas Cadena, el del Mas Codina, el del Mas Donat, el del Mas Ducup, el del Mas Guiter, el del Mas Joanola, el del Mas Llaró, o de les Lloberes, el del Mas Passamà, o del Mas d'en Serra, el del Mas Ribes, el del Mas Tallant, el del Parc Ducup, el del Pas d'en Pòlit (en part desaparegut), el del Pas de la Palla, el del Pou de Glaç, el del Pou de les Colobres, el del Puig de la Rosa, el del Sagrat Cor, el del Serrat d'en Vaquer, el dels Esplanassos, el dels Horts de Sant Jaume (en part urbanitzat, amb el carrer de Claude Bernard i el Curs Palmerola), el dels Horts de Sant Jaume -un altre-, antigament del Mas Llambí, el de Malloles, el de Negabous, el de Santa Bàrbara, el de Sant Galderic, els de Sant Roc (dos), el Camí Vell del Mas Llaró, la Rocada de Sant Carles, la Rocada Sud, la Ruta de Torremilà, la Travessa de Castell Rosselló i la Travessa de les Vinyes.
Les vies de comunicació que enllacen amb les viles i termes veïns són la Catalana (autopista), el Camí de Baó a Toluges, el de Bonpàs a Cabestany, el de Cabestany a Castell Rosselló, el de Cabestany al Mas Balanda, el Camí -o Ruta- de Cànoes, el Camí de Carlemany, el de Clairà, el Camí de Ferro (nom popular donat a les vies del ferrocarril), el del Crest, o de Bonpàs a Paretstortes, el de les Vinyes, des de Toluges, el de les Vinyes, des de Pià, el del Mas d'en Xabres, des de Toluges, el del Mas Ducup, també des de Toluges, el del Mas Llaró, des de Canet, el del Mas Tallant, abans del Mas Anglada de Bonpàs, el dels Vivers, antiga Travessa de Pià, el de Nyils, el de Paretstortes, el de Pesillà, abans, de Sant Esteve, el de Pià, el de Pollestres, el de Sant Esteve del Monestir al Vernet, el de Sant Esteve del Monestir a Paretstortes, el de Sant Nazari a Vilallonga, el de Torrelles, avui Ruta de Bonpàs, el de Torremilà, abans de Baixàs, el de Vilanova, abans del Mas Grenier, el Camí Fariner d'Orla, des de Pollestres, el Camí Fondo, o Vell de Bonpàs, el Camí Petit de Cànoes, el Camí Vell de Bages, o simplement Camí de Bages, el Vell de baixàs (l'actual avinguda del Camp), el Camí Vell de Pollestres, el Camí Vell de Ribesaltes, el Camí Vell de Sant Esteve, avui Camí dels Cinc Ponts, el Camí Vell de Vilanova, la Penetrant Sud-oest, la Penetrant Nord, la Quatre Veus, la Ruta de Bonpàs, la Ruta de Bonpàs al Vernet, la Ruta -abans, Camí- de Cabestany, la Ruta de Canet, la Ruta d'Elna, la Ruta de Narbona, la Ruta d'Espanya, la Ruta d'Estagell, la Ruta de Pià, abans Camí dels Enamorats, la Ruta de Prada, la Ruta de Tuïr, la Travessa de Bonpàs, la Travessa de Pià, o Camí de Sant Genís de Tanyeres, la Travessa de Pià i la Travessa de Sant Esteve.

## Activitats econòmiques
Perpinyà conserva una petita part de l'antiga activitat principal, l'agrícola, però s'ha convertit, des del darrer terç del segle xx, en una ciutat industrial, comercial i de serveis, activitats que ocupen la major part dels perpinyanencs i de bona part dels veïns dels pobles de la perifèria. Encara hi ha una important producció agrícola, a l'estil de la que es produeix al Riberal de la Tet, del qual Perpinyà constitueix l'extrem oriental. Més de mil hectàrees es dediquen encara a l'horta: enciams, escaroles i julivert són els productes que més s'hi apleguen, però també d'altres productes per abastir la venda directa als mercats perpinyanencs, mentre que els arbres fruiters (albercoquers, presseguers, pomers i perers) hi cobreixen unes 250 ha. La vinya és, també en el terme de Perpinyà, el principal conreu, amb poc més de dues mil hectàrees, la meitat de les quals es dediquen a vins dolços naturals de qualitat.
La indústria té un paper important, dins de l'activitat econòmica de Perpinyà, tot i que no és la més rellevant. Les activitats derivades del treball agrícola hi tenen una certa notabilitat: d'una banda, indústries d'embalatges per al transport de la fruita, i de l'altra, fàbriques lligades amb l'alimentació: conserveres, cooperatives vitivinícoles, fàbriques d'aperitius i de licors, de xocolata, etc. Entre les indústries no lligades amb l'alimentació destaquen les fàbriques de joguines, i completen la llista les fàbriques de paper i les relacionades amb la construcció.
Per tot això, s'han desenvolupat en el terme de Perpinyà algunes zones industrials de força extensió: la Zona Industrial Nord i l'Espai Polígon, a llevant de la carretera de Narbona, al nord del Vernet, supera el terme de Perpinyà i s'endinsa en els termes veïns de Pià, cap a l'est i nord-est, i Ribesaltes, cap al nord i nord-oest. D'altra banda, la Zona Industrial Sud s'estén al límit occidental del terme, entre Sant Carles Internacional, la Garrigola, Malloles i Orla. D'altres polígons més moderns, i més petits, s'han desenvolupat en diferents llocs de la perifèria de la ciutat: Tecnosud, a la carretera de Vilanova de Raó, Mas Balanda, a la carretera d'Elna, la Bergeria, a prop i a migdia de l'Aeroport de la Llavanera, a ponent del Vernet... Relacionades amb la vinya i el vi, cal destacar la Cava Cooperativa del Mas Llaró.
Les activitats d'arrel comercial ocupen actualment un lloc preeminent. La gran zona comercial de Sant Carles Internacional, nus de comunicacions i de transport, per carretera i per ferrocarril. A part, cal destacar la gran zona comercial de la Porta d'Espanya, al sud-oest de la ciutat, així com la que està encara en desenvolupament a l'extrem oriental del terme, al sud de Castell Rosselló.

## Història

### Llegendes de la creació de Perpinyà
Hi ha diverses llegendes que volen explicar la creació de la ciutat. Una explica que la fundació es deu a uns pastors de l'Albera que fugin d'un gran incendi a les seves muntanyes. Haurien donat el nom de Pyrepinia a la seva fundació, que tindria el significat de començament d'incendi en grec o fenici. L'altra llegenda parla de Pere Pinya, un pagès dels Cortals, a la Cerdanya, prop de Montlluís, que, cansat del clima fred del seu poble nadiu, vingué a buscar recer ran de la Tet, on hi ha un clima més temperat. Jacint Verdaguer en parla al seu Canigó.
Una altra versió fa venir el nom de la vila del d'un hostaler, Bernat Perpinyà, instal·lat a la plaça de les Cebes (actualment, de Josquin Després), prop de la primitiva Porta d'Elna, per on sortien bona part dels camins cap a l'est, sud i sud-est del Rosselló, dins del barri de Sant Joan. La seva casa tenia una pinya esculpida a la façana. S'ha pogut comprovar que la casa, ara desapareguda, havia existit, però era del segle xvi.

### Prehistòria
En el jaciment del Mas Bruno van ser trobades nombroses restes de ceràmica del Neolític.

### Edat antiga
Perpinyà estava poblada per tribus Ibers.
L'origen de la vila no és clar, però tot remet a una fundació romana, almenys pel que fa al nom: una colònia -explotació agrícola- romana, anomenada villa perpiniani, del nom propi llatí Perpinius, possiblement procedent de Ruscino. Cap a un centenar de jaciments amb presència de restes romanes al llarg i ample del terme comunal corroboren aquesta hipòtesi. Tot mena a pensar que l'origen de Perpinyà es deu, així, doncs, a una explotació agrícola que no va esdevenir població agrupada fins a època medieval. Dins de l'actual terme comunal de Perpinyà han estat trobades nombroses restes de ceràmica romana i fragments d'àmfores romanes, ibèriques, púniques i d'altres orígens, així com importants restes d'hàbitats romans, amb predomini de l'època republicana i de l'Alt Imperi, principalment de caràcter agrícola. Se n'han trobat per tot el terme, i alguns han estat destruïts per les noves vies de comunicació sobretot de l'entorn de ponent de la capital rossellonesa.

### Edat mitjana
Només a partir de l'edat mitjana, més especialment el segle x, la vila començà el seu veritable desenvolupament. Com que ja era la capital del comtat del Rosselló des d'aquella època, després de la decadència i abandonament de Ruscino, anà creixent en importància. Més endavant fins i tot va atraure el bisbe, resident a Elna, ciutat cap del bisbat. Al segle xi ja existia un pes i una moneda rossellonesa, cosa que demostra el pes de la vila i del comerç que s'hi generava. El text més vell que hi fa referència, de vers 950, és una venda de dos alous, en la terminació dels quals es llegeix de alio latere in ipso termino de villa Cabestagnio et de tertio latere in termino de villa Perpiniano. El 961, Ramon, comte de Roergue i marquès de Gòtia, parla d'aquest alou i el llega a Sant Pere de Rodes i a les catedrals d'Elna i Girona. Guasfred, comte d'Empúries-Rosselló, l'adquirí i el llegà al seu fill Gilbert, primer comte de Rosselló. Fou Gilbert qui instaurà la capitalitat de Perpinyà en el seu comtat.
La vila de Perpinyà s'originà, com molts pobles del Rosselló, en la cellera formada a l'entorn de l'església parroquial de Sant Joan Baptista i del seu cementiri. Aquesta cellera, tot i que va ser en bona part aterrada en construir la catedral actual, encara es pot reconèixer en part en el traçat urbà d'aquest sector de Perpinyà. El primer hospital de la ciutat, també dedicat a Sant Joan, era també a l'interior d'aquesta cellera, a l'angle oest i nord-oest de l'església de Sant Joan el Vell, mentre que a llevant seu es trobava l'antic Palau Comtal de Perpinyà, més tard Palau Episcopal.
El 1172, Perpinyà s'integrà a la Corona d'Aragó. Des del 1197, Perpinyà disposava d'una carta municipal que establia la seva organització. Els seus habitants gaudien de privilegis extensos, com el fet de poder elegir els cònsols, un per cada classe social. La vila adquirí en aquest procés la protecció d'una gran muralla defensiva.
Entre 1276 i 1344, Perpinyà arribà a la seva edat d'or; la vila s'integrà dins la Corona de Mallorca i es convertí en una de les tres ciutats més importants de la Corona (juntament amb Palma i Montpeller), la població i la superfície es quadrupliquen en menys d'un segle. És l'època dels grans tallers, de la catedral i del Castell Reial Palau dels Reis de Mallorca. El 1344 perd el seu estatut de capital per la reintegració del Regne de Mallorca a la Corona d'Aragó. Des del 1346 fou afectada fortament per la pesta negra i la ciutat no se'n recuperà. El 1415 fou seu de la Conferència de Perpinyà.
El 9 de maig del 1462, pel Tractat de Baiona, Joan II d'Aragó cedeix els comtats de Rosselló i Cerdanya, al rei francès Lluís XI, a canvi d'ajut militar per valor de 200.000 escuts per fer front a la Guerra Civil Catalana. El 1473 Pere de Rocabertí al capdavant d'un exèrcit, recuperà Perpinyà, que fou represa pels francesos el 10 de març de 1475.Des de 1479, Perpinyà entrava en una lògica militar, tancada en muralles poderoses que seran reforçades en totes les èpoques.

### Edat moderna

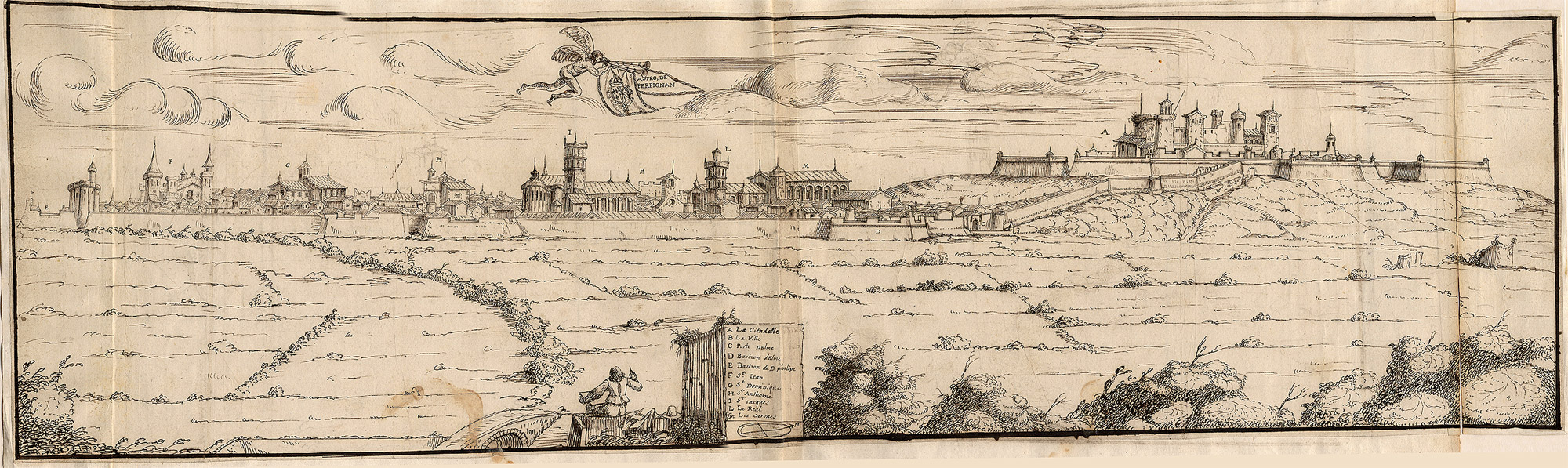
Perpinyà a l'edat moderna (1642)

Durant el segle xvi s'entaularen diferents guerres entre l'imperi de Carles V i el Regne de França per la preeminència a Europa. La quarta, la Guerra d'Itàlia, fou declarada per França conjuntament amb una aliança amb l'Imperi Otomà, Dinamarca i Suècia, i durant el seu transcurs les tropes imperials comandades pels capitans Cervellon i Machichaco resistiren el setge.
El delfí de França i futur rei Enric II, assetjà Perpinyà amb 40.000 homes fins que els defensors inutilitzaren l'artilleria francesa que atacava les muralles, i resistiren fins a l'arribada de l'exèrcit del Duc d'Alba, i el sometent aixecat a Catalunya, cosa que va provocar la retirada del delfí de França.

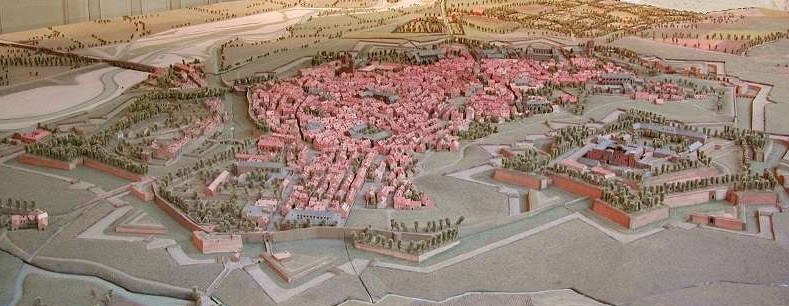
Maqueta de la Perpinyà del

Durant la Guerra dels Segadors Perpinyà fou ocupada per tropes franceses que comptaven amb el suport dels catalans revoltats el setembre de 1642. Després de la rendició de Barcelona davant el rei Felip IV el 1654, la Generalitat de Catalunya s'hi traslladà. La signatura del tractat dels Pirineus (1659) entre Lluís XIII i Felip IV comportà l'annexió de la ciutat i la resta de la Catalunya del Nord a la corona francesa. El 1660 la Generalitat fou suprimida per la monarquia francesa.
Durant la Guerra de Successió (1705 - 1714), la Ciutadella de Perpinyà, que tenia Hospital Militar, fou un dels indrets clau en l'organització dels exèrcits borbònics que hi intervingueren, tant en la guerra a tot Catalunya (principalment a Girona, Olot, Camprodon, Puigcerdà i tot el sector nord de la Catalunya Sud), com en l'organització i abastiment dels destacaments creats per a la defensa dels castells de Roses, Girona i Bellver de Cerdanya, pràcticament tota la guerra en mans de l'exèrcit francès.

### Edat contemporània
Amb la creació del departament de Pirineus Orientals, poc després de la Revolució Francesa (4 de març de 1790), Perpinyà es convertí en la capital del departament. Malgrat el seu estatut de capital provincial (i després departamental), seu d'una intendència i d'un Consell Sobirà, Perpinyà vegetava: la ciutat del començament del segle xix era més o menys la mateixa que al segle xiv. S'enderrocaren les muralles al començament del segle xx, i la ciutat s'estengué sobre la plana del Rosselló. La seva aglomeració concentra avui la majoria dels habitants del departament. D'uns anys ençà, la ciutat sembla trobar un cert dinamisme, entre altres gràcies a l'acostament entre les autoritats locals i la Generalitat de Catalunya. A més, la construcció del Théatre de l'Archipel, del cèlebre arquitecte Jean Nouvel, hi hauria d'atreure nombrosos nouvinguts.

## Demografia

### Demografia antiga
La població està expressada en nombre de focs (f) o d'habitants (h)
| 2.675 f | 3.346 f | 2.717 f | 3.653 f | 1.720 f | 2.717 f | 1.755 f | 1.850 f | 15.000 h | 13.365 h | 2.390 f |

Font: Pélissier 1986

### Demografia contemporània
| Evolució de la població |        |        |        |        |        |        |        |        |
| 1793                    | 1800   | 1806   | 1821   | 1831   | 1836   | 1841   | 1846   | 1851   |
| 9.134                   | 10.415 | 12.499 | 14.864 | 17.114 | 17.618 | 20.792 | 22.706 | 21.783 |

| 1856   | 1861   | 1866   | 1872   | 1876   | 1881   | 1886   | 1891   | 1896   |
| ------ | ------ | ------ | ------ | ------ | ------ | ------ | ------ | ------ |
| 23.301 | 23.462 | 25.264 | 27.378 | 28.353 | 31.735 | 34.183 | 33.878 | 35.088 |

| 1901   | 1906   | 1911   | 1921   | 1926   | 1931   | 1936   | 1946   | 1954   |
| ------ | ------ | ------ | ------ | ------ | ------ | ------ | ------ | ------ |
| 36.157 | 38.898 | 39.510 | 53.742 | 68.835 | 73.962 | 72.207 | 74.984 | 70.051 |

| 1962   | 1968    | 1975    | 1982    | 1990    | 1999    | 2006    | 2008    | 2011    |
| ------ | ------- | ------- | ------- | ------- | ------- | ------- | ------- | ------- |
| 83.025 | 102.191 | 106.426 | 111.669 | 105.983 | 105.115 | 115.326 | 116.676 | 118.238 |

| 2013    | 2016    | 2018    |
| ------- | ------- | ------- |
| 120.959 | 121.875 | 119.188 |

Fonts: Ldh/EHESS/Cassini fins al 1999, després INSEE a partir deL 2004

### Evolució de la població

Població 1962-2008

## Administració i política

### Batlles[60]
| Període                                           | Nom                                                                                | Opció política      | Comentaris |
| ------------------------------------------------- | ---------------------------------------------------------------------------------- | ------------------- | ---------- |
| 19 de febrer del 1790 - 2 de gener del 1791       | Pierre d'Aguilar                                                                   |                     | Militar    |
| 2 de gener del 1791 - 16 de setembre del 1792     | Joseph Guiter                                                                      |                     |            |
| 16 de setembre del 1792 - 3 de desembre del 1792  | François-Xavier de Llucia                                                          |                     | Magistrat  |
| 3 de desembre del 1792 - 27 d'octubre del 1793    | Bonaventure Vaquer                                                                 |                     |            |
| 27 d'octubre del 1793 - 25 de gener del 1794      | Valérius Parizot                                                                   |                     |            |
| 25 de gener del 1794 - 7 de juliol del 1795       | Pons – Cantagrill                                                                  |                     |            |
| 7 de juliol del 1795 - 21 d'octubre del 1795      | François Roger                                                                     |                     |            |
| 21 d'octubre del 1795 - 10 de desembre del 1804   | Jean-Baptiste Duchalmeau                                                           |                     |            |
| 10 de desembre del 1804 - 29 de setembre del 1806 | François-Joseph Bertrand                                                           |                     | Militar    |
| 29 de setembre del 1806 - 4 de maig del 1807      | Jean Amanrich                                                                      |                     |            |
| 4 de maig del 1807 - 8 de maig del 1809           | François-Joseph Bertrand                                                           |                     | Militar    |
| 8 de maig del 1809 - 6 de setembre del 1809       | Jean Amanrich                                                                      |                     |            |
| 6 de setembre del 1809 - 27 de maig del 1813      | Bernard Arnaud                                                                     |                     |            |
| 27 de maig del 1813 - 4 d'agost del 1815          | Jean Delhom-Ripoll                                                                 |                     |            |
| 4 d'agost del 1815 - 28 de desembre del 1819      | Jean Méric                                                                         |                     |            |
| 28 de desembre del 1819 - 28 d'agost del 1827     | Joseph Després                                                                     | Monàrquic moderat   | Magistrat  |
| 28 d'agost del 1827 - 31 d'agost del 1830         | André Grosset                                                                      |                     |            |
| 31 d'agost del 1830 - 8 de març del 1831          | Eugène Boudon Lacombe de Saint-Michel                                              |                     |            |
| 8 de març del 1831 - 16 de novembre del 1831      | Pancou-Lavigne, Justin Durand, Théodore Guiter i Henri Delcros batlles concorrents |                     |            |
| 16 de novembre del 1831 - 3 de juliol del 1835    | Alexis Sèbe                                                                        |                     | Coronel    |
| 3 de juliol del 1835 - 25 de juny del 1837        | Laurent Astruc                                                                     |                     |            |
| 25 de juny del 1837 - 20 de juny del 1841         | Augustin Pons                                                                      |                     | Coronel    |
| 20 de juny del 1841 - 4 de setembre del 1846      | Raymond Guiraud de Saint-Marsal                                                    |                     | Coronel    |
| 4 de setembre del 1846 - 5 de març del 1848       | André Ribeill                                                                      |                     |            |
| 5 de març del 1848 - 22 d'agost del 1848          | Hippolyte Picas                                                                    |                     |            |
| 22 d'agost del 1848 - 4 d'agost del 1852          | Auguste Lloubes                                                                    |                     |            |
| 4 d'agost del 1852 - 26 de juny del 1855          | Joseph Aragon                                                                      |                     |            |
| 26 de juny del 1855 - 26 de febrer del 1862       | Étienne Jouy d'Arnaud                                                              |                     |            |
| 26 de febrer del 1862 - 6 d'agost del 1863        | Justin Durand                                                                      |                     |            |
| 6 d'agost del 1863 - 7 de novembre del 1868       | François Passama                                                                   |                     |            |
| 7 de novembre del 1868 - 11 de setembre del 1870  | Joseph Tournal (batlle en funcions)                                                |                     |            |
| 11 de setembre del 1870 - 30 de gener del 1874    | Lazare Escarguel                                                                   |                     |            |
| 30 de gener del 1874 - 7 de juliol del 1876       | Joseph Tournal                                                                     |                     |            |
| 7 de juliol del 1876 - 16 de gener del 1881       | Paulin Testory                                                                     |                     |            |
| 16 de gener del 1881 - 29 de desembre del 1882    | Jean Mercadier                                                                     |                     |            |
| 29 de desembre del 1882 - 20 de maig del 1888     | Alphonse Simon                                                                     |                     |            |
| 20 de maig del 1888 - 19 d'agost del 1888         | César Drogart                                                                      |                     |            |
| 19 d'agost del 1888 - 16 de febrer del 1890       | Thomas Amadis                                                                      |                     |            |
| 16 de febrer del 1890 - 15 de maig del 1892       | Elie Delcros                                                                       |                     |            |
| 15 de maig del 1892 - 28 d'abril del 1894         | Joseph Galté                                                                       |                     |            |
| 28 d'abril del 1894 - 17 de maig del 1896         | Eugène Bardou                                                                      |                     |            |
| 17 de maig del 1896 - 1 de maig del 1904          | Louis Caulas                                                                       | Radical             |            |
| 1 de maig del 1904 - 25 d'octubre del 1907        | Eugène Sauvy                                                                       |                     |            |
| 25 d'octubre del 1907 - 25 de juliol del 1910     | Édouard Tarrène                                                                    |                     |            |
| 25 de juliol del 1910 - 17 de maig del 1911       | Edmond Benoit                                                                      |                     |            |
| 17 de maig del 1911 - 19 de maig del 1912         | Léon Nérel                                                                         |                     |            |
| 19 de maig del 1912 - 19 de maig del 1929         | Joseph Denis                                                                       | Radical             |            |
| 19 de maig del 1929 - 19 de maig del 1935         | Victor Dalbiez                                                                     |                     |            |
| 19 de maig del 1935 - 30 de juny del 1937         | Jean Payra                                                                         | SFIO                |            |
| 30 de juny del 1937 - 1 de desembre del 1940      | Laurent Baudru                                                                     | SFIO                |            |
| 1 de desembre del 1940 - 4 de març del 1941       | Antoine Castillon                                                                  |                     |            |
| 4 de març del 1941 - 19 d'agost del 1944          | Ferdinand Coudray                                                                  |                     |            |
| 19 d'agost del 1944 - 15 d'abril del 1949         | Félix Mercader                                                                     | SFIO                |            |
| 15 d'abril del 1949 - 20 de novembre del 1959     | Félix Depardon                                                                     | SFIO                |            |
| 20 de novembre del 1959 - 16 de juny del 1993     | Paul Alduy                                                                         | SFIO > PS > UDF-PSD |            |
| 16 de juny del 1993 - 22 d'octubre del 2009       | Jean-Paul Alduy                                                                    | UDF-PSD > UMP       |            |
| 22 d'octubre del 2009 - 3 de juliol del 2020      | Jean-Marc Pujol                                                                    | UMP                 |            |
| 3 de juliol del 2020 - Moment actual              | Louis Aliot                                                                        | RN                  |            |

Logotip cultural del consistori

Després de descobrir que un oficial amagava alguns vots dins el mitjó —l'anomenat afer del mitjó— el tribunal administratiu de Montpeller decidí el 7 d'octubre del 2008 anul·lar l'elecció de març del 2008. Jean-Paul Alduy va apel·lar al Consell d'Estat de França, i el veredicte final fou publicat l'abril del 2009.

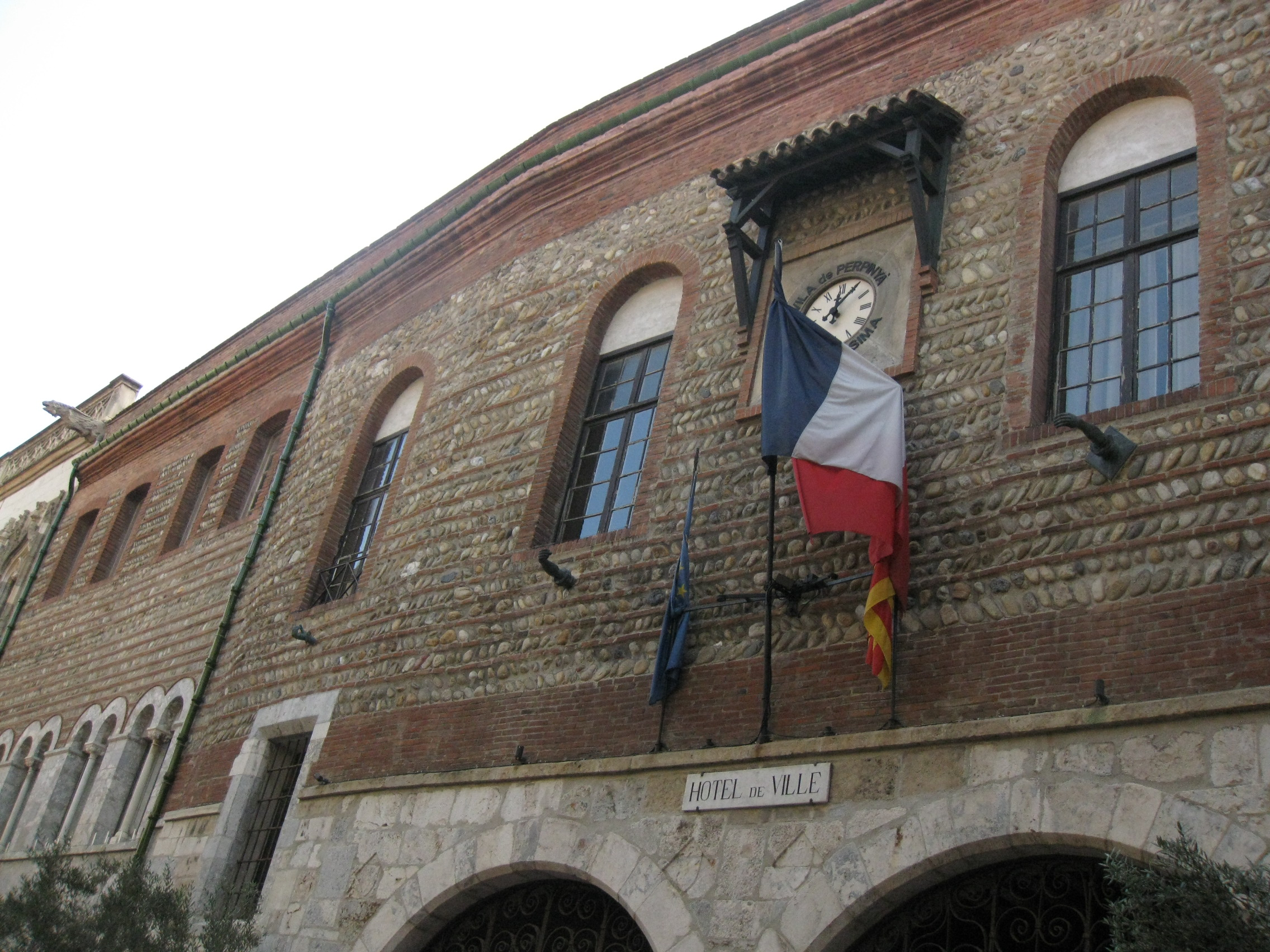
Casa de la Vila de Perpinyà

### Legislatura 2014 - 2020

#### Batlle
- Jean-Marc Pujol, President de la comunitat de municipis Perpinyà Mediterrània.

#### Adjunts al batlle[61]
- 1r: Romain Grau, encarregat de Finances i Administració
- 2a: Chantal Bruzi, encarregada de Seguretat pública, prevenció i membre de les Comissions consultives departamentals i comunals de Seguretat i d'accessibilitat
- 3r: Pierre Parrat, encarregat d'Urbanisme i ordenació, Proximitat
- 4a: Nathalie Beaufils, encarregada d'Educació i Restauració col·lectiva
- 5è: Olivier Amiel, encarregat de Política de ciutat, Política d'allotjament, Operacions públiques, Accions públiques (lluita contra l'habitatge indigne, reallotjament), Renovació urbana, Gestió urbana de proximitat i Acció cultural i esportiva als barris
- 6a: Fatima Dahine, encarregada d'Esports i Relacions amb l'Oficina Pública Hàbitat Perpinyà Mediterrània
- 7è: Michel Pinell, encarregat de Cultura i Mediació cultural
- 8a: Danièle Pages, encarregada de Recursos humans
- 9è: Richard Puly-Belli, Adjunt de barri de territori de Perpinyà nord
- 10a: Isabelle De Noell Marchesan, Adjunta de barri de territori de Perpinyà sud
- 11è: Mohamed Iaouadan, Predi, encarregat d'Afers jurídics i contenciosos i d'Assegurances
- 12a: Chantal Gombert, Adjunta de barri de territori de Perpinyà oest
- 13è: Alain Geghart, encarregat de Netedat urbana
- 14a: Suzy Simon-Nicaise, encarregada de Comandes públiques, Parc automòbil, Magatzem central, Relació amb les associacions, Subvencions, Repatriats, Antics combatents, Gestió del patrimoni immobiliari de la ciutat i Préstecs i posades a disposició de material de la ciutat a tercers
- 15a: Marie-Thérèse Sanchez-Schmid, encarregada de Finançaments Europeus, Política d'igualtat i d'accés als drets
- 16a: Joëlle Anglade, Adjunta de barri de territori de Perpinyà est
- 17è: Stéphane Ruel, encarregat de Comerç sedentari i no sedentari, Artesania i Acció d'ajuda al comerç, Gestió del domini públic, Afixació de cartells, Publicitat. Membre de la Comissió departamental d'ordenació en l'àmbit comercial i encarregat de Relacions amb la CCI i la Cambra d'Oficis
- 18a: Caroline Sirere-Ferriere, Adjunta de barri de territori de Perpinyà centre
- 19è: Brice Lafontaine, encarregat d'Afers catalans i de Cooperació transfronterera
- 20a: Christine Gavalda-Moulenat, encarregada d'Adolescència i joventut, Centres socials i Eleccions.

#### Consellers municipals
- De la candidatura de govern:
  - Marcel Zidani, encarregat de Congressos, Exposicions i Fires i salons
  - Nicole Amouroux, encarregada de Netedat Urbana i Embelliment de l'entorn de vida
  - Michelle Fabre, encarregada de Petita infància i SIST
  - Jean-Joseph Calvo, encarregat d'Artesania, Afixació de cartells publicitaris i Ordenació
  - Francine Enrique, encarregada de Lluita contra la discriminació
  - Dominique Schemla, encarregat de Sostenibilitat i Medi Ambient
  - Josiane Cabanas, encarregada de Patrimoni històric, Excavacions arqueològiques, UTL, Homenatges i Arxiu
  - Véronique Auriol-Vial, encarregada d'Accions a la façana i PSMV
  - Brigitte Puiggali, encarregada de Cohesió social i de relacions amb CCAS i l'Hospital
  - Jean-Michel Henric, encarregat de Mobilitat, Disminució i accessibilitat
  - Bernard Lamoihe, encarregat d'Estat Civil, Estudis, Demografia, empadronament i Cementiris
  - Olivier Sales, encarregat d'Agricultura, Viticultura, relacions amb la Cambra Agrária, Hidràulica i Canals
  - Laurent Gauze, encarregat de Coordinació en les relacions de la ciutat i PMCA sobre els projectes de desenvolupament econòmic
  - Pierre-Olivier Barbe, encarregat de l'Oficina de Turisme, Promoció de la Ciutat i Animació de la Ciutat
  - Virginie Barre, encarregada de l'Embelliment de l'entorn, Català a les escoles i Proximitat en el barri del centre
  - Charles Pons, DRH
  - Yves Guizard, encarregat d'Animació del patrimoni, seguiment de les adquisicions patrimoni històric i classificació UNESCO
  - Annabelle Brunet, encarregada de la Universitat
  - Christelle Poloni, encarregada de Salut, contracte local de salut, Higiene i salubritat
  - Jérôme Florido, encarregat de Comerç, GDP, CDAC, relacions amb la CCI i Cambra d'oficis
  - Carine Commes, encarregada d'Educació i Restauració col·lectiva
  - Nicolas Requesens, encarregat de Via pública i espai públic.
- De l'oposició:
  - Anne-Marie Rappelin
  - Bruno Lemaire
  - Jean-Claude Pinget
  - Marie-Thérèse Costa-Fesenbeck
  - Clotilde Font
  - Mohamed Bellebou
  - Catherine Pujol
  - Claudine Mizera-Fuentes
  - Louis Aliot
  - Xavier Baudry
  - Bénédicte Marchand
  - Alexandre Bolo.

### Agermanaments
L'Oficina Municipal de Relacions Internacionals s'encarrega dels intercanvis amb les col·lectivitats territorials exteriors. El 1987 va signar el primer conveni d'amistat cultural amb la Generalitat de Catalunya, que s'ha anat estenent a altres convenis transfronterers.
| - Agermanaments: - Hannover (Alemanya), 1960. - Lancaster (Anglaterra), 1962. - Lake-Charles (Louisiana, els Estats Units), 1991. - Sarasota (Florida, els Estats Units), 1995. | - Convenis d'amistat: - Girona (Gironès), 8 d'abril del 1988. - Barcelona (Barcelonès), 1994. - Figueres (Alt Empordà), 1996. - Tir (Líban), 1997. - Maalot-Tarxiha (Israel), 1998. - Lleida (Segrià), 2000. - Tavira (Portugal), 2001. |

## Cultura

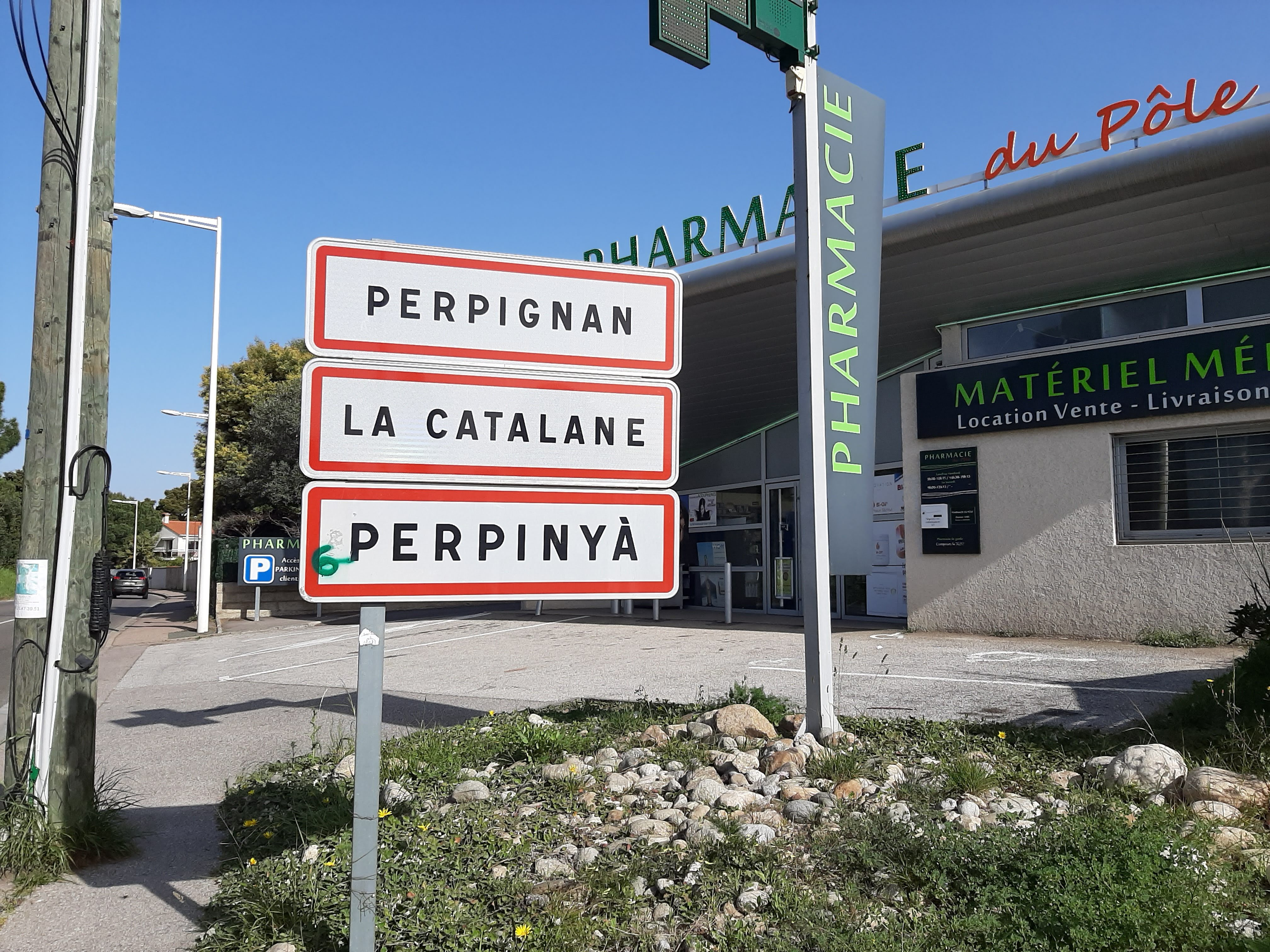
Rètol a l'entrada de Perpinyà.

L'any 2008 Perpinyà va ésser Capital de la Cultura Catalana.
Des de 1989 cada setembre hi té lloc el festival internacional de fotoperiodisme Visa pour l'Image.

### Perpinyà, la Catalana
Si bé el lema de la ciutat va ser canviat en 2021 a Perpignan, la rayonnante (la radiant). L'anterior lema de Perpinyà, Perpinyà, la Catalana, es continua reflectint en algunes de les institucions més actives en el moment actual quant a la llengua i cultura catalanes:
- El Casal de Perpinyà[65] - Centre Cultural Català - Casal Jaume I, situat en el número 23 de l'avinguda del Liceu, pràcticament davant del Liceu Francesc Aragó. Ofereix una constant d'activitats culturals de tota mena: cursos de llengua catalana, activitats d'entitats de diferents menes, com la Carxofa (Associació per al manteniment de l'agricultura pagesa), centre de reunió d'entitats diverses, cíviques, polítiques, etc, de caràcter catalanista, la secció Descobrir el país, una botiga de productes catalans...
- La Llibreria Catalana, petita llibreria[66] especialitzada en llibres catalans per llengua o per contingut, situada en el número 7 de la plaça de Joan Payra, organitza regularment activitats culturals que es fan a la mateixa llibreria: presentació de llibres, fòrums literaris, recitals musicals de petit format...
- Ràdio Arrels,[67] l'única emissora radiofònica de la Catalunya Nord que emet íntegrament en català. Té la seu en el número 46 del carrer dels Agustins, ran de la Plaça dels Peluts. Emet en el 95.0 de la FM al Rosselló, en el 88,2 al Vallespir, en el 95,5 al Conflent i en el 93,1 al Capcir i a la Cerdanya. Fou creada el 1981 i compta actualment sis assalariats i una vintena de voluntaris. Pertany a l'Associació Cultural Arrels.
- Òmnium Cultural[68] Nord. Té la seu en el Casal de Perpinyà i s'encarrega, entre altres activitats, de l'organització dels cursos de llengua catalana.
- Agasalla,[69] associació juvenil de la Catalunya Nord, lligat al Casal de Perpinyà.
- Fem feina. Agrupació d'empresaris de la Catalunya Nord. Promouen l'etiqueta Produït a la Catalunya Nord per als seus productes, així com el seu etiquetatge en català o en català i francès.
- SEM Catalunya Nord, entitat[70] per a evitar de perdre competències davant del fet de l'allunyament de Perpinyà dels centres de poder amb la creació de la nova regió administrativa francesa que engloba la Catalunya Nord, amb capital a Tolosa de Llenguadoc, que no inclou el terme català en el seu nom oficial i que preveu un buidat important de competències dels departaments francesos actuals.
- Gran Orient de Catalunya. Organització maçònica[71] amb tres lògies a Perpinyà, que publica la resvista Sant Joan i Barres.

### Universitat de Perpinyà
La Universitat de Perpinyà Via Domícia és la institució educativa de màxim nivell a la ciutat. En una primera etapa, va ser creada el 1349 pel rei Pere el Cerimoniós. L'actual universitat va ésser creada el 1971 com a centre universitari i es va fer universitat plenament el 1979. La major part de la universitat es troba agrupada a l'avinguda de Paul Alduy, al costat de ponent del barri del Molí de Vent, però té un espai, anomenat Site Percier, al barri de Sant Galderic, prop dels liceus Pablo Picasso i Charles Blanc. És al carrer de Charles Percier, prop de la cruïlla amb el de Pierre Puget.
Inclou una secció exclusivament catalana i és seu, a la Catalunya Nord, de l'IEC i l'Institut Vives.

### Biblioteques de Perpinyà
Perpinyà compta amb dues grans biblioteques, la municipal i la universitària.
- La Biblioteca Municipal, antiga Biblioteca de la Vila de Perpinyà, després Biblioteca de l'Escola Central, després Biblioteca Departamental, i des del 1804 Biblioteca Municipal (actualment denominada Mediateca Central. Està situada en el carrer d'Émile Zola (antic carrer de Sant Salvador), número 15, del barri de Sant Joan. En l'actualitat compta amb tres subseus: la Baranda, al Vernet Mitjà, la Bernard-Nicolau, al Vernet Mitjà, i la Jean d'Ormesson, al Molí de Vent.
- Les Biblioteques Universitàries perpinyanenques són, en realitat, dues: la de Lletres i Dret i la de Ciències. Totes dues són dins del recinte de la Universitat de Perpinyà - Via Domícia.

### Museus i galeries d'art
- À Cent Metres Du Centre Du Monde

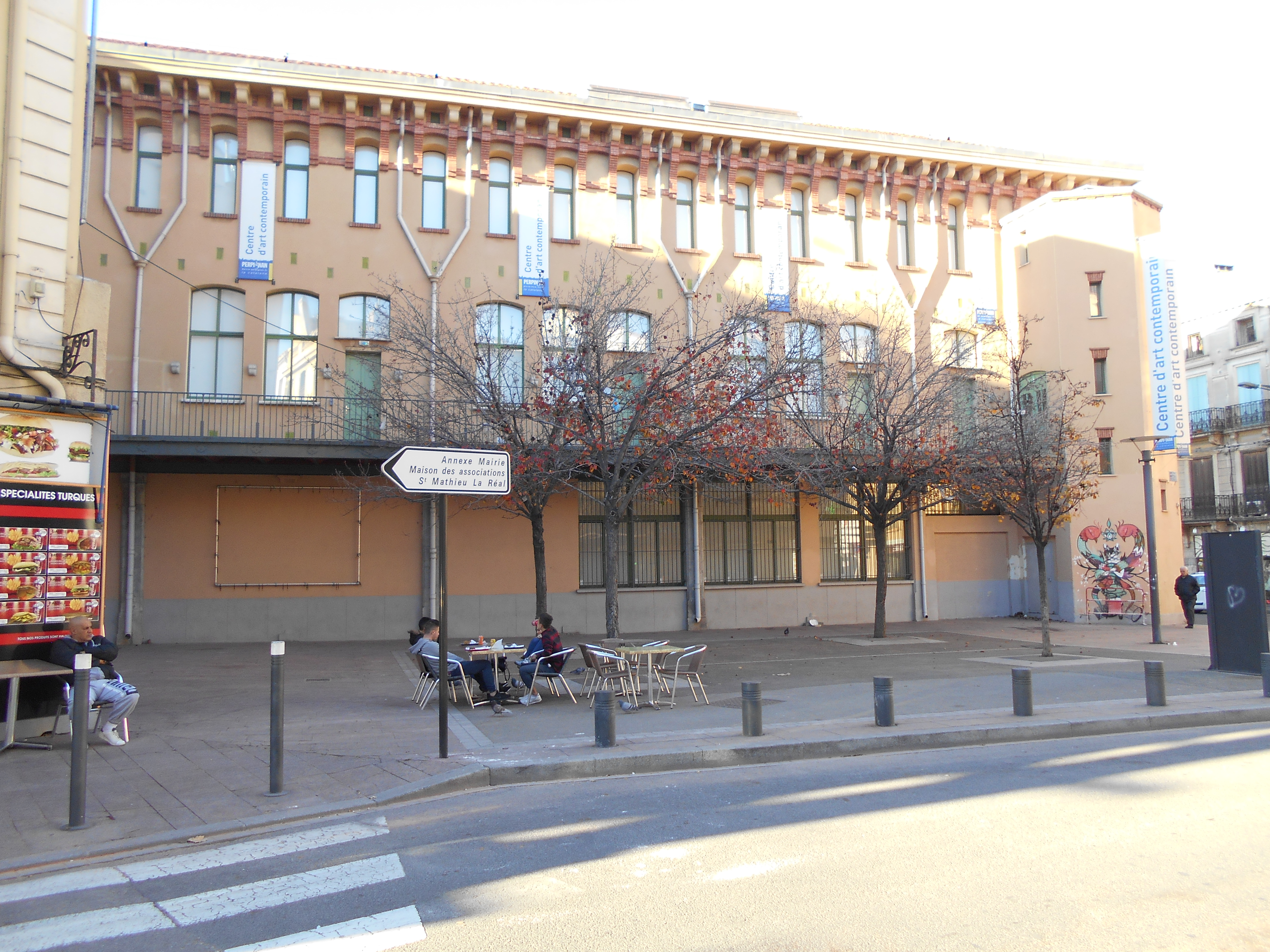
El Centre Contemporani d'Art Walter Benjamin

- Centre d'Art Contemporani Walter Benjamin
- Museu Català de les Arts i Tradicions Populars, Casa Pairal, al Castellet
- Museu de les monedes i medalles Josep Puig
- Museu d'Història Natural de Perpinyà
- Museu d'Art Jacint Rigau
- Museu de l'Aviació de Perpinyà

### Cultura popular i tradicional
- Gegants. A Perpinyà hi ha els gegants que representen les figures de Jaume II de Mallorca o d'Esclarmonda de Foix i de Cardona, a més d'un gegantó amb corona de príncep que els acompanya.
- Esbarts. L'any 1955 es crea el Ballet Folklorique Catalan Joventut.
- Castellers. A Perpinyà s'hi han realitzat moltes actuacions castelleres. El castell més gran i important construït a la ciutat és el 3 de 9 amb folre, fet pels Minyons de Terrassa el 27 de juny del 1998.
- Diables. Grup de Dimonis de Perpinyà.

- Jaume II de Mallorca
- Esclarmonda de Foix i de Cardona
- El gegantó de Perpinyà

## Monuments

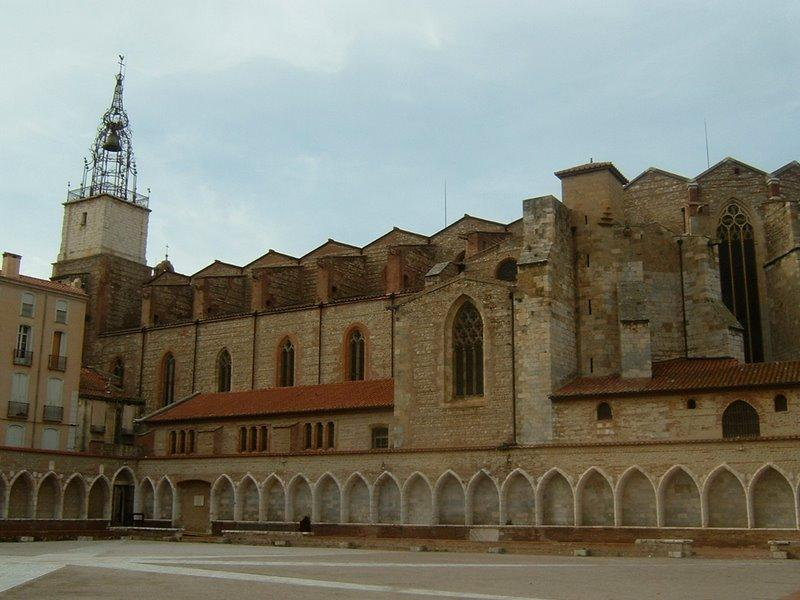
La catedral de Sant Joan Baptista, des del claustre - cementiri del Campo Santo

### Monuments religiosos
- La catedral de Perpinyà
- El claustre - cementiri de Sant Joan, conegut amb l'italianisme de "Campo Santo"
- L'església de Sant Joan el Vell
- L'església de Sant Jaume
- L'església de Nostra Senyora la Real
- L'església de Sant Mateu
- El convent dels Dominicans
- El convent dels Carmelites, anomenat els Carmes
- El convent dels Mínims
- El convent de les Clarisses

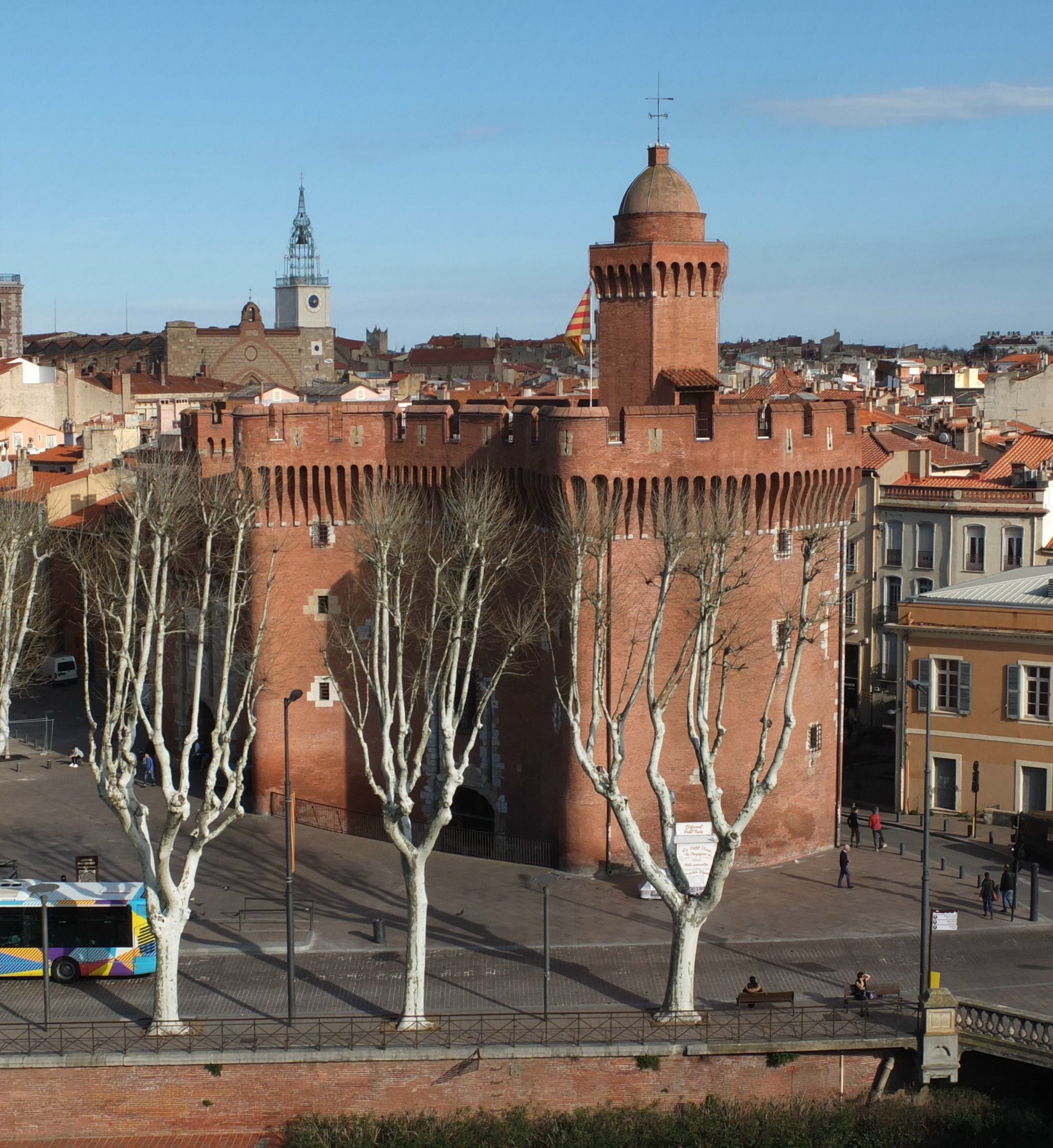
El Castellet

- Les restes del convent dels Franciscans.

### Monuments civils
- El Castellet, antiga presó, avui museu català de les arts i les tradicions populars.
- El Palau dels Reis de Mallorca.
- La Llotja de Mar (primer tribunal marítim del món).

- L'Ajuntament. Es va construir al segle xiii i ampliat al XV.[72] El pati interior renaixentista és porticat i unes reixes de ferro forjat tanca l'accés. Dins el pati hi ha l'escultura en bronze de Maillol "La Mediterrània". A l'interior, la sala de matrimonis té un enteixinat del segle xv. A la façana, de còdols, podem destacar tres braços de bronze.[73]

- El Palau de la Diputació. Va ser construït el 1454[74] a l'anomenada plaça del Pa per a ser la seu al Rosselló de la representació permanent de la Diputació del General o Generalitat. L'arquitecte va ser Marc Safont, que havia participat en la construcció del Palau de la Generalitat de Catalunya. L'edifici, a partir de 1659 va ser ocupat, primer pel consell sobirà del Rosselló i més tard pel Palau de Justícia; el 1866 es va integrar a l'ajuntament. Pel que fa a l'exterior, l'edifici és de pedra tallada[75] amb finestres trilobulades que reposen sobre columnetes de capitells amb motius de fullatge.[76]
- Casa Julià. D'estil gòtic català, és una de les poques cases medievals que hi ha a Perpinyà.
- El Teatre l'Arxipèlag.

- La Llotja de Mar
- Palau de la Diputació

### Altres elements d'interès
- Plaça de la Llotja (en francès Place de la Loge): és el centre d'animació de la ciutat. Està adornada amb una Venus de Maillol[77] i a la plaça desemboca el carrer de la Llotja (en francès rue de la Loge), carrer empedrat amb marbre rosa.

En aquesta plaça es troba la Llotja de Mar, el Palau de la Diputació i l'Ajuntament.
- Plaça François Arago: situada devora La Bassa, afluent del riu Tet, està envoltada de palmeres i magnòlies. S'hi troba una estàtua de Francesc Joan Domènec Aragó (1786-1853) natural d'Estagell (districte de Perpinyà).[78]
- Promenade des Platanes: és un passeig ombrejat per grans plàtans i algunes palmeres en els camins laterals.[79] Va ser construïda durant el Primer Imperi Francès (1804-1814) per tal d'oferir als perpinyanesos un lloc d'esbarjo fora de les muralles.[80]

## Personatges cèlebres
- Llista d'alcaldes de Perpinyà

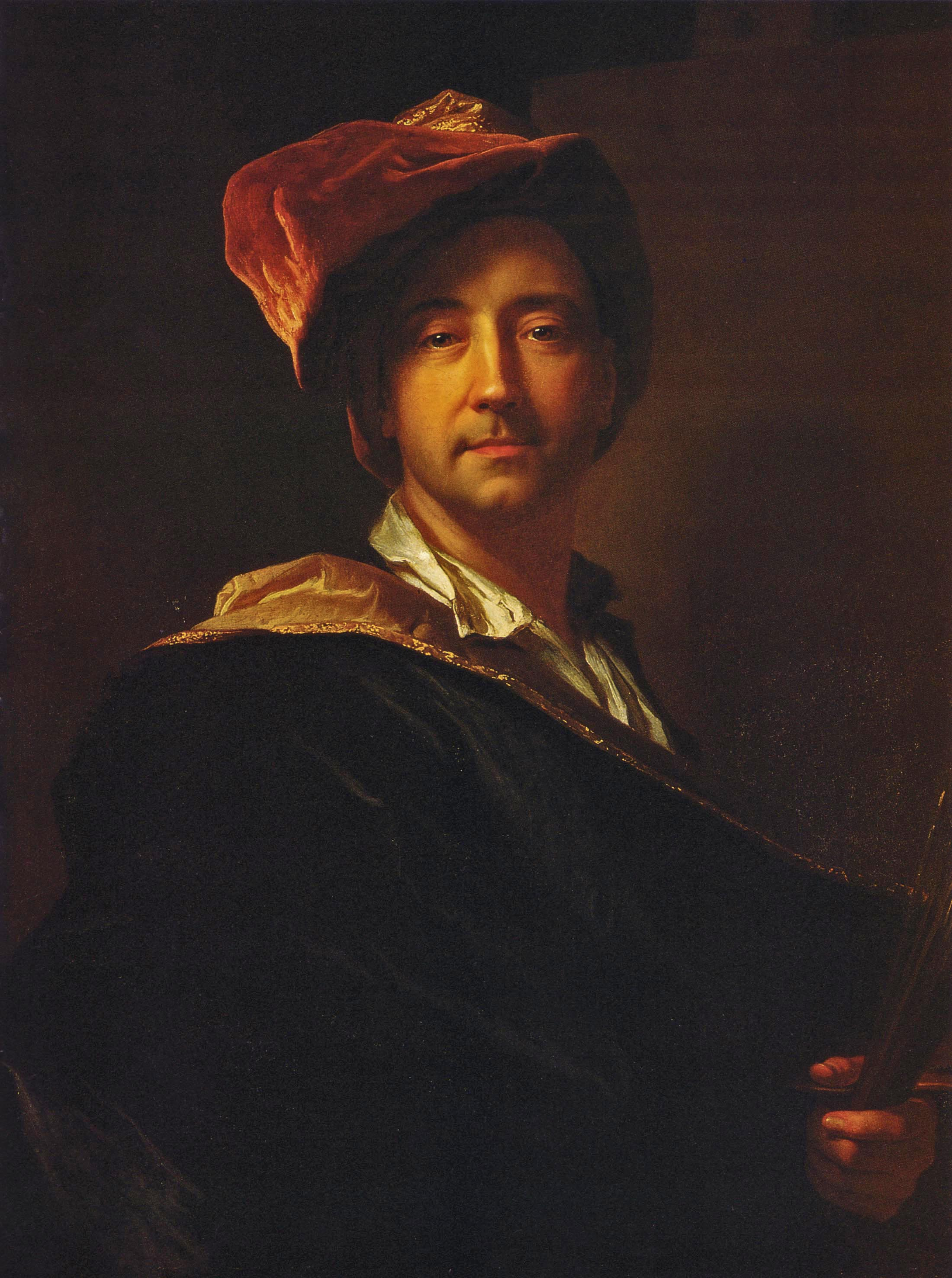
Autoretrat de Jacint Rigau, 1698, Museu Rigaud, Perpinyà

- Joan I el Caçador (1350 - 1396). Rei de Catalunya-Aragó
- Martí l'Humà (1356 - 1410), sobirà de Catalunya-Aragó
- Jacint Rigau (1659 -1743) va pintar els retrats oficials de Lluís XIV de França
- Miquel Joan Josep Brial i Roig, dit Dom Brial (1743 - 1828), historiador
- Francesc de Paula de Fossà (1775 - 1849) músic i militar
- Francesc Aragó (1786 - 1853), físic, astrònom i polític liberal nascut a Estagell
- Viggo Dorph-Petersen (1851 - 1937), arquitecte d'origen danès, instal·lat a Perpinyà des de 1883
- Joan-Daniel Bezsonoff (1963), novel·lista
- Joan-Lluís Lluís (1963), novel·lista
- Joan-Pere Pujol (1946-), escriptor, militant catalanista, autor de llibres sobre l'esoterisme i el catalanisme
- L'escriptor "rossellonista" Albert Saisset
- Marie-Josée Roig política
- Dominique Bona (1953 -) escriptora, Premi Renaudot de l'any 1998
- Isabelle Pasco (1966), actriu
- Frédérick Bousquet (1981), nedador, plusmarquista mundial
- Simon Fourcade (1988), biatleta

### Música
- Jacques François Gallay (1795-1864), concertista de trompa i compositor
- Marquès de La Soudière (1830-1891) compositor i diplomàtic
- Jordi Barre (1920-2011), cantautor nordcatalà
- Dani (1944), cantant pop en francès
- Joan Pau Giné (1947-1993), cantautor rossellonès
- Carlota Julian (1951), fantasista en francès, actriu
- Tekameli (música gitana catalana)
- Georges Bousquet (1818-1854), compositor i crític musical

### Escultura
Maillol va néixer a Banyuls de la Marenda (Pirineus Orientals), una petita ciutat del Rosselló. Va fer els seus estudis secundaris a Perpinyà (Institut François Aragó), i després els artístics a París, a l'Escola Nacional Superior de Belles Arts. El seu treball és considerat com a anunciador d'obres com ara les de Henry Moore o Alberto Giacometti, i el seu estil oníric que va vers el classicisme va ésser un model fins al final de la Segona Guerra Mundial.
Maillol va passar a la posteritat per les seves escultures de bronze que va començar al voltant dels 40 anys. Els seus primers treballs, de tapisseria, van ésser realitzats a Banyuls de la Marenda, sota la influència artística de contemporanis com Pierre Puvis de Chavannes o Paul Gauguin.

Vista del centre de la ciutat de Perpinyà. A l'esquerra, la plaça de la Resistència, lloc d'unió del passeig de Georges Clemenceau i del passeig de Wilson. En el centre dret, el Castellet. A la dreta, la ribera de la Bassa, afluent de la Tet, que és vorejada pel moll de Sadi Carnot (a l'esquerra), on es troben la prefectura i la diputació provincial.

## Ensenyament
La ciutat de Perpinyà té un bon nombre de centres d'ensenyament, atesa la seva gran població. Així, hi trobem les escoles, col·legis, liceus i centres d'estudis superiors següent:

### Escoles maternals i primàries
Trenta-dues escoles, repartides per tot el nucli urbà de Perpinyà, cobreixen aquests nivells inicials de l'ensenyament dels infants perpinyanecs:
| - Jean Amade - Les Arrels - Jordi Barre - Léon Blum - Hélène Boucher - Simon Boussiron - Georges Dagneaux - D'Alembert | - Claude Debussy - Antoine de Condorcet - Piere de Coubertin - Victor Duruy - Fenelon - Jules Ferry - Anatole France - Edouard Herriot | - Victor Hugo - Jean Jaurès - Lamartine - Ludovic Masse - La Miranda - Blaise Pascal - Pablo Picasso - Pont Neuf | - Hyacinthe Rigaud - Romain Rolland - Emile Roudayre - Jean-Jacques Rousseau - Claude Simon - Square Platanes - Vertefeuille - Zay / Curie |

### Escoles secundàries (Col·legis)

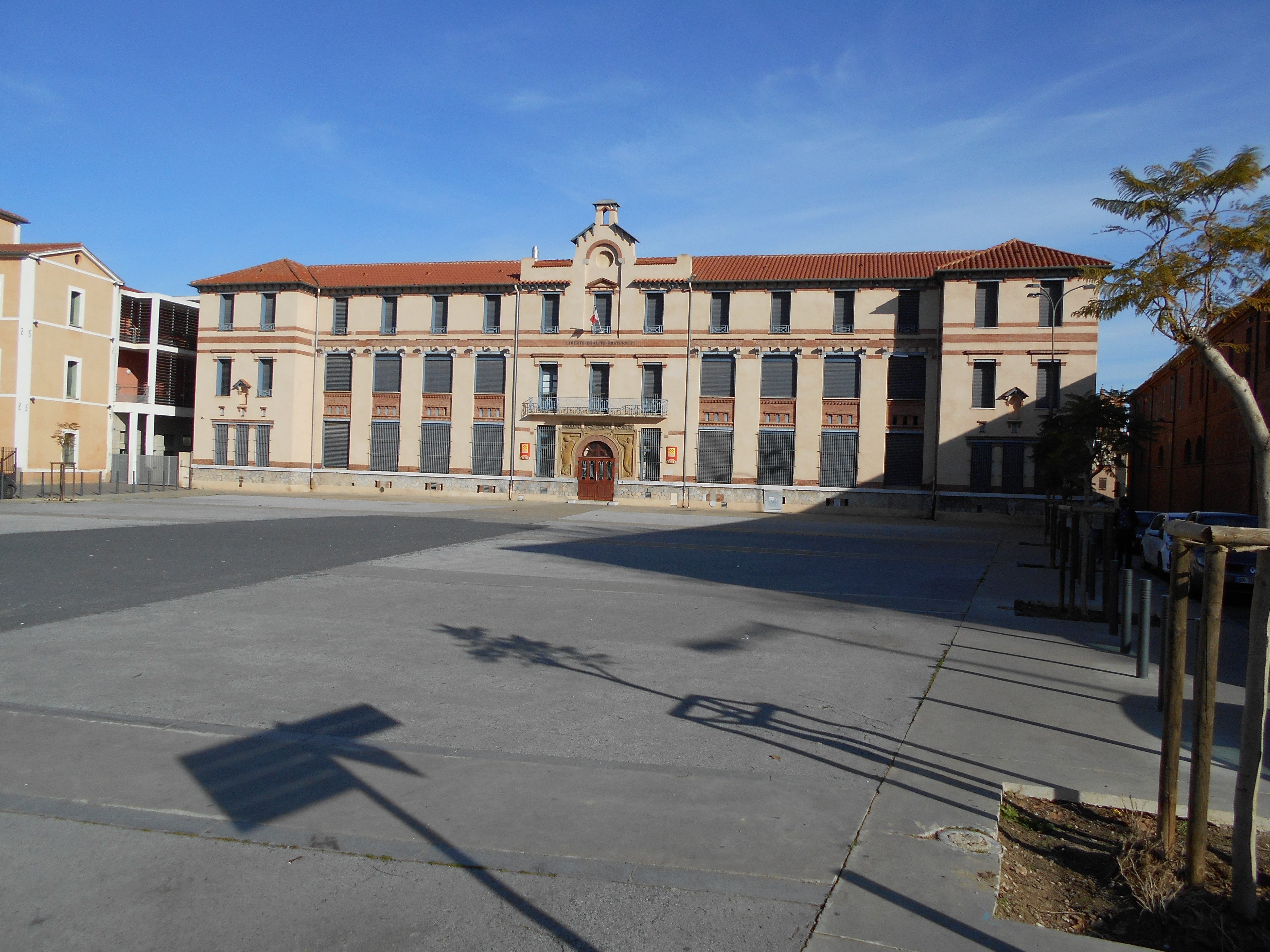
El Col·legi Jean Moulin, a la plaça del mateix nom.

Els col·legis, on es duen a terme els estudis secundaris, de la ciutat de Perpinyà són els següents:
- Col·legi Jean Moulin, situat al límit dels barris de la Real i Sant Jaume
- Col·legi Saint-Exupéry, a Vertefeuille
- Col·legi Madame de Sevigné, al sud de Sant Martí
- Col·legi La Garrigole, a la Garrigola
- Col·legi Jean Macé, a Sant Mateu
- Col·legi Albert Camus, a la Lluneta
- Col·legi Marcel Pagnol, al Baix Vernet
- Col·legi Josep Sebastià Pons, al Vernet Mitjà

### Centres de batxillerat (Liceus)
Perpinyà disposa de vuit liceus. El més antic és el Liceu Francesc Aragó, però en els darrers anys s'han anat obrint els altres.

#### Centres públics
- Liceu Francesc Aragó. Continuador del Collège Royal creat el 1667 pels jesuïtes per tal d'assegurar la formació dels nobles de la vila i preparar-los per anar a la universitat. Els edificis eren[81] on ara s'obre la Plaça de la República. Aquell col·legi fou destruït per un incendi l'any 1789, però l'abbé Jaubert, eclesiàstic de molta importància en el seu temps, va sortir-se'n de convèncer la nova autoritat republicana per tal de fer reviure aquell col·legi, però sota l'apadrinament comunal. El nou Col·legi Comunal obrí les portes el 7 de setembre del 1808, després que un decret de Napoleó I va donar el permís. Era un col·legi públic posat sota la direcció d'un religiós. Constava de dos edificis, un per a les aules i l'altre per als dormitoris. Era a l'anomenada Dalle Arago, on el carrer de la Porta d'Assalt es creua amb el carrer d'Henri Abbadie. L'edifici de les aules fou destruït el 1961 per obrir l'ampla esplanada actual, amb pàrquing en el seu subsòl.[82] Es conserva, però, l'edifici dels dormitoris, entre els carrers esmentats i el del Mariscal Foch. L'actual edifici del liceu foren començats el 1935 a la dreta de la Bassa,[83] a prop, però més a ponent de l'edifici antic. La guerra va interrompre les obres, i l'edifici no va ser acabat totalment fins al 1955. Fins al 1968 va ser l'únic liceu del departament, i justament aquell mateix any hi va ser permesa l'assistència de noies a classe. Cal destacar que entre el 1614 i el 1794 havia existit a Perpinyà el Col·legi de Sant Llorenç, que rivalitzà molts anys amb el Col·legi Reial.
- Liceu Arístides Mallol. De batxillerat general i tecnològic, té secció d'ensenyaments professionals. Està situat[84] a l'Alt Vernet, a l'avinguda de Pau Casals, prop de l'avinguda del Mariscal Joffre.
- Liceu Professional Charles Blanc, centrat principalment en el món de l'automòbil. Està situat[85] al barri de Clos Benet, a llevant de Sant Galderic, a tocar del Liceu Pablo Picasso. Té l'entrada en el carrer de Charles Blanc, i està envoltat per una zona ajardinada amb presència de pavellons, pistes esportives i un parc.
- Liceu Jean Lurçat, de caràcter general i tecnològic. Està situat[86] a la zona de la Lluneta, a l'avinguda d'Albert Camús, entre els carrers de Madame de Sevigné, envoltat d'altres centres escolars i d'un estadi esportiu.
- Liceu Pablo Picasso, igualment general i tecnològic. Està situat[87] al barri de Clos Benet, a llevant de Sant Galderic, a tocar del Liceu Professional Charles Blanc. Té l'entrada a l'avinguda del General Jean Gilles, i està envoltat per una zona ajardinada amb presència de pavellons, pistes esportives i un parc.
- Liceu dels Oficis Léon Blum, Liceu Hôtelier. Liceu polivalent (general, professional i tecnològic). Està situat[88] al barri de Vertefeuille, a prop de la Universitat de Perpinyà - Via Domícia. Els ensenyaments professionals que s'hi duen a terme giren a l'entorn dels serveis turístics.

#### Centres privats
- Liceu Privat Catòlic Nostra Senyora del Bon Socors. Fou creat el 1871 per tres germanes Guinard, amb el nom de Pensió Guinard, i era destinat a l'educació de noies. Era al carrer de Na Pincarda, a la ciutat vella; les seves classes, no reglades, però impartides per professors de renom de Perpinyà, tingueren molt de ressò, i els locals quedaren petits. El 1900 es feu carrec de la direcció Juliette Truffaut, formada a les Dominiques de Le Havre. Durant la Primera Guerra Mundial, el col·legi acollí un hospital de guerra militar, per la qual cosa quedaren interrompudes les classes i els edificis foren confiscats. Després, i fins a la Segona Guerra Mundial, l'ensenyament anà a càrrec de seglars, però dins de la doctrina catòlica. Després de la guerra, entraren a fer-se'n càrrec les Dominiques de la congregació de Nancy, i el 1945 foren les Dominiques suïsses de Pensier qui n'agafaren el relleu. El 1965 se signava el primer contracte de convenció amb l'estat francès, el 1968 esdevenia el primer centre d'ensenyament catòlic mixt, i el 1985 les germanes dominiques deixaven el liceu, que fou portat per seglars fins a l'actualitat. S'hi imparteix el batxillerat general, amb diverses branques (literari, econòmic i social i centífic), i el tecnològic. Està situat[89] en el barri de, amb l'entrada a l'avinguda Julià Panchot i el recinte situat entre aquesta avinguda i els carrers de Pierre Renaudel, de l'Empordà i d'Alart Julien Bernard.
- Liceu Sant Lluís de Gonzaga. Establiment privat sota la tutela del Bisbat de Perpinyà. Fou creat el 1867. El mateix centre acull estudiants des de l'etapa maternal, i des del 1988 ofereix estudis de les tres branques del batxillerat general. És[90] a l'avinguda del Dr. Albert Schweitzer, al sector oest de l'Alt Vernet.
- Liceu Santa Lluïsa de Marillac. Liceu Tecnològic, amb secció d'ensenyaments professionals. Està situat[91] al barri de Sant Martí, amb entrada per l'Avinguda de Victor Dalbiez, a ran de les vies del ferrocarril.
- Escola Tècnica de la Riba Esquerra. És un liceu polivalent (general i tecnològic i professional) de titularitat privada. Està situat[92] al centre de Perpinyà, al barri de la Vilanoca. És a la riba esquerra de la Bassa, al carrer del Doctor Pous, on s'estén cap a l'interior de l'illa de cases delimitada pels carrers de la Muralla de la Vilanova, de la República i la Travessa de Sébastien Vauban.
- Liceu Privat Concertat Masó. És un petit liceu privat que ofereix el batxillerat tècnic de ciències i tècniques de la gestió. És[93] a la Vilanova, a l'avinguda de les Palmeres, davant mateix del carrer del General Legrand.

### Centres universitaris
A part de la Universitat de Perpinyà, esmentada en un altre apartat, s'imparteix ensenyament superior, en diverses branques, al Liceu Bon Socors (comercials i de serveis afins).

## Sanitat i assistència social
Dins del sistema hospitalari perpinyanès, cal comptar amb l'Hospital de Sant Joan, la Clínica de l'Esperança, la Clínica Mutualista i la Clínica de Sant Pere.
La tercera edat perpinyanesa pot gaudir d'algunes institucions d'atenció a la gent gran, com la Casa de Jubilats del Cours Lassus, la dels Horts, la Danjou i l'antiga Poudrière, ara Clínica Sant Cristòfol.

## Gastronomia
La cuina tradicional de Perpinyà inclou les següents menges:
- Allioli
- Gambes a la planxa
- Crema catalana
- Rosquilles del Vallespir
- Torró blanc: turró tou
- Torró negre: turró dur
- Cargolada: plat a base de cargols a la brasa
- Boles de picolat: boletes de carn rostida amb salsa (mena de mandonguilles)
- Ollada: carn d'olla tradicional
- Tonyina a la catalana
- Pollastre amb gambes
- Pa i all
- Bullinada: Sopa de peix
- Trinxat: carn trinxada
- Arròs a la catalana
- Anxoves de Cotlliure
- Salsa catalana
- Bunyetes o crespells: galetes fregides que es mengen en Pasqua.
- Fuet català
- Moscat (moscatell)

## Esports
- Rugbi a 15: Unió Esportiva Arlequins de Perpinyà (USAP), que juga a l'Estadi Amat Giral, al Vernet Mitjà.
- Rugbi a 13: Dragons Catalans, que juga a l'Estadi Gilbert Brutus, a l'Alt Vernet.
- Futbol: Perpinyà Canet Football Club.